# Compagnons de la Verte Tente
 (janvier 2024).
Si vous disposez d'ouvrages ou d'articles de référence ou si vous connaissez des sites web de qualité traitant du thème abordé ici, merci de compléter l'article en donnant les références utiles à sa vérifiabilité et en les liant à la section « Notes et références ».
 (septembre 2023).
La Verte Tente est une association belge qui s'inscrit dans le mouvement de l'histoire vivante et/ou de la reconstitution historique.
Son objectif est la restitution de la vie quotidienne des liégeois au dernier quart du XVe siècle et plus précisément de 1465 à 1470. La première tâche des membres de l'association est la fabrication d'habits répondants au canon de la mode vestimentaire du XVe siècle.
Ses activités principales se déroulent lors de fêtes médiévales estivales au cours desquelles elle déploie un tableau vivant et animé de la vie au Moyen Âge à travers un campement fait de tentes en lin, d'objets reconstitués, d'artisanats, d'une cuisine précise et des spectacles d'entraînements aux armes blanches et à poudre noire.
La Verte Tente est un groupe phare dans le paysage belge de la reconstitution historique du Moyen Âge tardif, notamment grâce à son action fédératrice à travers son Rassemblement Médiéval qui, d'autre part, participe activement au développement de la reconstitution immersive.

## Avant-propos
Les ruines imposantes du château de Franchimont dominent Theux et la Hoëgne, rappelant à ses habitants l'histoire riche et multi-millénaire de la région.
La ville de Theux, ancien chef-ban du marquisat de Franchimont, est marquée par l'épisode des Six Cents Franchimontois du 29 octobre 1468. Dans ses mémoires, Philippe de Commynes, témoin visuel de premier plan, nous dépeint ce coup de force héroïque qui aurait changé l'histoire européenne s'il n'avait pas échoué.

Le 5 août 1914, à l'aube de la Grande Guerre, le roi Albert Ier fait afficher dans tout le royaume de Belgique la « Proclamation du Roi à l’Armée et à la Nation » :
Souvenez-vous, devant l'ennemi, qui vous combattez pour la liberté et pour vos foyers menacés. Souvenez-vous, Flamands, de la bataille des "Eperons d'Or", et vous, Wallons de Liège, qui êtes en ce moment à l'honneur, des 600 Franchimontois.
En 1959, la commune de Theux acquiert le château de Franchimont et un nouvel attrait pour son histoire et l'épopée des Six Cents se développe et grandit chez les autorités locales. L'année 1968 connaît la célébration du 500e anniversaire de l'épopée des Six Cents Franchimontois à travers une multitude de festivités diverse et variées. Cette année fondatrice entérine la passion pour l'histoire et le folklore local qui se concrétisent dans une société baptisée La Chevalerie de l'Ordre du Chuffin ; elle sera à l'origine de deux manifestations:
1. Le cortège aux flambeaux: en costume d'époque, la première édition voit le jour en 1968 et sera reconduite annuellement.
2. La Franche-Foire de Franchimont: une fête médiévale biennale[4] dans le château de Franchimont dès 1973. Elle est communément considérée comme la première fête médiévale belge de ce type.

Le folklore et l'histoire locale ont une présence tangible dans les paysages de Theux à travers des bâtiments classés au patrimoine de Wallonie. Des rappels de la lutte éternelle contre l'oppresseur, comme le monument aux morts et le perron, nourrissent durablement la passion du Moyen Âge et entretiennent un sentiment d'appartenance chez la population.
C'est investi de cet héritage que les fondateurs de la Verte Tente, pour la plupart issus des mouvements de jeunesse locaux, s'assemblent pour créer une compagnie médiévale.

## Première époque (1996 - 2008)

### La Compagnie de la Verte-Tente
Theux, mars 1996, quatre personnes se réunissent afin de poser les bases d'une troupe d'animation sur le thème médiéval. Ils invitent leurs amis respectifs à une réunion officielle le 8 avril 1996. Ils donnent à leur association le nom de La Compagnie de la Verte-Tente en référence au mouvement de résistance lors du sac de Liège lors des Guerres de Liège. Une structure administrative est mise sur pied avec un président, un secrétaire et un trésorier.
Rapidement, le premier groupe s'étoffe avec l'arrivée de nouveaux membres. En quelques mois, la notoriété de la jeune compagnie grandit sur le territoire du marquisat de Franchimont grâce notamment à de nombreux articles, dont beaucoup de la plume du journaliste Pierre Lacomble, parus dans les journaux La Meuse et Le Jour. La Verte Tente intègrent l'ASBL La Chevalerie de l'Ordre du Chuffin le 5 août 1996, ce qui lui donne un accès privilégié au château de Franchimont afin d'y tenir des entraînements aux armes blanches (épée, bâton et lance) et permet l'organisation de banquets privés.
L'administration communale de Theux la reconnaît officiellement dans le Bottin Associatif.

#### Les commissions
Le fonctionnement de la Verte Tente s'articule autour de quatre commissions : scénario, combat, logistique et archive. Chaque responsable de commission organise son calendrier, ses activités et gère les participants. Un compte-rendu des activités de chaque commission est donné lors de la réunion mensuelle du conseil d'administration. Ce système va perdurer jusqu'en 2001.

##### Scénario
En tant que troupe d'animation, la Verte Tente met sur pied de petits spectacles joués dans la foule. Plusieurs saynètes sont écrites et interprétées par les membres : le Règlement de Compte, Prima Nocte, le Voleur de Bourse. Le Braconnier, le spectacle phare de la compagnie, s'inspire de la saynète interprétée de longue date lors de la Franche-Foire de Franchimont.
Sous la plume de Christian Bernès et Jean-François Demoulin, elle devient en 2001 L'Affaire du Braconnier composée de trois actes de 15 minutes : l'Arrestation, le Jugement et la Pendaison.
Elle sera jouée en août, au Franche-Foires de Franchimont, en 1997, 1999, 2001 et 2003.

L'Affaire du Braconnier
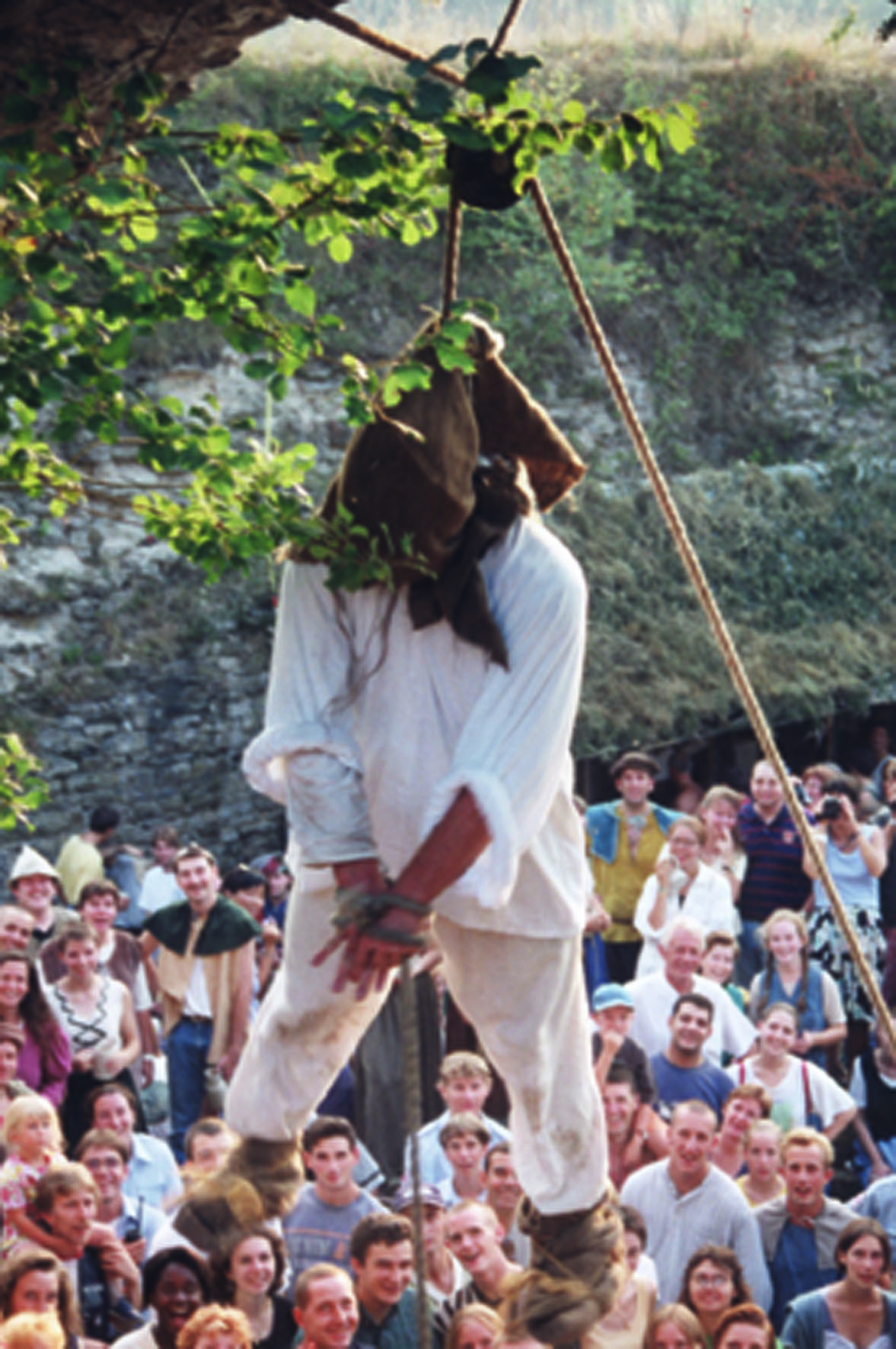
1997, Pendaison
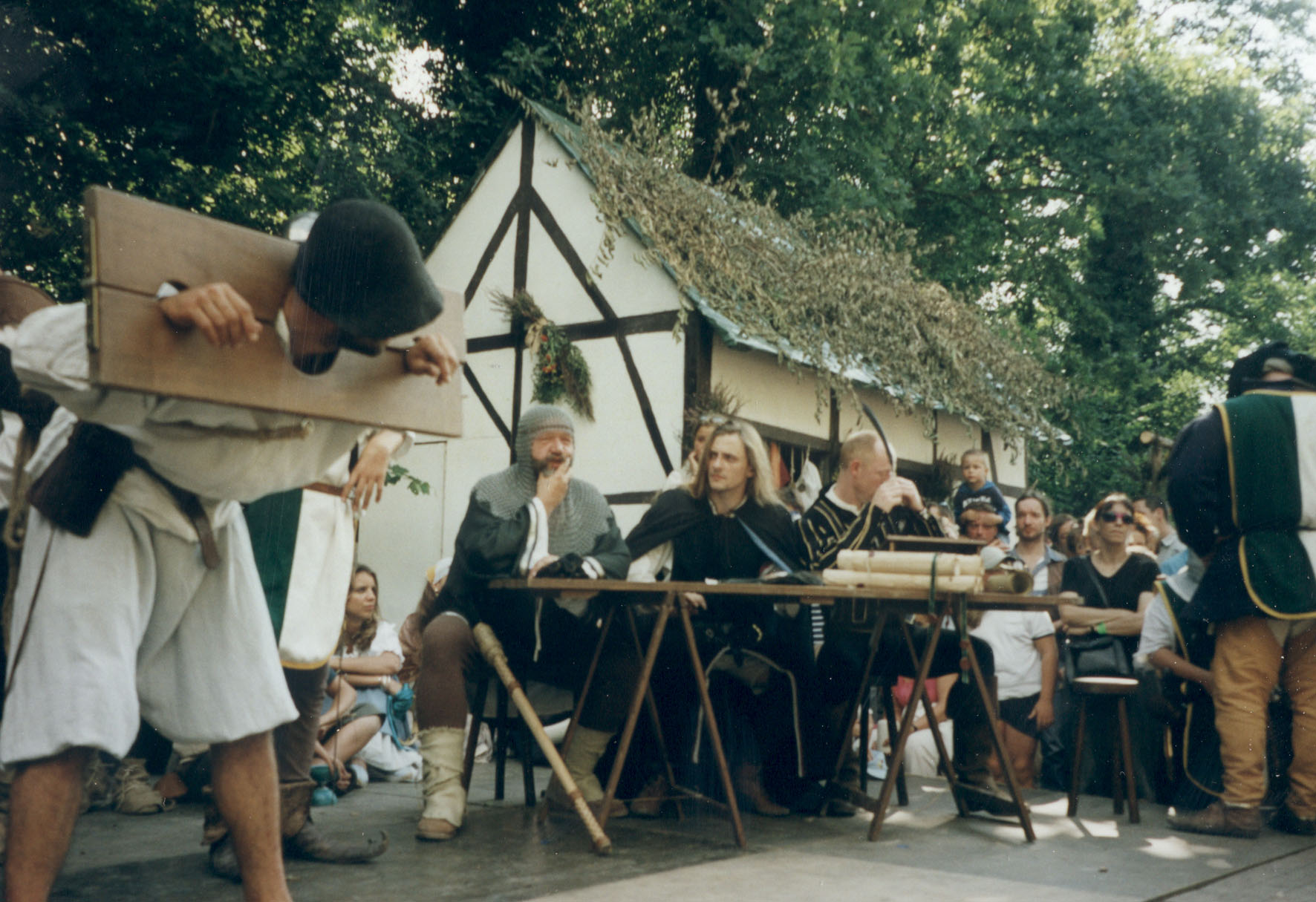
200, le Jugement
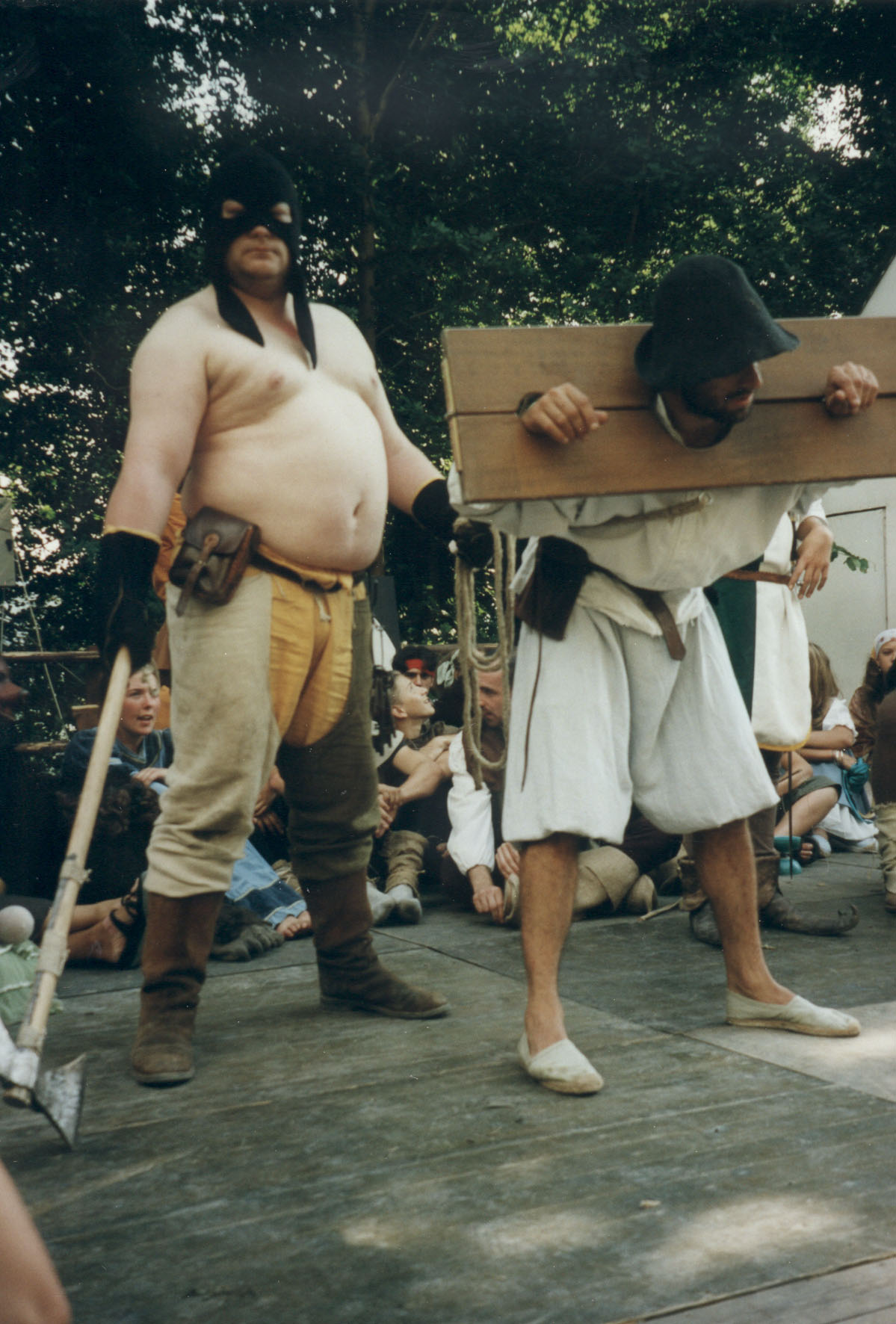
2001, le Jugement
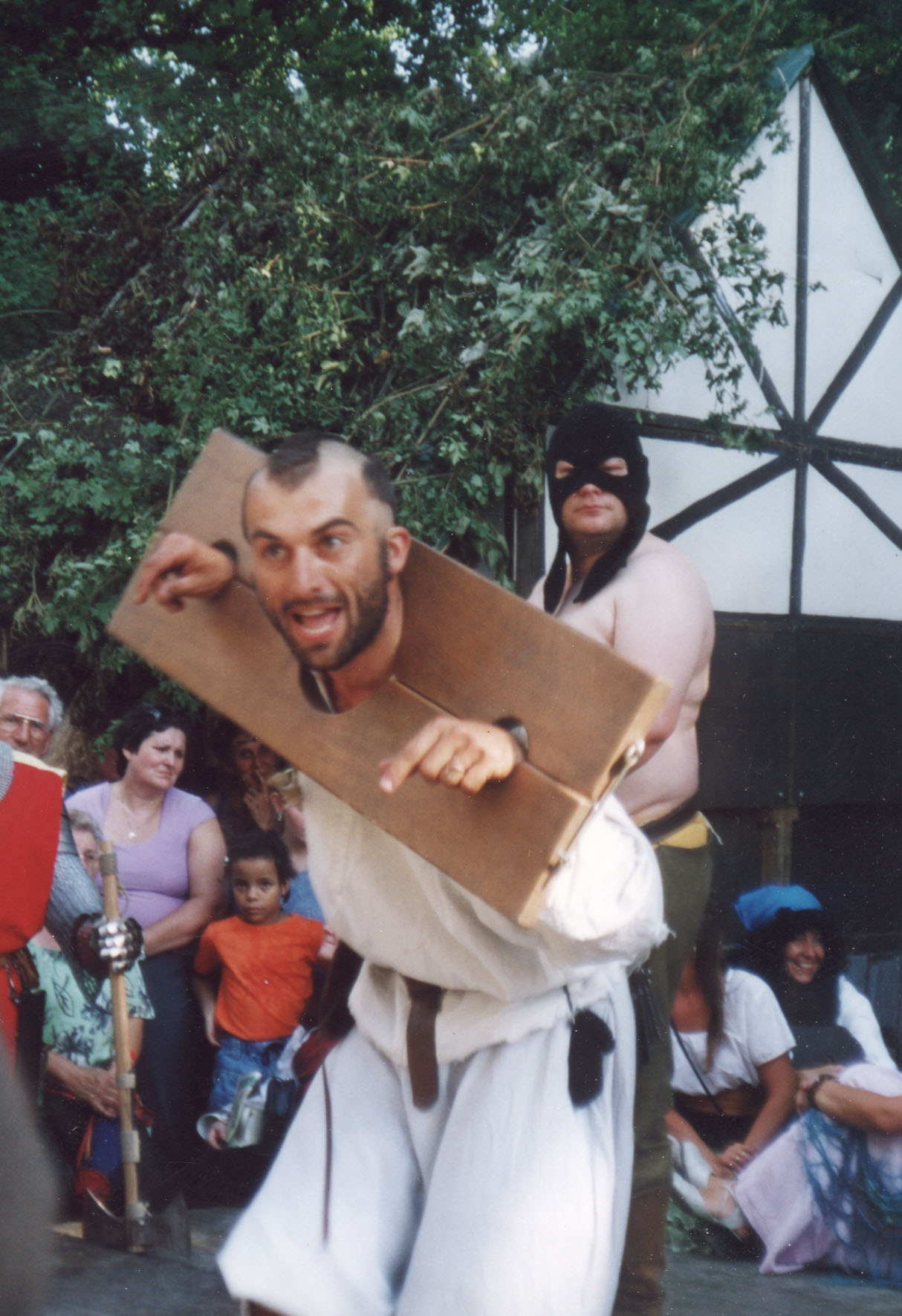
2001, le braconnier
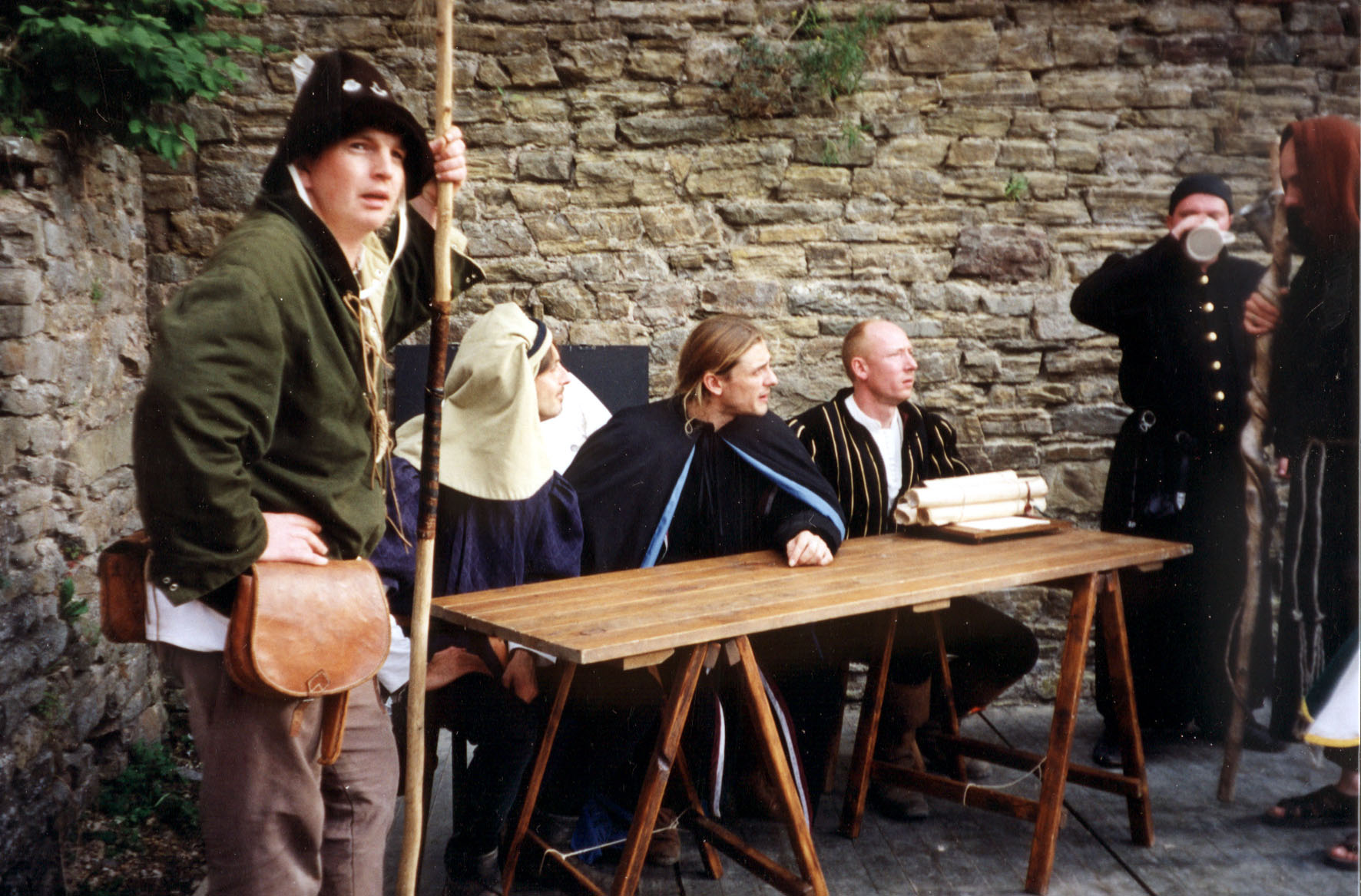
2001, les juges lors de la Pendaison

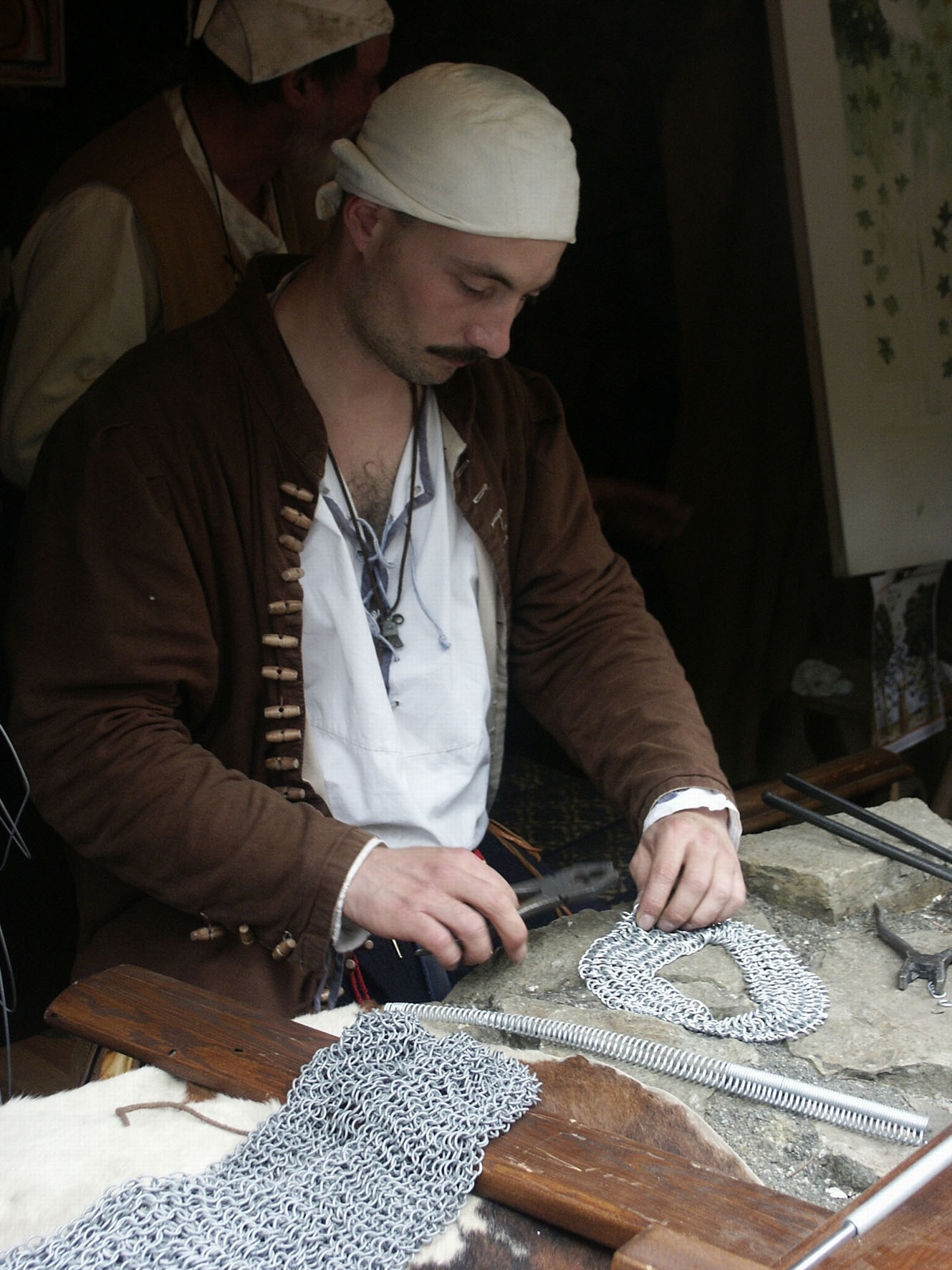
Franche-Foire 2003 - Sébastien Bertrand fabrique une cotte de mailles.

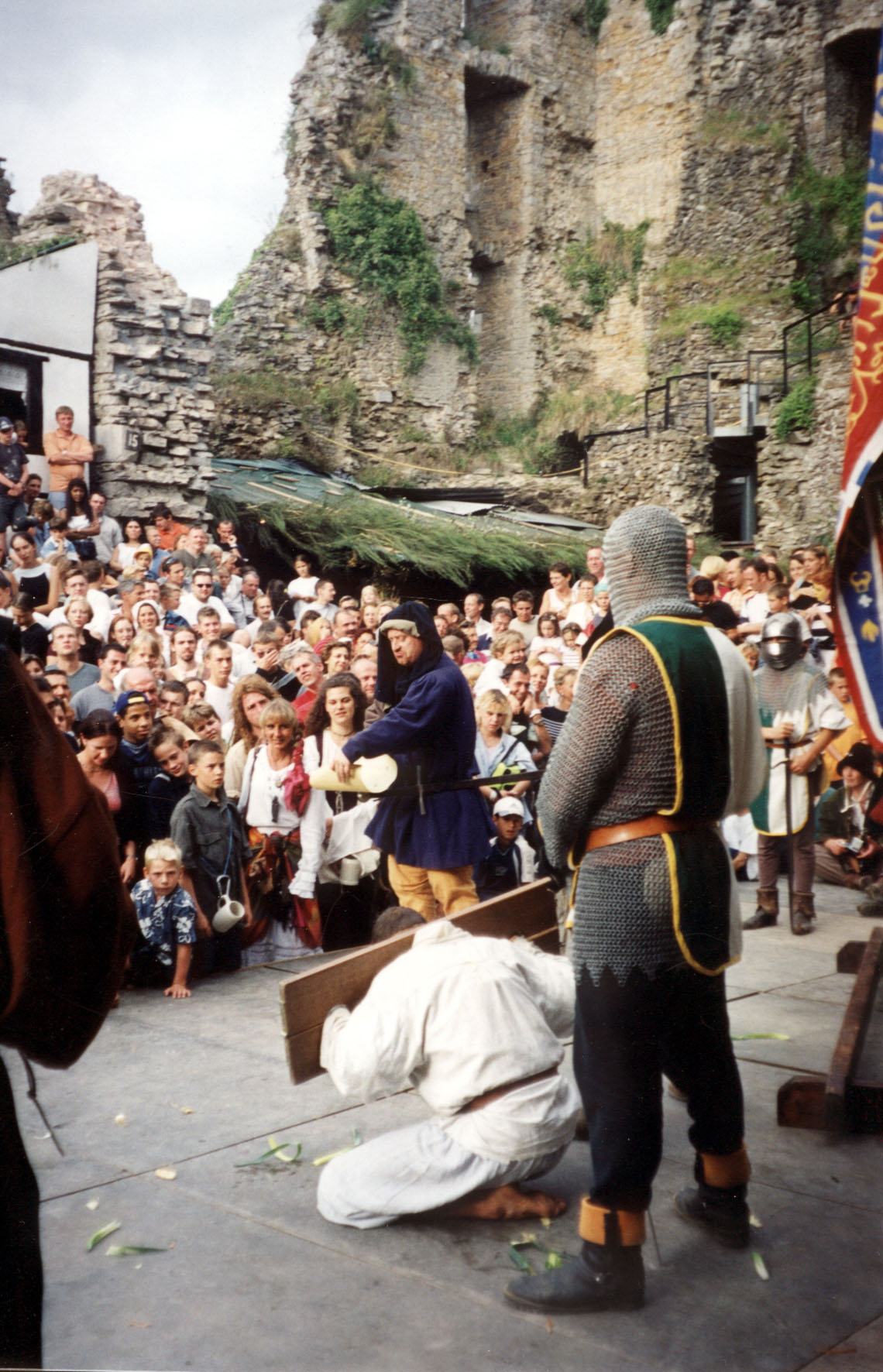
2001, l'acte d'accusation
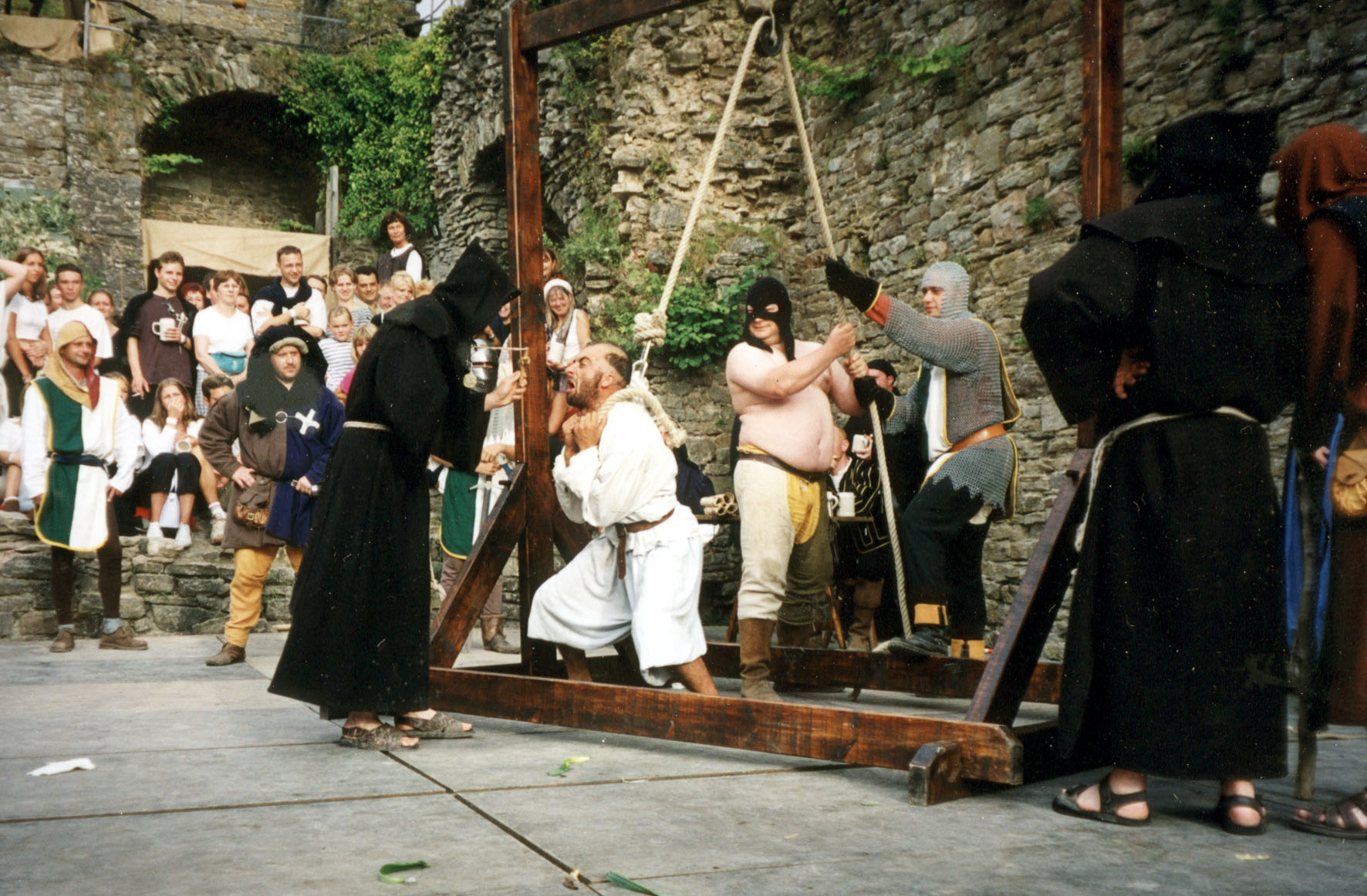
2001, la Pendaison
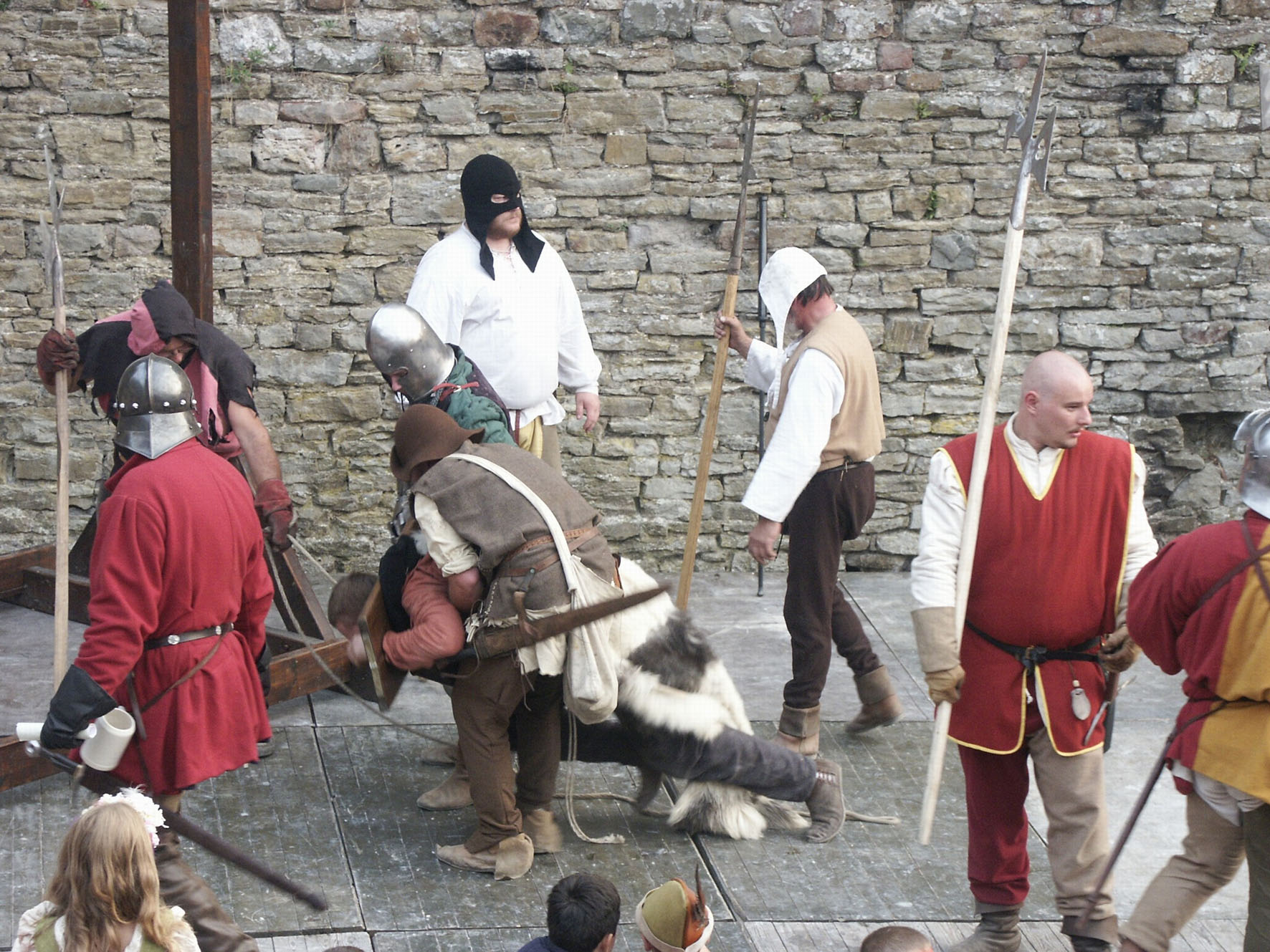
2003, la Pendaison
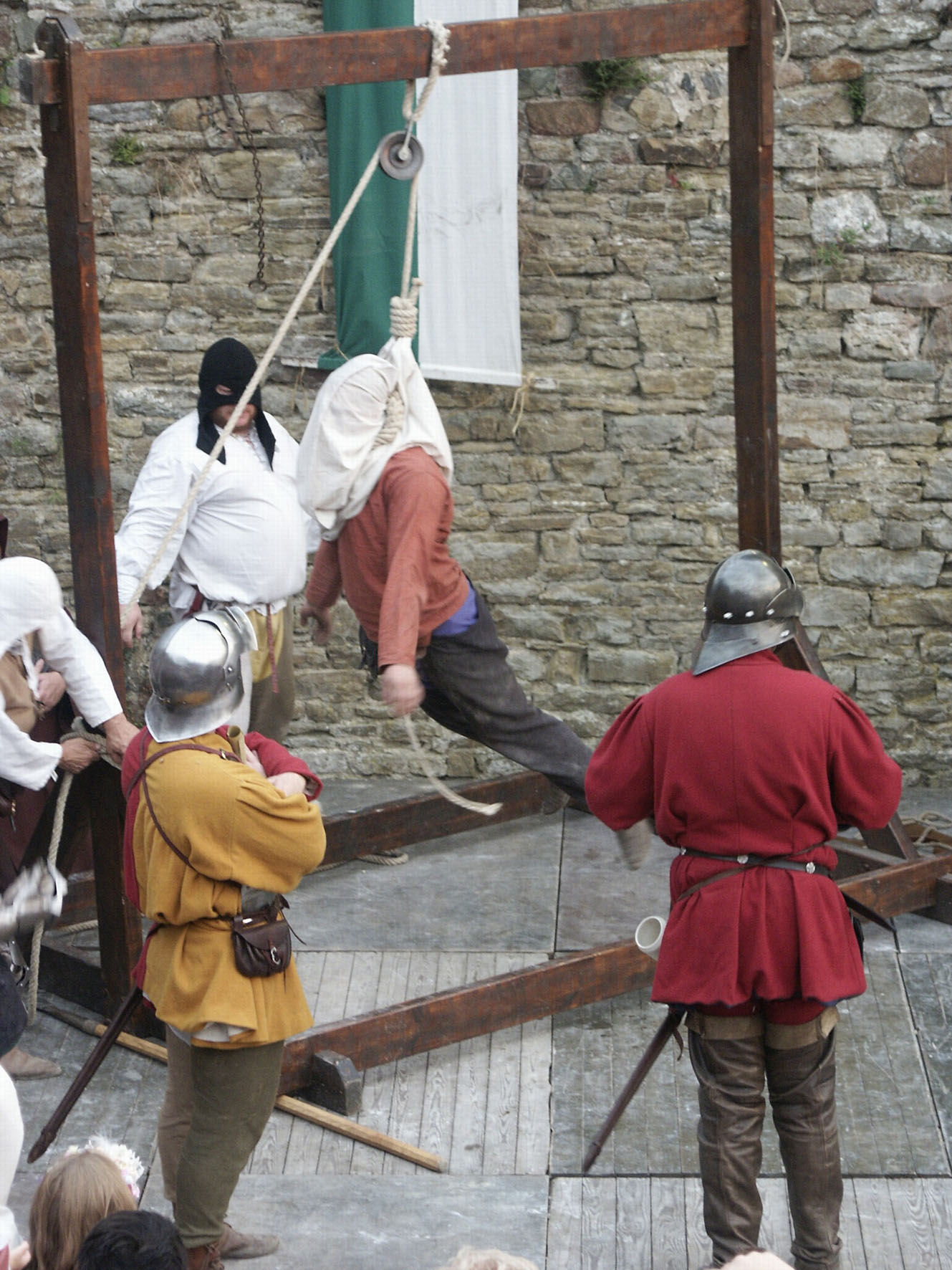
2003, la Pendaison

##### Combattant

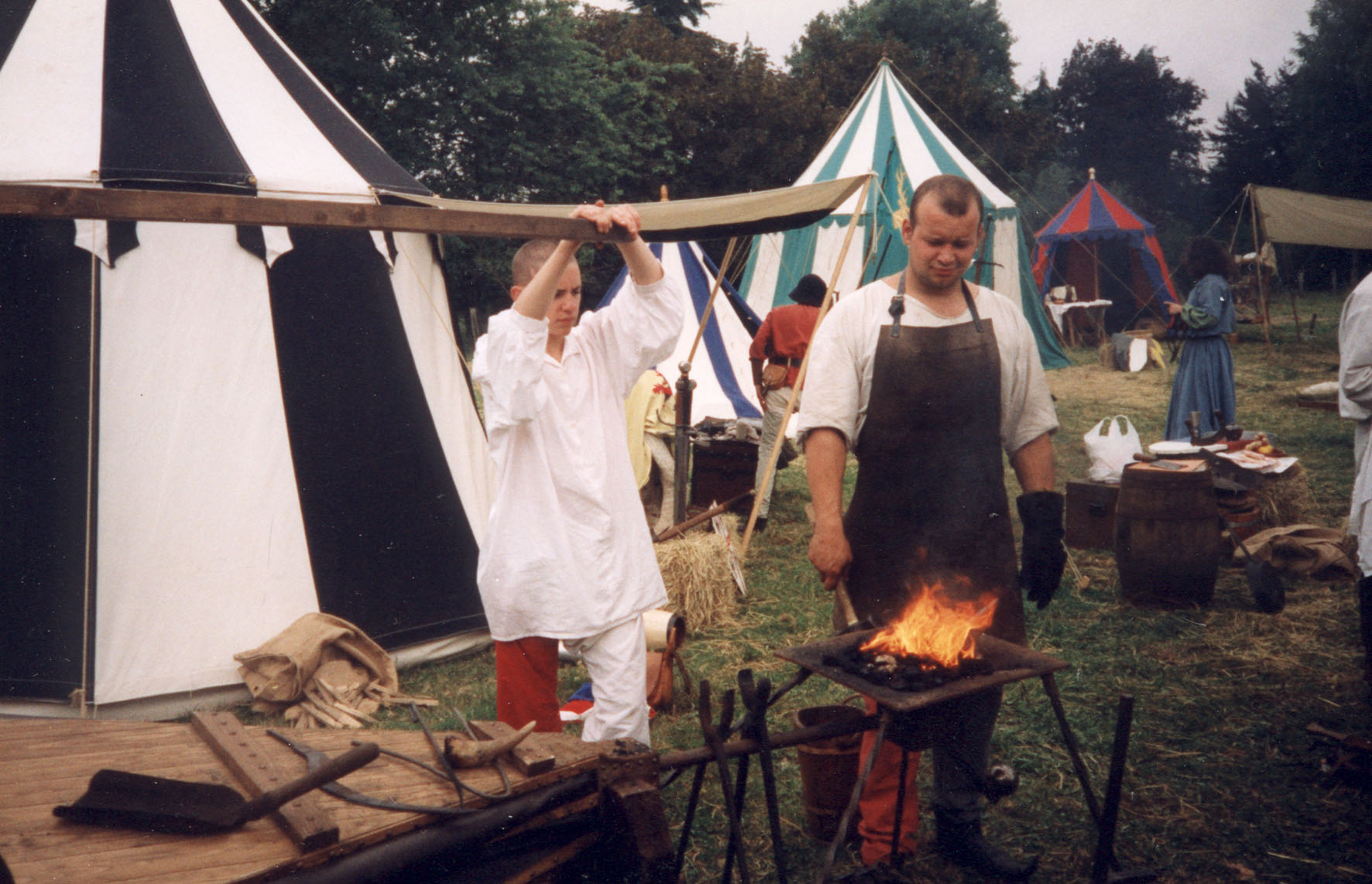
Heinstert 1998 - Pierre-Yves Bertrand à la forge.

Un combattant de la Verte Tente est celui qui suit régulièrement les entraînements dominicaux aux armes blanche (épée, dague et bâton) dans le château de Franchimont pour in fine pouvoir assurer en toute sécurité un spectacle de simulacre de combat lors d'une fête médiévale. En 1998 et 1999, la Verte Tente délègue un représentant, David Honnay, aux entraînements de la Confrérie de la Malemort asbl de Namur pour y apprendre l'art du combat à pied et du simulacre d'engagement.
Les combattants de la Verte Tente fabriquent leur propre protection de base, la cotte de mailles. Très économique en matière première, sa réalisation demande en revanche de très nombreuses heures de travail. En guise de protection aux mains, on se satisfait de gros gants de travail noir. Le forgeron de la compagnie, Pierre-Yves Bertrand, fabrique les épées des combattants. Les lames sont importées d'Espagne et la casse est fréquente. Des casques Brodie sont récupérés et transformés en pseudo-casques médiévaux. Les baudriers des épées et les ceintures sont également fabriquées par les combattants.
En 1998, c'est la découverte des batteurs d'armes et d'armures polonais sur les marchés allemands frontaliers et leurs prix très concurrentiels. Ce qui donne accès à des armes et armures plus authentiques.

##### La Lice de Combat
La plupart des scénarios de la Verte Tente comprennent des simulacres se combat. Le moment venu, des porteurs de bâtons écartent la foule et forment un vaste cercle dans lequel les combattants peuvent s'affronter en toute sécurité.

##### Logistique

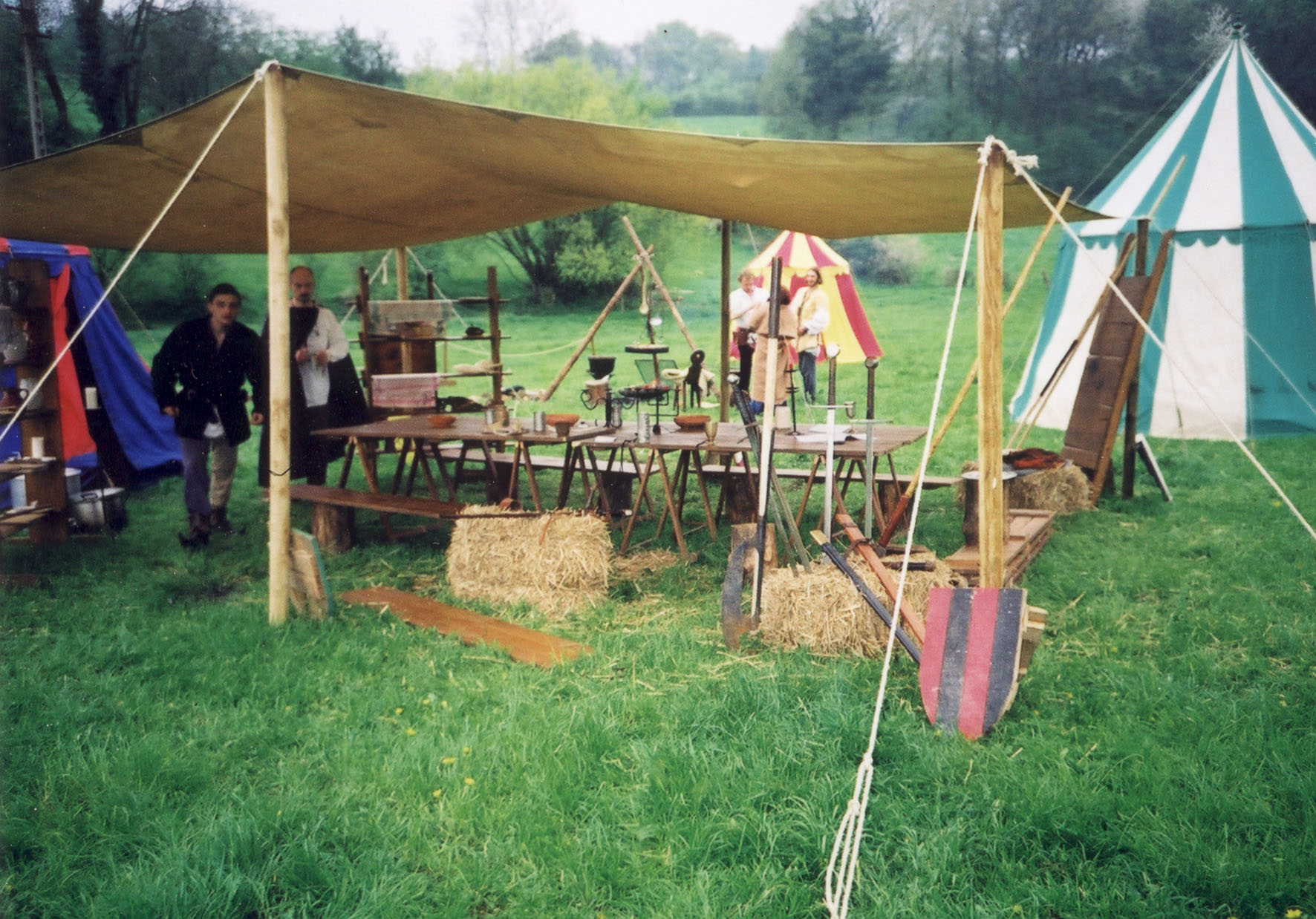
1er mai 2000 - Le matériel de campement de la Verte Tente.

Cette commission a pour tâche de fournir le mobilier commun de la compagnie.
En mars 1997, le seul fabricant de tente historique connu est Heritage Tents en Angleterre. La Verte Tente demande un crédit de 42 000 BEF (environ 1 600 € en 2021 avec l'inflation) au Chuffin pour l'achat d'un grand pavillon rond large (hauteur du mât 4,42 m, hauteur du mur 2,4 m, diamètre de base 5,44 m) de couleur en bandes alternées vert et blanc. Deux petits pavillons supplémentaires viendront compléter l'inventaire l'année suivante.
Des tables, des bancs, des coffres, des étagères et deux auvents de toile sont construits. Du matériel supplémentaire comme des casseroles, des ustensiles de cuisine et des outils sont soit achetés dans les grandes surfaces locales, soit donnés par les mouvements de jeunesse.
En deux saisons, la matériel de la compagnie s'étoffe considérablement et le dépôt de la Verte Tente va migrer plusieurs fois entre 1996 et 2005.

##### Archive
La commission chargée de trouver la bonne documentation. 1996, c'est la préhistoire d'Internet et trouver de la documentation nécessite de passer des heures dans les bibliothèques. Les livres traitant de la reconstitution médiévale sont extrêmement rare et invariablement en anglais. L'Encyclopédie Médiévale d'Eugène Viollet-le-Duc est la bible dans laquelle les compagnons vont puiser des idées d'objets et de costumes.

##### Le bulletin de la compagnie
Le Brouzouf est le bulletin de la Compagnie édité entre 1998 et 2001. Axé sur deux thèmes, des articles de fonds sur le Moyen Âge et des comptes-rendus d'activités, il sera rebaptisé Boutefeu en 2004. 20 numéros sont édités à ce jour plus un numéro spécial dédié aux Jeux de Franchimont de l'an 2000.

#### La charte de la Verte Tente
Compagnons, oyez ma voix, que les paroles qu’elle porte vous guide en tout temps et en tout lieu.
Compagnons, accueillez tout pauvre hère quel que soit son lignage ; mais prenez garde car il suffirait qu’un seul d’entre eux ne soit pas excellent chevalier pour déconsidérer toute la compagnie et diminuer sa valeur.
Compagnons, vous veillerez à ce que jamais le discrédit ne puisse être jeté sur nostre compagnie ; à tous, communiquez amour et respect des médiévaux usages et chevaleresques préceptes qui nous guident ; pour ce faire, vous éviterez de vous trouver ivre en public et prendrez toujours toutes précautions de bons sens rassis afin de ne point navrer un compagnon d’armes par excès de fougue ou défaut de sagesse.
Compagnons, hors aventure de route, nulle hiérarchie ici ne prime. Ainsi selon ses capacités, son éventuelle volonté, ou les circonstances de la vie de routier, chacun un jour dirige ou se voit dirigé ; ce de bonne grâce, capitaine en toute humilité et manant en toute dignité.
Compagnons, pour l’heure et afin de sceller notre accord en compagnie unie dans une même quête, jurons respect et observance en toute connaissance et liberté de nostre règle sur ses couleurs qui allient pureté, passion et volonté car nous portons de sinople au rencontre de cerf d’or, flanqué à sénestre d’argent à deux feuilles de chêne de sinople, l’une au-dessus de l’autre, orné de la devise :
VERTE TENTE, LIBRES GENS !

#### La Marche aux Flambeaux

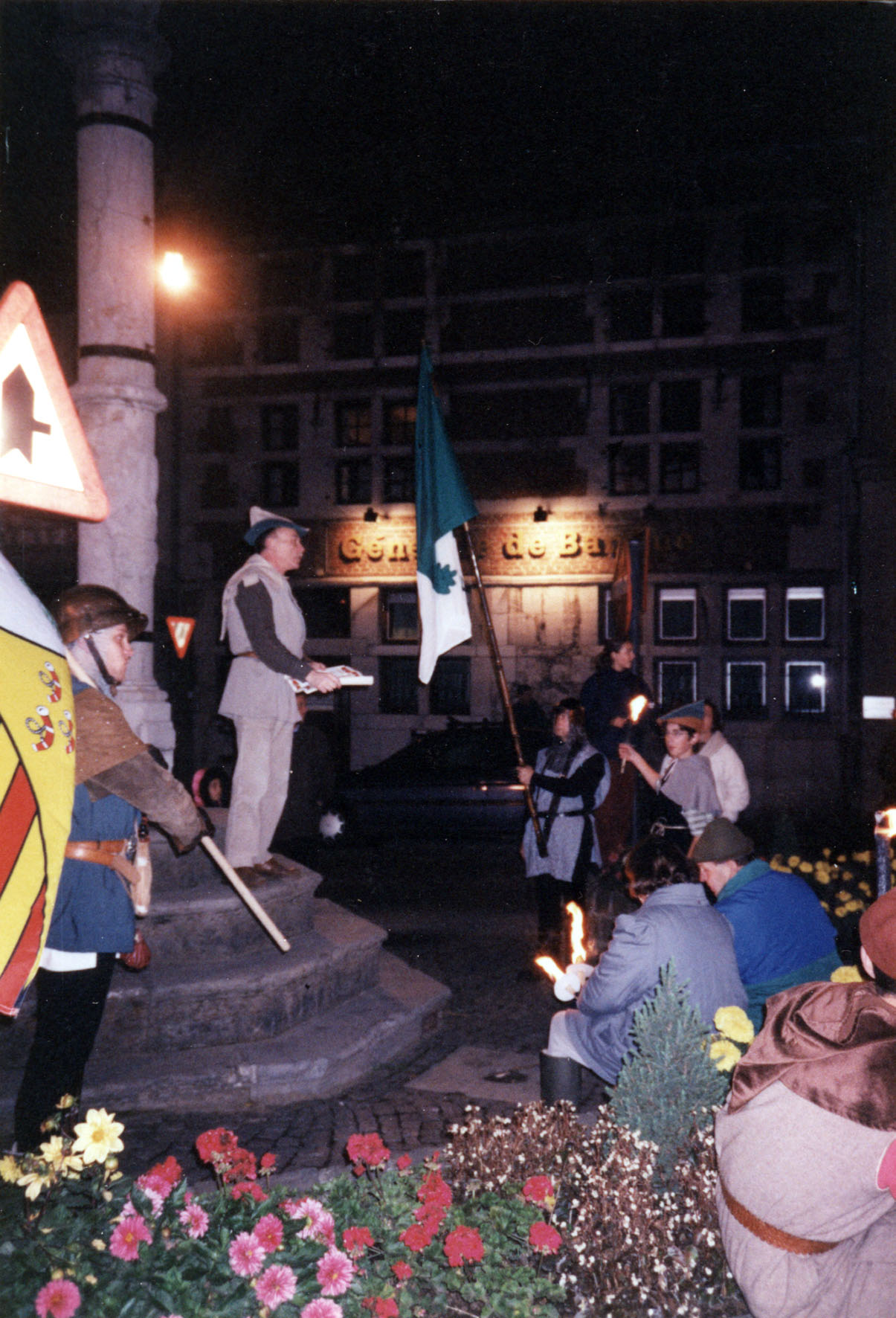
Marche au Flambeaux 1997 - le perron de Theux.

Entre-autres objectifs, les compagnons ont la vocation de raviver l'esprit des Six Cents Franchimontois, en reprenant la marche des Six Cents Franchimontois de Theux à Liège.
Le cortège aux flambeaux en l'honneur du souvenir des Six Cents Franchimontois connut 19 éditions consécutives de 1968 à 1987 organisées par le Syndicat d'Initiative de Theux. Il consistait alors en un défilé nocturne, en costume d'époque, empruntant l'artère principale de la ville et qui s'achevait autour d'un verre dans une salle de la localité.
La Verte Tente reprend le concept qu'elle baptise Marche au Flambeaux car plus long de 2 kilomètres. Désormais, le trajet est une boucle de 5 kilomètres au départ et à l'arrivée du château de Franchimont avec deux arrêts au centre de Theux : l'un au monument aux morts, place de l'église, et le second au pied du perron.
Devant le succès de la manifestation, la Verte Tente reconduit celle-ci annuellement, et jusqu'en 2004, le samedi le plus proche du 29 octobre, date historique de l'événement.

#### La Marche des Six Cents Franchimontois

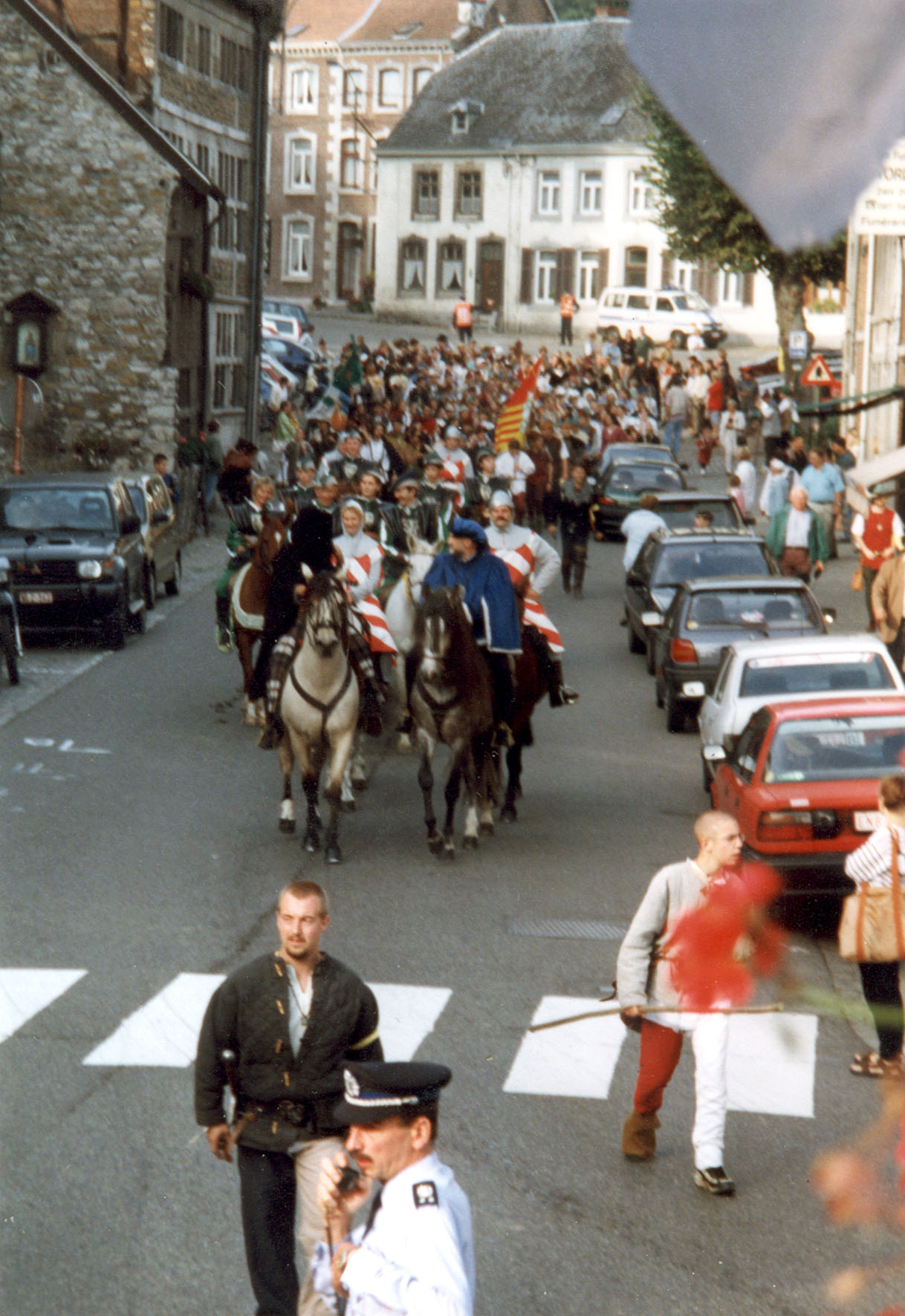
Au départ de Theux - 1998

Cette marche sportive de 35 kilomètres entre Theux et le centre de Liège fut organisée pour la première fois lors des commémorations du 500e anniversaire des Six Cents en mai 1968. Elle fut reconduite pour le millénaire de la principauté de Liège en septembre 1980. Enfin, deux des futurs fondateurs de la Verte Tente organisèrent une 3e Marche à l'occasion du 525e anniversaire en septembre 1993.
Dès 1997, en partenariat avec le Syndicat d'initiative de Theux et le Chuffin, les compagnons travaillent sur l'organisation du 530e anniversaire de l'épopée des Six Cents Franchimontois prévue le 26 octobre 1998. Puis à nouveau le 27 septembre 2003. La Verte Tente va relancer durablement cette grande commémoration qui, dès lors, devient quinquennale.

##### Le trajet
Les 5 premières éditions de cette marche : vers 9h, départ du perron de Theux direction Pepinster où le cortège bifurque vers l'ouest et suit le cours de la Vesdre. Premier arrêt à Nessonvaux vers 12h. Départ vers 13h, passage à Fraipont, Trooz et Chaudfontaine vers 16h, dernier arrêt avant l'entrée dans la ville de Liège. Le cortège s'engouffre dans Chênée là où la Vesdre se jette dans l'Ourthe. Passage à Grivegnée et entrée dans le centre ville vers 17h30. Arrivée au perron de liège vers 18h.

#### Le Rassemblement Médiéval du1ermai (premier cycle)

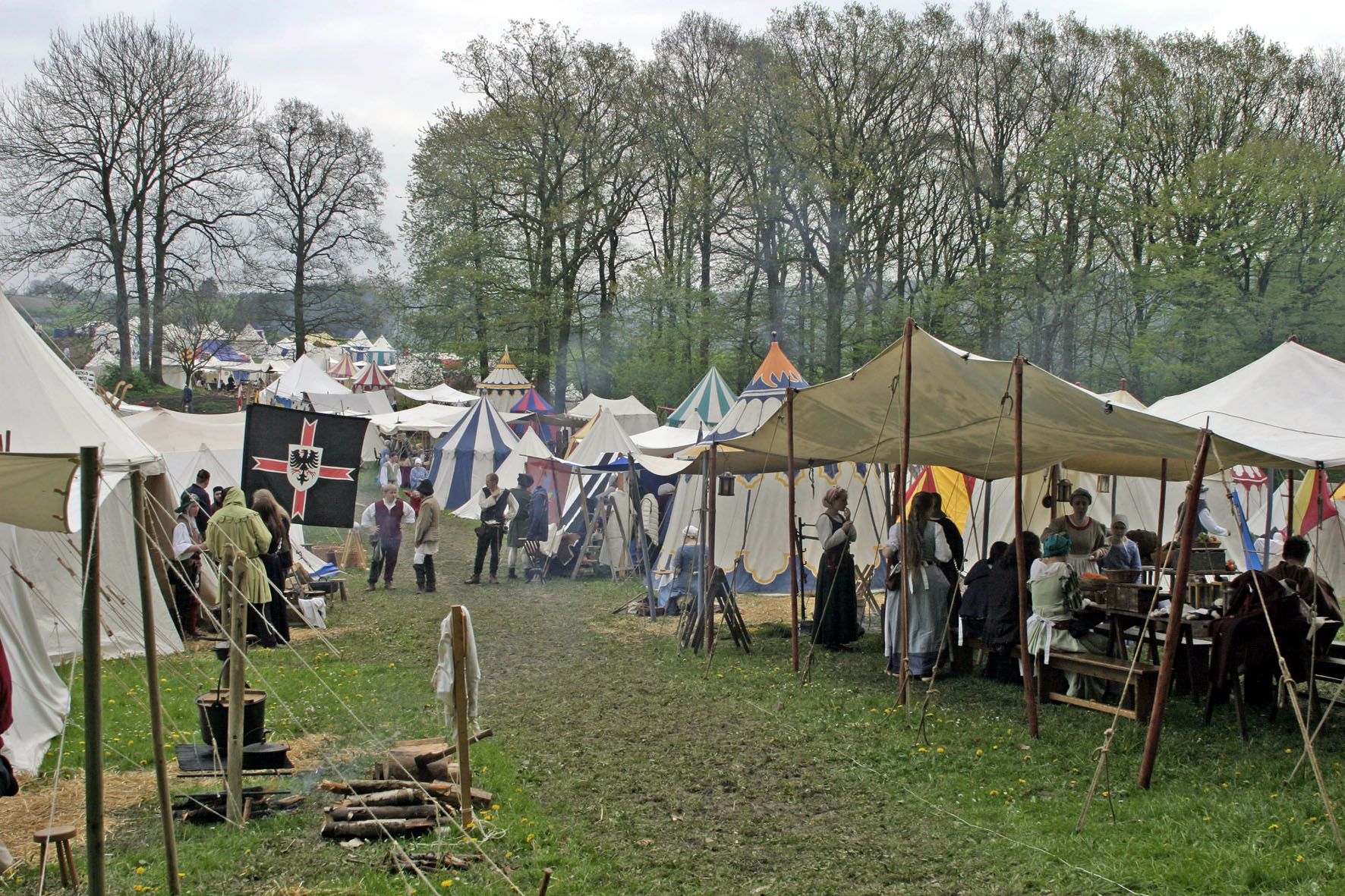
Franchimont 2005 - Vue générale du 7e Rassemblement.

L'idée d'un rassemblement inter-compagnies médiévales germa dès 1998. Le concept est simple : inviter les compagnies médiévales nationales et internationales à une assemblée privée, sans public, le temps d'un long week-end. La première édition se tient les 1er et 2 mai 1999 au lieu-dit Bois Renard près du village de Becco, sur la commune de Theux et rassemble une cinquantaine de personnes issues d'une dizaine de compagnies médiévale belges, françaises et anglaises. 

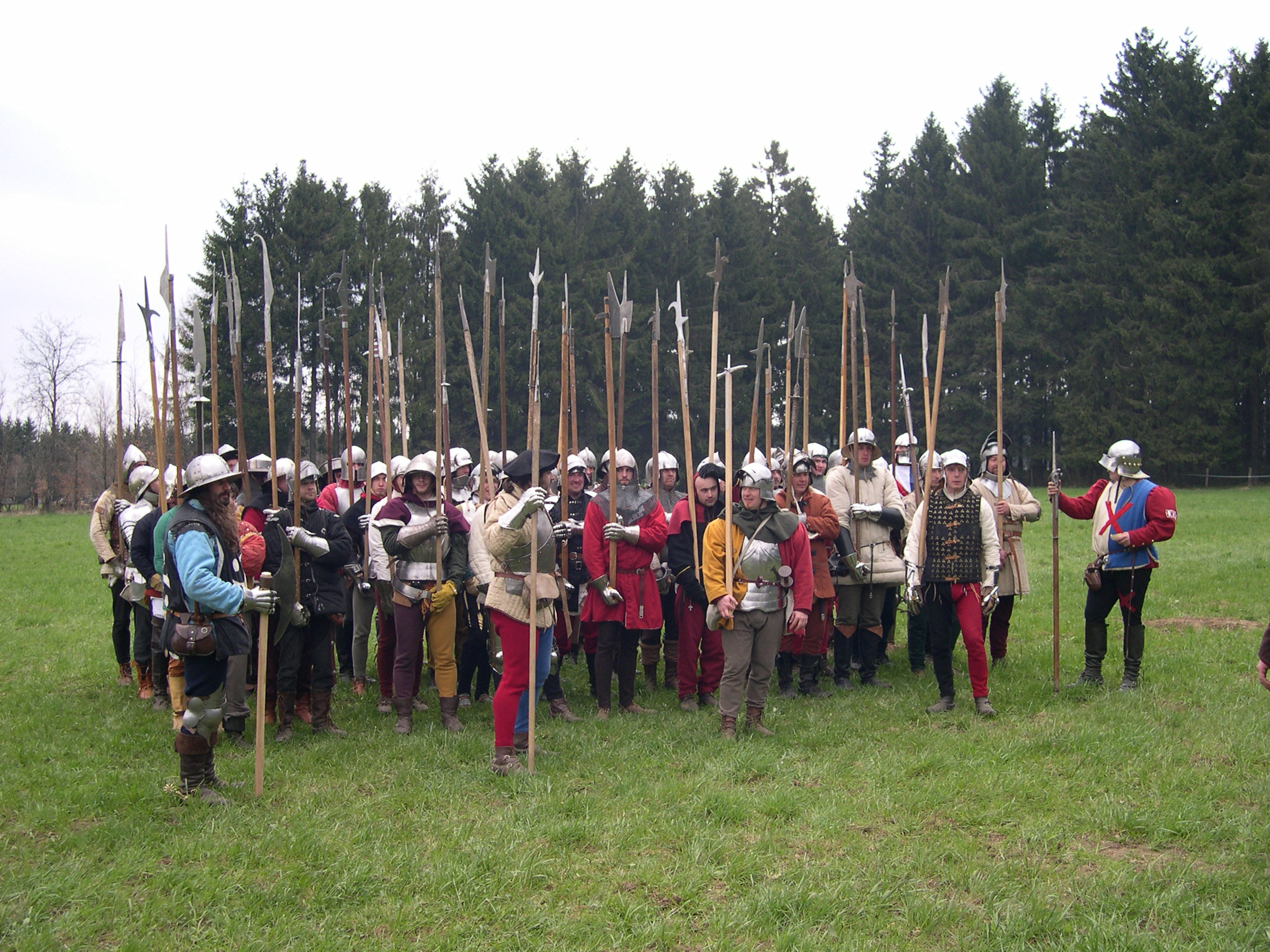
Bronromme 2006 - 5 dizeniers et leurs hommes, soit 55 piques.

Les éditions suivantes se tiennent sous les remparts du château de Franchimont. Devant le succès grandissant de l'organisation et le nombre croissant de participants, le Rassemblement déménage de 2003 à 2005 dans une vaste prairie surplombant du village de Sassor, non loin du château.
La 8e édition, à Bronromme du 28 avril au 1er mai 2006, marque l'apogée du Rassemblement Médiéval de la Verte Tente. 650 personnes de 12 nationalités participent aux nombreuses activités telles que le concours du meilleur hypocras et le meilleur archer. Le record belge (non-homologué) de la plus grande section de piquiers est atteint le dimanche lors des entrainements avec 5 dizaines de piquiers, soit 55 hommes formant un carré de piques infranchissable.
La région de Bronromme culmine à 546 mètres d'altitude et bénéficie d'un micro-climat particulier. Le dimanche, les participants, qui vivent sous tente, ont la surprise de s'éveiller sous la neige.

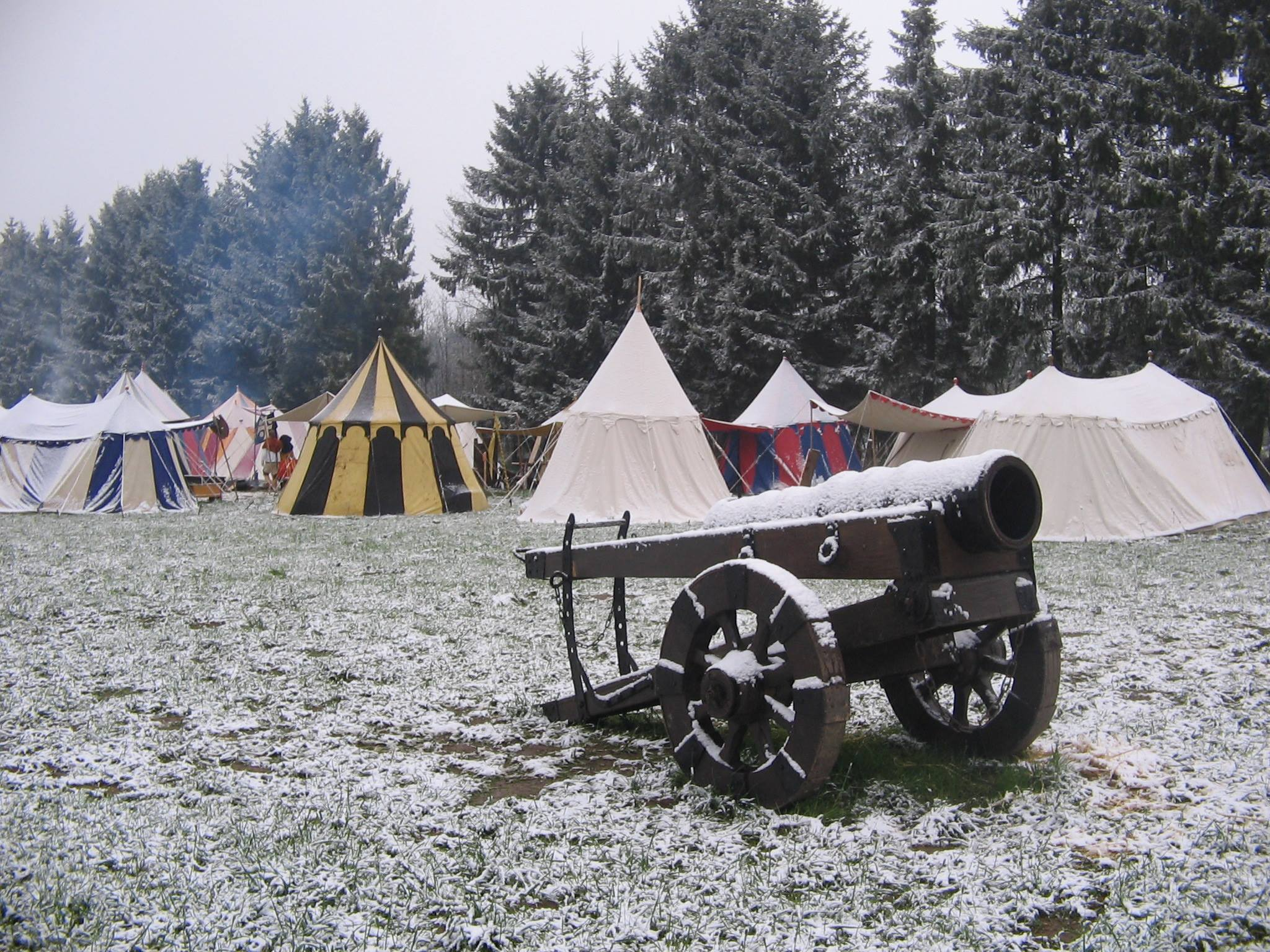
Bronromme 2006 - Un canon sous la neige.

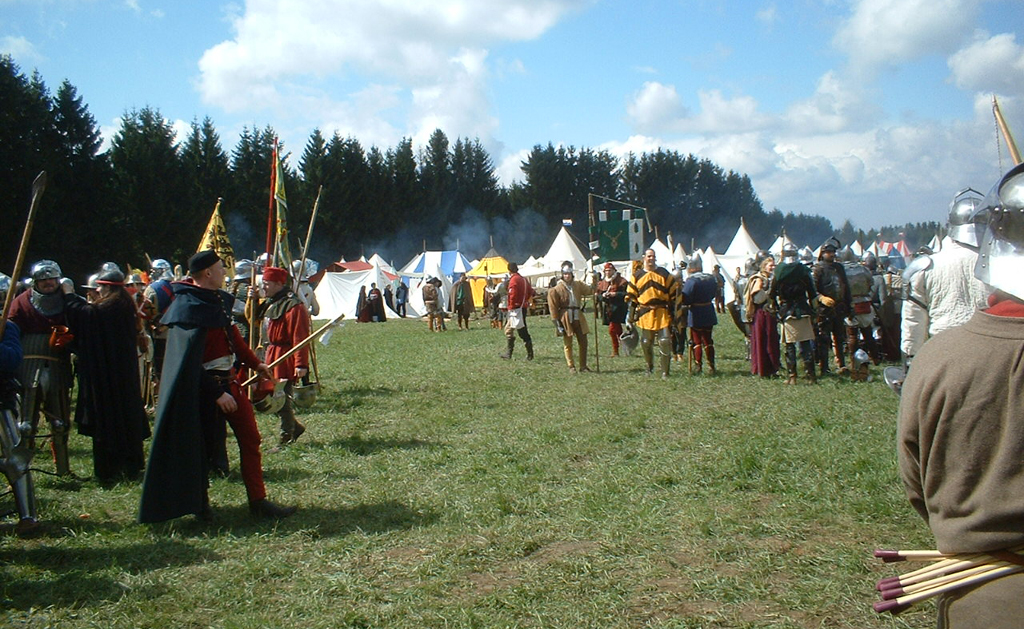
Bronromme 2006 - Les armées se préparent.

À la suite d'une prise de position sur le costume médiéval qui interdit le port du pantalon par une femme lors de son Rassemblement, la Verte Tente subit de nombreuses critiques. Elle se rétracte et lève cette interdiction, mais le mal est fait et la 9e édition en 2007, qui se tient sur les hauteurs de Hodbomont, en paie le prix fort avec "seulement" une centaine de participants.

#### L'Archéosite Médiéval
Sous l'impulsion de Jean-François Demoulin, gérant de la société Médiévale Attitude scs, la Verte Tente devient le fournisseur principal d'ateliers et d'animations lors de 4 journées dédiées à la découverte du de la vie quotidienne d'un château du XVe siècle. Une quinzaine d'animations interactives jalonnent le parcours habituel de la visite de l'édifice.
Quelques activités proposées : le tour du château à dos de cheval pour les petits, des visites guidées, une salle de projection avec des courts-métrages originaux, de l'enluminure, fabricants de : dentelle, bougie et cotte de mailles, le filage et le tissage de la laine, une forge en activité et le coulage du bronze en bas fourneau. Les animations proposées : tirs de canon et chorégraphies de combats. La journée se clôture par un spectacle de deux heures animée par Rumelin, un conteur professionnel liégeois.

#### Les banquets
Le concept de banquet et de ripailles fait partie de l'ADN de la Verte Tente, suivant à lettre l'adage "Fais les choses avec sérieux mais ne te prends pas au sérieux". Dès la première saison, l'habitude est prise d'ouvrir et de fermer la saison médiévale par un grand banquet. C'est un moment précieux pour les compagnons qui y invitent leurs familles, leurs amis et connaissances afin de partager leur passion. Ces banquets, tenus dans la salle des gardes du château de Franchimont, accueillent entre 50 et 80 convives. En plus d'y déguster des menus aux saveurs rares tirés du Viandier, il y a les intronisations de nouveaux membres dans la chapelle consacrée du château, la lecture de la charte, le mot du président, le cracheur de feu, le joueur de vielle et les concours de blagues. La Verte Tente organise 16 banquets entre 1996 et 2005.

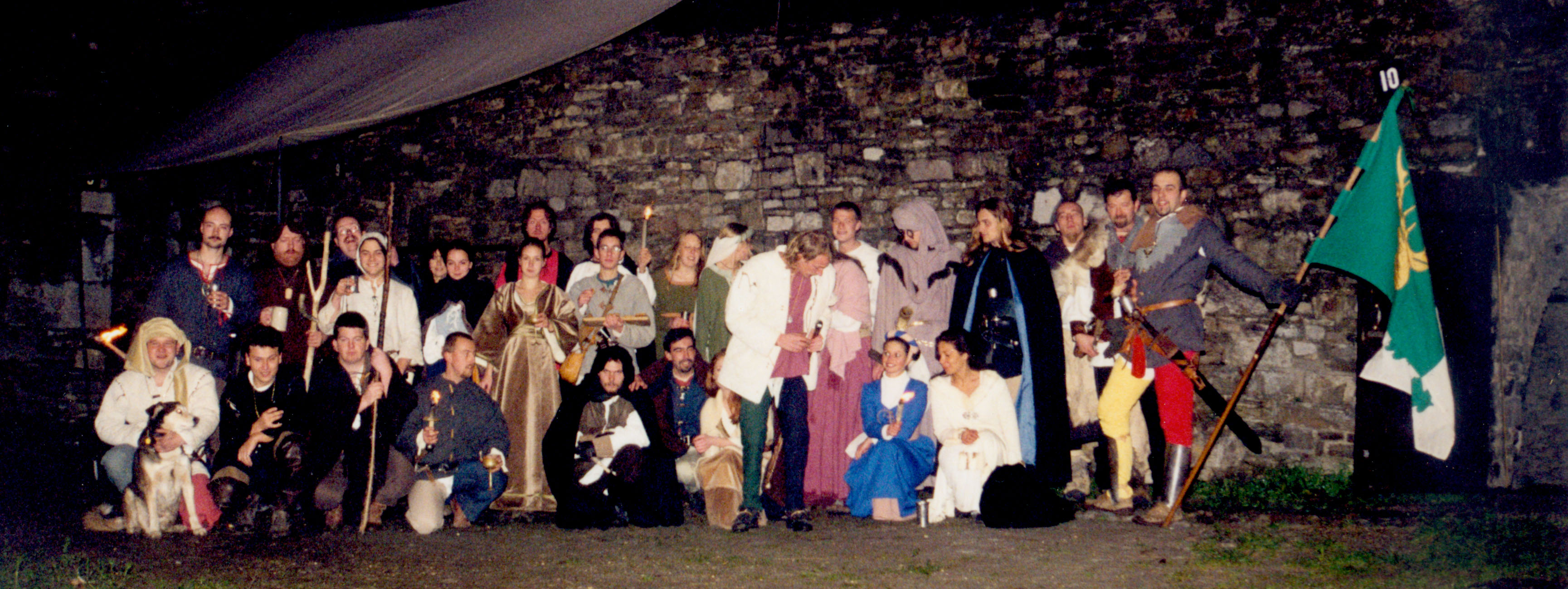
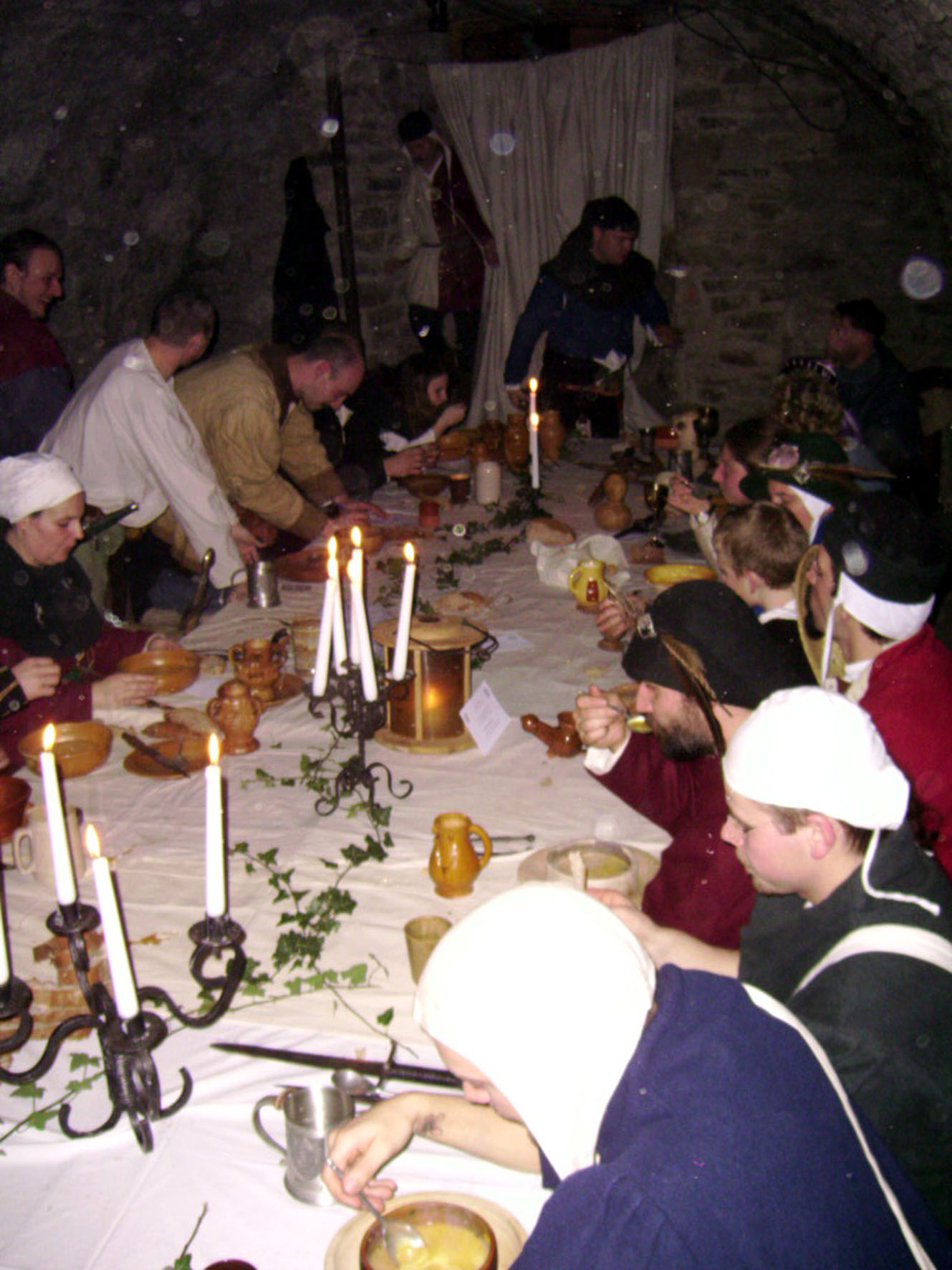
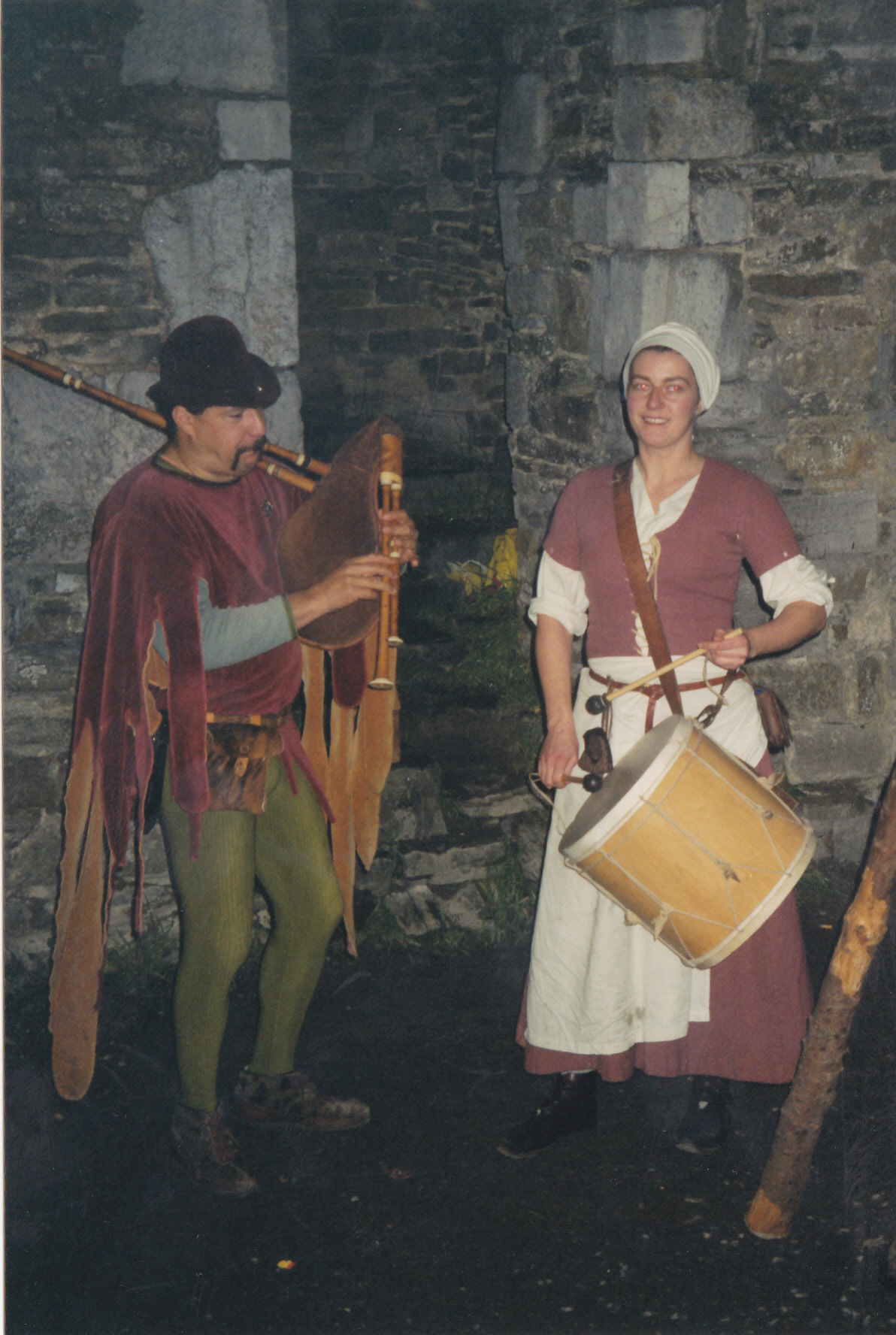
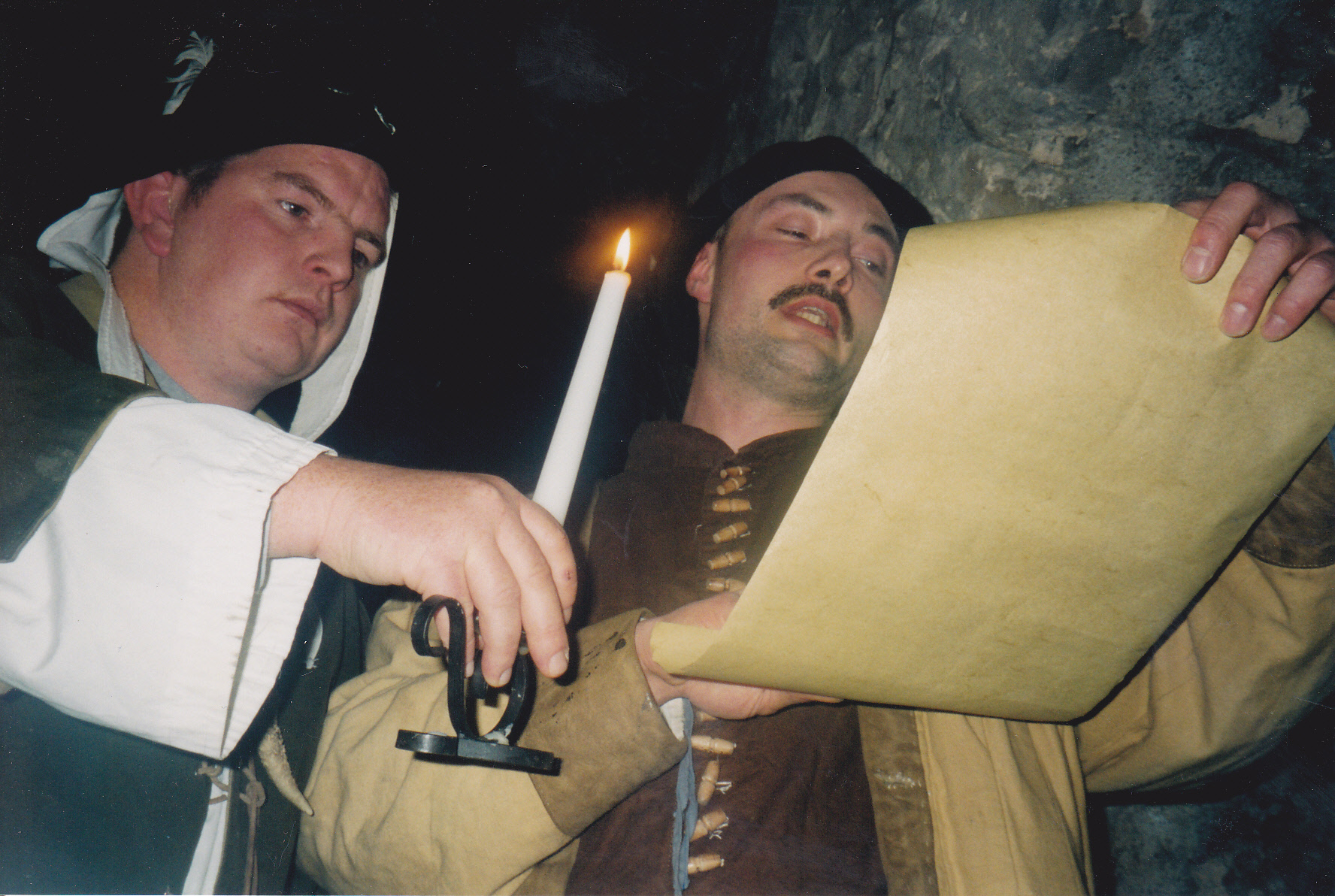
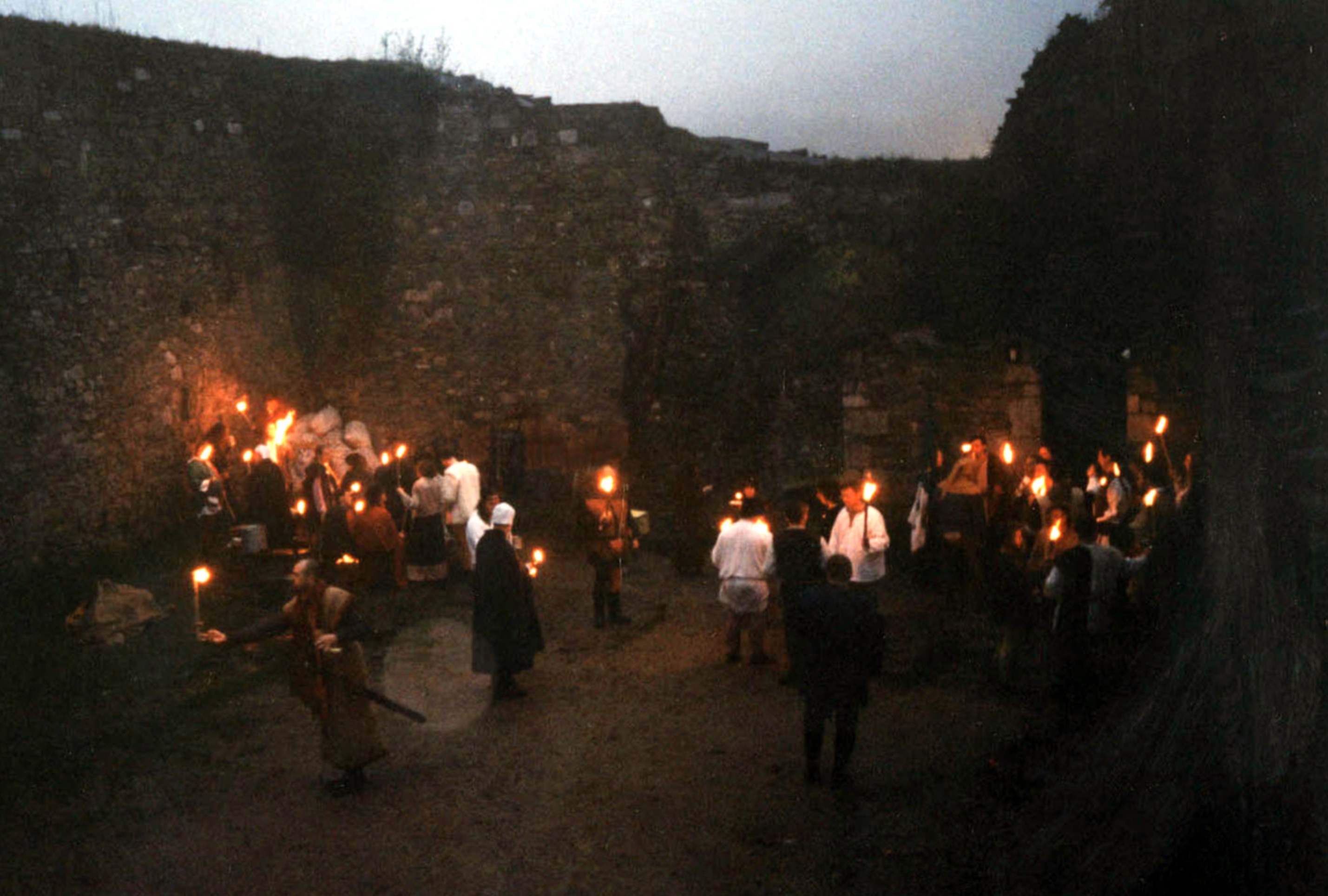
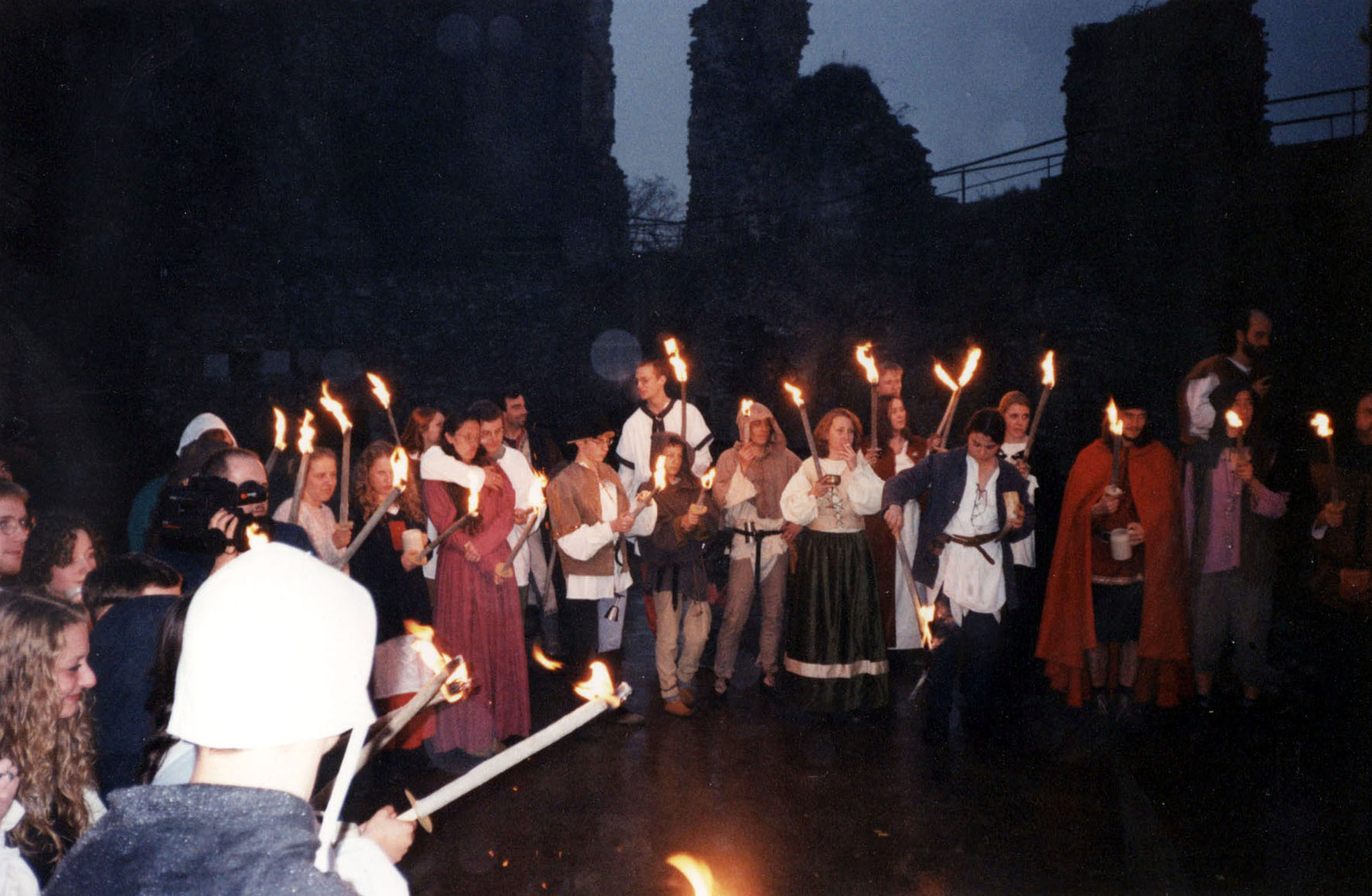

### Les Compagnons de la Verte Tente ASBL
L'évolution naturelle de la compagnie médiévale tend vers une représentation historique au détriment du folklore, voulu et défendu par le Chuffin. En 2004, après 8 ans d'activité au sein de la société theutoise, des pourparlers sont engagés pour quitter sereinement le giron du Chuffin. Sous l'impulsion de Sébastien Bertrand, les statuts d'une ASBL belge (association sans but lucratif) sont écrits et publiés au moniteur belge le 26 octobre 2005. C'est l'occasion de coller au plus près de l'histoire en passant du terme compagnie à compagnons.
En 2007 et 2008, la compagnie s'étiole, les membres la quittent en masse et il ne reste que deux membres administratifs ; aucune activité n'est programmée.

## Deuxième époque (depuis 2009)

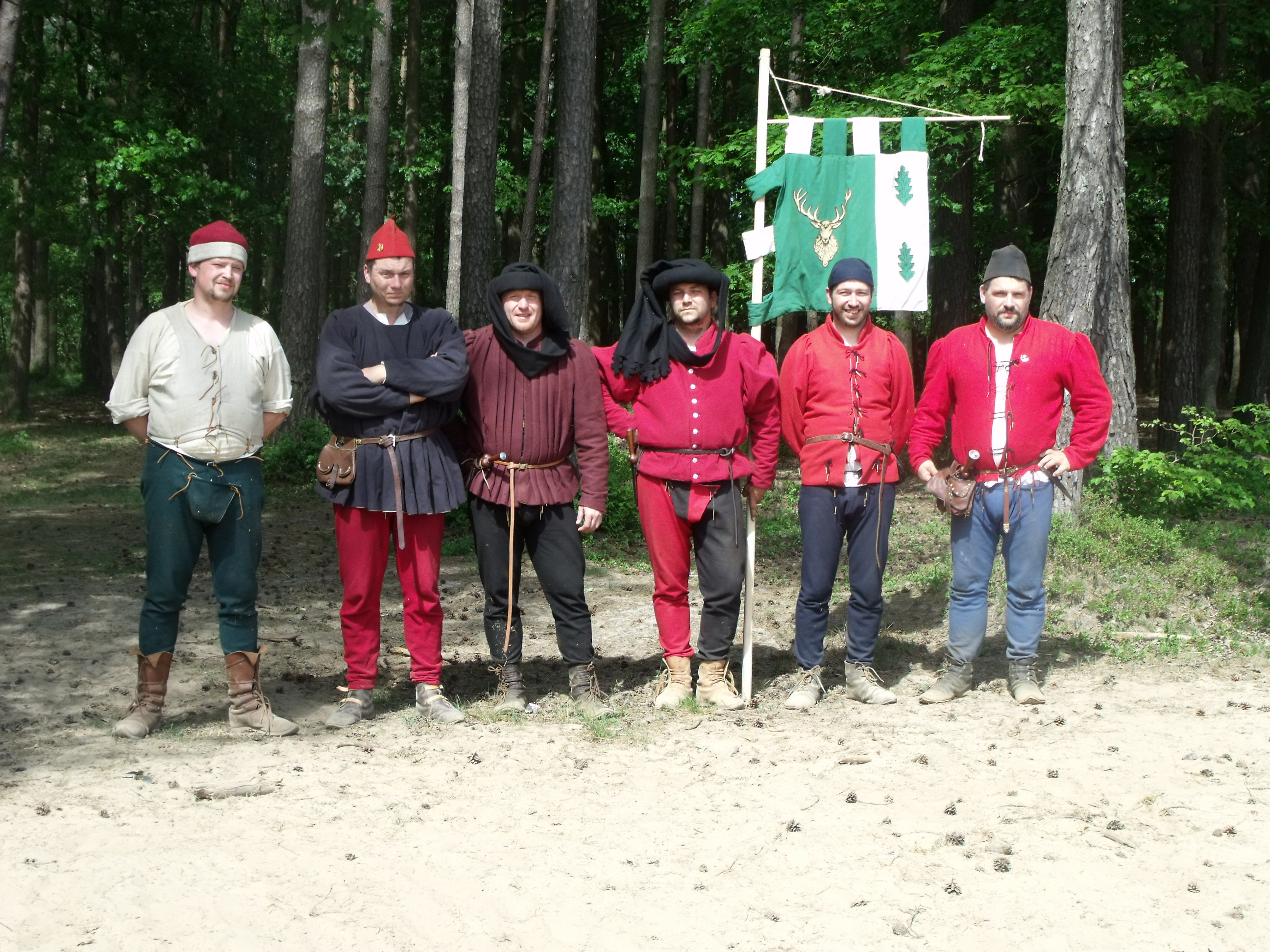
La reprise du deuxième cycle avec (de gauche à droite) : Cédric Gillet, Nicolas Beguin, Jean-François Demoulin, Nicolas Depierreux, Sébastien Louis, Geoffrey Stas.

Lors de l'hiver de 2008, deux amis arlonnais de la Verte Tente, Nicolas Depierreux et Cédric Gillet, contactent Jean-François Demoulin, un des membres fondateurs, et lui proposent de relancer la compagnie. Cette deuxième période est marquée par l'arrivée de Geoffrey Stas. Nouvelle recrue de la célèbre Company of Saynte George, Geoffrey va donner un nouveau souffle à la Verte Tente et lui donner un cadre civil et militaire inédit. Le domaine de restitution se précise vers la milice corporative liégeoise.
En 2012, la charte de la compagnie datant de 1996 est remplacée par une version très simplifiée de l'ordonnance militaire calquée sur celles de Louis XI et Charles le Téméraire. Elle se construit autour de la dizaine (ou escouade, 10 personnes maximum plus un responsable nommé dizainier). Il y a les dizaines civiles (les Aides de Camp et les Artisans) et les dizaines militaires (les Hastiers et les Artilleurs). Et trois officiers pour assurer le bon fonctionnement : le capitaine (chef de la troupe, chargé de l'aspect militaire), le prévôt (chargé des personnes et du campement), le maître-queux (chargé de l'alimentation et de la cuisine). Cette structure pseudo-militaire repose sur l'acceptation des membres de jouer un rôle dans le cadre d'un spectacle.

### La milice liégeoise

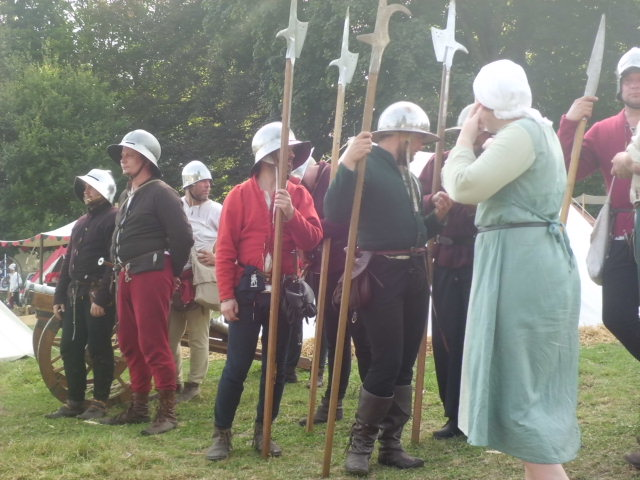
Remouchamps 2012 - Les dizaines lors de la Montre (la solde journalière)

Historiquement, les grandes villes médiévales possèdent une ou plusieurs milices. À Liège, chaque métier entretient sa propre milice chargée de la protection d'un quartier, d'une tour ou d'une partie des murs de la ville. Ainsi, chaque habitant possède au minimum une dague ou une épée courte et un casque. L'armement supplémentaire personnel (arme d'hast et traits à poudre) et le matériel commun (artillerie, pavois et étendards) est géré et fourni par le corps de métier. Lors des Guerres de Liège entre 1465 et 1468, les milices corporatives seront très souvent sollicitées.
La Verte Tente demande aux nouveaux venus de choisir parmi l'un des XXXII bons métiers de Liège. Ce choix peut indifféremment refléter une réalité parce que la personne va concrètement s'atteler à la démonstration de ce métier ou n'être qu'un terme en support à une représentation.

#### La monnaie reconstituée et la Montre
Le cadre reconstitué par les compagnons lors des fêtes médiévales est la vie quotidienne d'artisans liégeois entre 1465 et 1470 lors des entraînements obligatoires de la milice corporative. Historiquement, les participants recevaient un défraiement qui couvrait partiellement le manque à gagner lors de ces journées.
Deux monnaies factices ont été reconstituées : un denier et un patard. Ces pièces sont distribuées en fin de journée lors de la Montre. Un spectacle pittoresque qui réunit tous les acteurs qui reçoivent leur solde des mains du capitaine assisté du prévôt.

#### Le recrutement et les promotions
Une asbl est composée de membres effectifs et de membres adhérents. En dehors de cette structure administrative commune à toutes les asbl, l'évolution personnelle au sein de la compagnie prend en compte le nombre de camps.
1. Invité : la personne arrivant dans la compagnie est guidée par un(e) parrain/marraine pendant 4 campements de deux jours. Ce qui représente globalement un an d'activité.
2. Recrue : ses 4 campements en poche (soit une saison), on propose à la personne le titre de Recrue et elle reçoit une épinglette à tête de cerf à coudre sur sa tenue.
3. Compagnon : après avoir accompli 8 campements supplémentaires (3 saisons en tout), la personne est promue Compagnon et reçoit une paire de bois de cerf qui vient s'ajouter à l'épinglette.
4. Vétéran : au terme de 12 campements suivant sa reconnaissance de Compagnon (7 saisons en tout), la personne reçoit le titre honorifique de Vétéran ainsi qu'une feuille de chêne complétant l'épinglette à tête de cerf.

En résumé, la promotion Vétéran est généralement acquise après 24 campements soit de 5 à 7 ans après l'entrée dans la compagnie.

#### Le campement

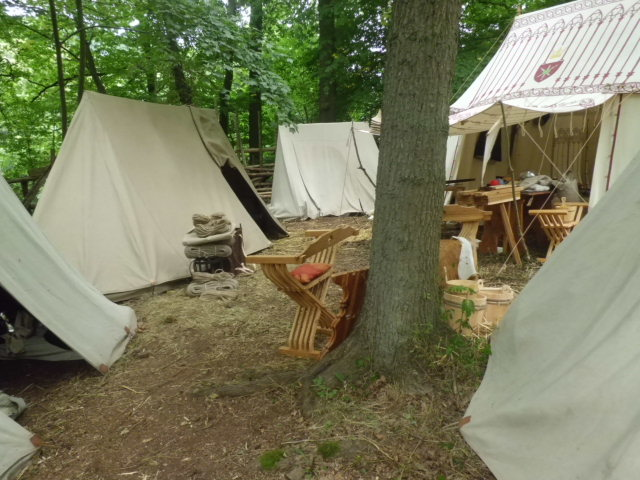
Franchimont 2013 - Une partie du campement

Le campement de tente reste sensiblement le même avec des tentes alignées à la suite d'un vaste auvent qui sert de cuisine et d'aire de repos. Les vieilles tentes colorées sont remplacées par des tentes en lin aux formes plus représentatives de l'époque. Tout le matériel commun est revu en profondeur.

#### Les activités
1. Militaires : la volonté étant de coller au plus prêt de la vérité historique, en représentation publique, les combats sont remplacés par des entraînements. Les journées lors des représentations sont rythmées par des entraînements à l'arme d'hast et des duels à l'épée.
2. Les Artisans réalisent des démonstrations de leur savoir-faire à l'abri de leur aubettes.
3. Les Aides de Camp (hors artisans) président à la préparation des repas et assurent le bon fonctionnement du campement.

#### Le canon et ses servants

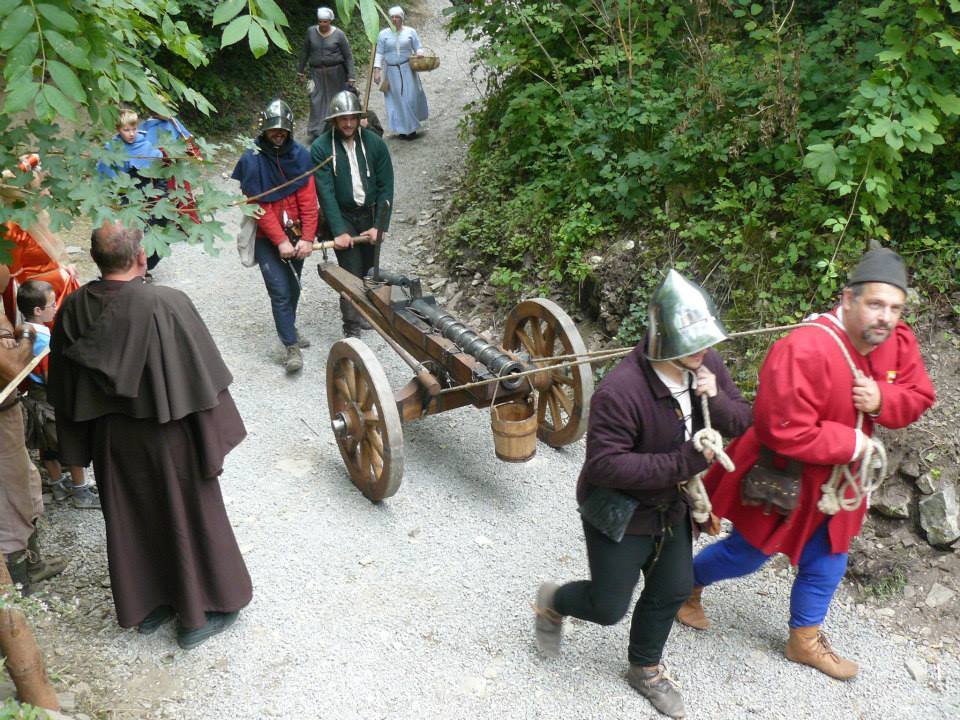
Franchimont 2013 - Les servants de Lambertine.

En 2005, un projet est mené par Sébastien Bertrand, Jean-Robert Seifert † et Jean-François Demoulin en vue de la fabrication d'une serpentine. Les plans sont dressés par François Bertrand †, et des pourparlers son entamés avec M Flahaut, ministre de la défense à l'époque. Un officier de la composante terre s'intéresse au projet dans le cadre de son TFE. Le projet n'aboutit pas et est abandonné en 2006. Françoise est mort-née.
En 2012, la Verte Tente acquiert un canon commandé chez Matuls un fabricant polonais de leurs amis. Il s'agit d'une demi-couleuvrine de 300 kg munie de 3 culasses mobiles qui requiert un capitaine d'artillerie et de 4 à 7 servants. Ce canon est baptisé Lambertine en l'honneur de Saint Lambert, protecteur de Liège. À ce jour et en Belgique, Lambertine est le seul engin de ce type à être utilisé par une équipe dédiée et entraînée.

### Le Rassemblement Médiéval du1ermai (deuxième cycle)

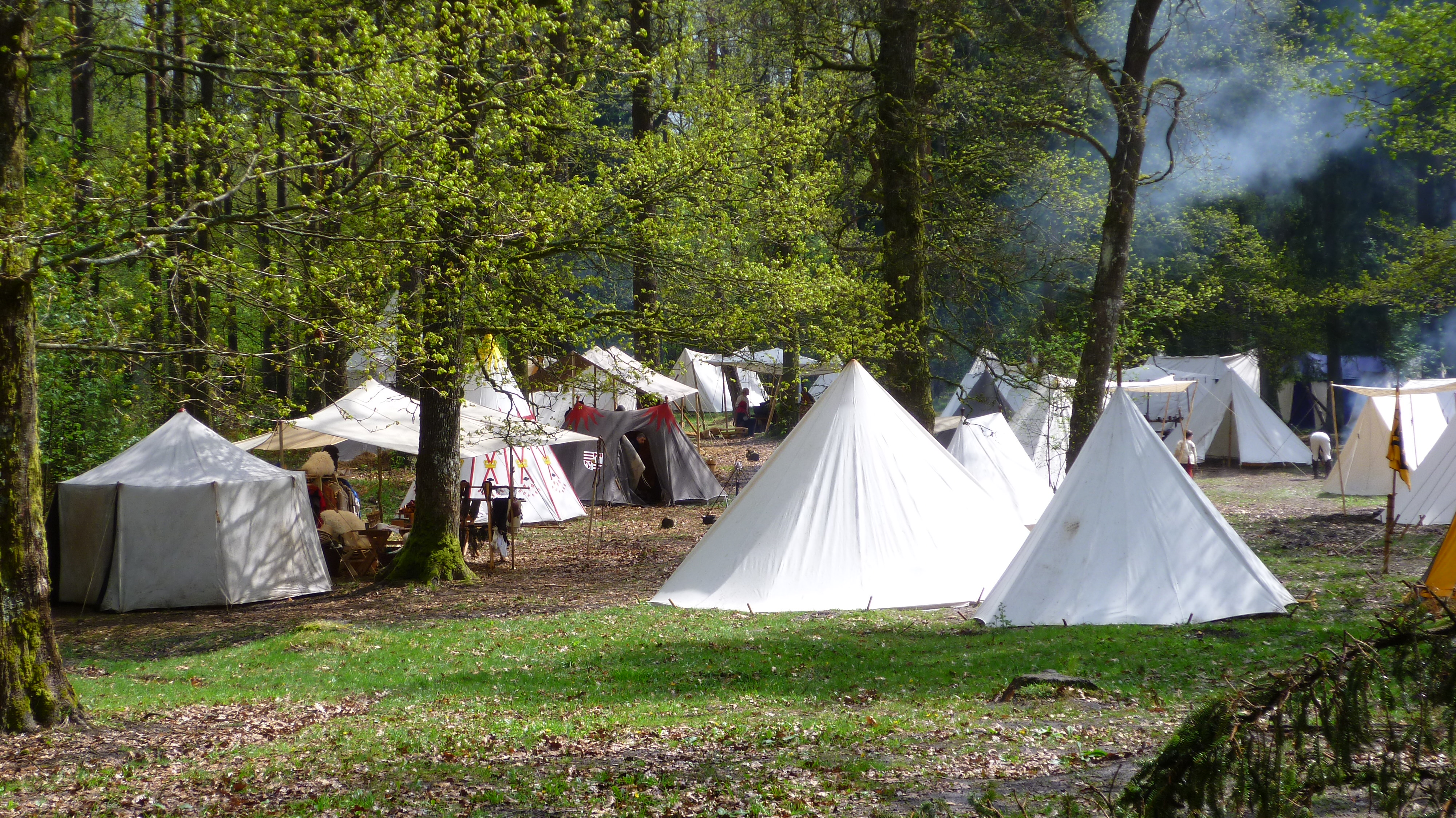
Lagland 2010 - vue générale du campement.

Si la Verte Tente bénéficiait de la primeur de l'originalité de 1999 à 2007, désormais, le concept d'une rassemblement inter-compagnie privé est devenu courant. Il est repris et copié un peu partout en Europe, jusqu'au règlement général et aux règles d'engagement lors des simulacres de combat de la Verte Tente que de nombreuses compagnies ont adaptés à leurs besoins. Ce type d'événement privé est nommé off par les médiévistes de tout poil.
Conscients du défi à relever pour attirer les compagnies médiévales, les compagnons bénéficient de la notoriété de la Verte Tente. Ils optent pour un test et organisent la 10e édition du Rassemblement Médiéval du 1er mai dans l'enceinte du Camp Militaire de Lagland, sis à quelques kilomètres au sud-ouest d'Arlon. Plusieurs nouveautés viennent renforcer l'attrait du rendez-vous :
1. Un contexte historique précis qui relate une tranche de l'histoire liégeoise ;
2. La nature sauvage et l'immersion quasi totale ;
3. Deux factions : l'une dans un camp fixe et la seconde dans un camp mobile.
4. Un cahier des charges renforcé par l'Ordonnance accompagné d'un recrutement plus sévère.

#### Liste des Rassemblements du deuxième cycle à Lagland
- 2009 : 30 avril, 1, 2, 3 mai - 10e édition "Les conséquences de Péronne"
- 2010 : 29, 30 avril, 1, 2 mai - 11e édition "La fin des grandes compagnies"
- 2011 : 5, 6, 7, 8 mai - 12e édition "Unité menacée"
- 2012 : 27, 28, 29, 30 avril - 13e édition "L'incident diplomatique"
- 2013 : 2, 3, 4, 5 mai - 14e édition "La contre-offensive des Fèvres"
- 2017 : 29, 30 avril - 16e édition (sans titre)

### La Levée

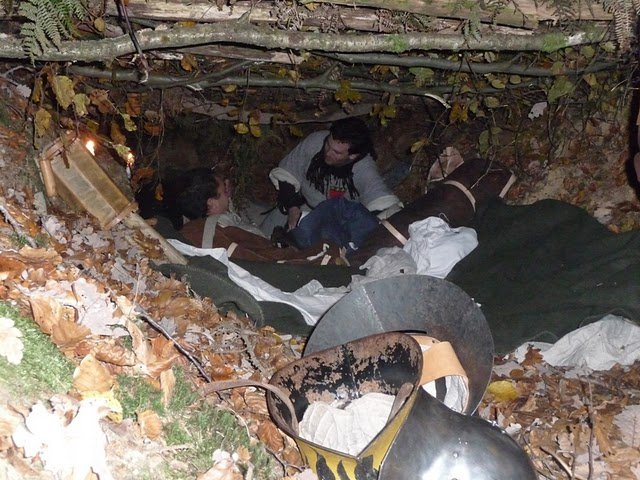
La Levée 2010 - la nuit dans un camp mobile.

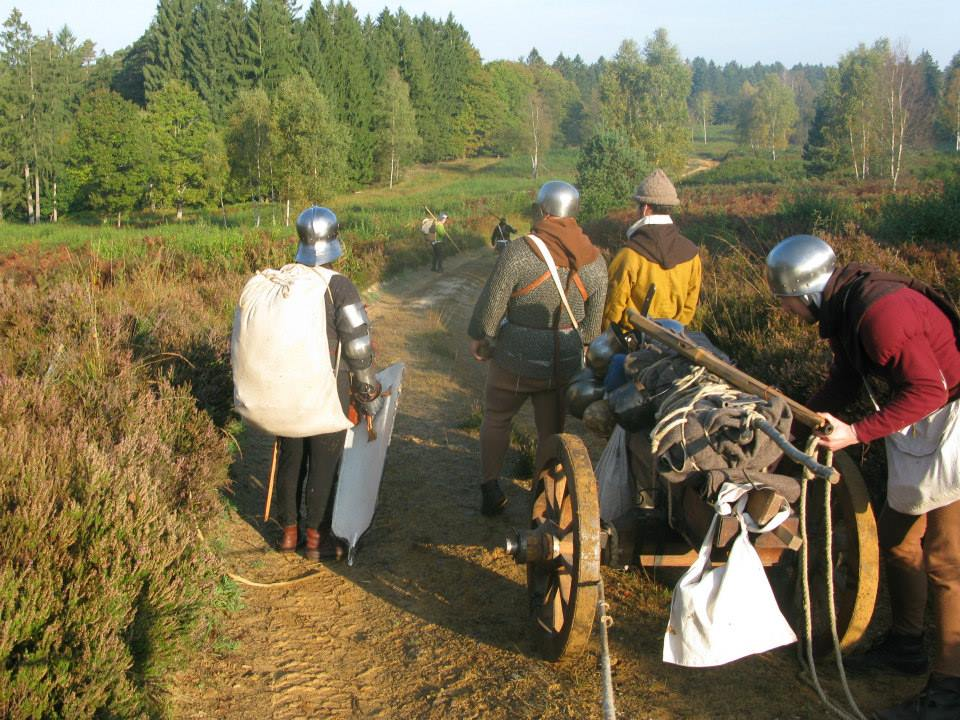
La Levée 2014 - Seuls au monde.

En 2010, La verte Tente inaugure un nouveau concept avec La Levée. Il s'agit de passer deux jours et deux nuits en immersion totale et en complète autonomie. Les participants portent leur bagages et leur nourriture. Ces exercices se déroulent dans l'enceinte du Camp Militaire de Lagland.
- 2010 : 29, 30, 31 octobre, 1re édition
- 2012 : 27, 28, 29, 30 avril, camp mobile lors de la 13e édition du Rassemblement
- 2013 : 2, 3, 4, 5 mai, camp mobile lors de la 14e édition du Rassemblement
- 2014 : 3, 4, 5 octobre, 2e édition

### Le Souvenir des Six Cents
C'est sous l'impulsion de Philippe Dethier, membre fondateur de la Verte Tente, et sous l'égide du Syndicat d'Initiative de Theux, que la Marche des Six Cents Franchimontois et la Marche aux Flambeaux sont maintenues. La Verte Tente y joue un rôle de représentation.
- 2008: samedi 27 septembre, 540e anniversaire, 6e Marche des Six Cents Franchimontois
- 2012: samedi 27 octobre, 544e anniversaire, 29e Marche aux Flambeaux (reprise de l'événement)
- 2013: samedi 21 septembre, 545e anniversaire, 7e Marche des Six Cents Franchimontois
- 2014: samedi 25 octobre, 546e anniversaire, 30e Marche aux Flambeaux
- 2015: samedi 26 octobre, 547e anniversaire, 31e Marche aux Flambeaux
- 2016: samedi 22 octobre, 548e anniversaire, 32e Marche aux Flambeaux
- 2017: samedi 21 octobre, 549e anniversaire, 33e Marche aux Flambeaux
- 2018: samedi 22 septembre, 550e anniversaire, 8e Marche des Six Cents Franchimontois
- 2019: samedi 26 octobre, 551e anniversaire, 34e Marche aux Flambeaux
- 2020 : samedi 31 octobre, commémoration non-officielle en raison du Covid-19.
- 2021: samedi 30 octobre, 553e anniversaire, 35e Marche aux Flambeaux
- 2022: samedi 29 octobre, 554e anniversaire, 36e Marche aux Flambeaux
- 2023: samedi 21 septembre, 555e anniversaire, 9e Marche des Six Cents Franchimontois

### Heurtez Batailles! pour Franchimont (troisième cycle du rassemblement médiéval)
Sous l'impulsion de Jean-François Demoulin, la Verte Tente propose de revivre l'attaque du château de Franchimont comme les éditions du Rassemblement Médiéval de 2002 à 2005. En partenariat avec le Syndicat d'Initiative de Theux et la Compagnie médiévale du Triath, l'événement est organisé en biennale les années paires; en alternance avec la Foire Médiévale de Franchimont. C'est un événement privé, payant, aux places limitées (dû à la configuration des lieux). La fourchette est de 150-200 participants maximum.

#### Cadrage temporel
En 1477, le pays de Franchimont est proposé en engagère par le prince évêque Louis de Bourbon et c'est Guillaume de La Marck qui la relève. Louis de Bourbon empoche 4000 florins (soit environ 6 600 000 euros) et le nouveau propriétaire prend possession du château de Franchimont. Guillaume de La Marck en profite pour fortifier le bâtiment qui va servir de base arrière pour des expéditions de rapine dans le sud et l'est de la province de Liège. Les 10 années suivantes se résument à des affrontements de plus en plus tendus entre Liège et la famille La Marck.
Eté 1487, Le successeur de feu Louis de Bourbon, Jean de Hornes, décide de mettre un terme à cette situation en reprenant de force le château de Franchimont toujours aux mains de la puissante famille La Marck. Pour cela, il décide dans un premier temps de bombarder la forteresse depuis le nord en installant des engins de siège à poudre noire sur la colline de Chawieumont qui domine le château de plus de 40 mètres à une distance de 300 à 400 mètres en passant au-dessus du ruisseau du pré l'évêque.
Les défenseurs retranchés dans l'édifice résistent au bombardement et après deux semaines (fin du mois de juillet), Jean de Hornes apprend l'arrivée de renforts ennemis et décide à contrecœur de lever le siège. L'attaque est donc avortée et les La Marck restent en place.
C'est la seule attaque connue que subira le château de Franchimont.

#### La reconstitution
La Verte Tente s'inspire de cet événement historique pour justifier les simulacres de combats proposés lors de leur reconstitution. L'événement revêt un caractère semi-privé. En effet, le campement privé des compagnies est dressé directement sous les remparts, le château quant à lui, patrimoine majeur de Wallonie, doit rester accessible au public. Pour des raisons évidente de sécurité, il est cependant inaccessible pendant la paire d'heure que durent les affrontements.
Installations: Deux portes en bois sont construites aux deux entrées principales de l'édifice : la première sur le pont, la seconde dans l'entrée de la haute-cour. Les lieux de combats principaux: le pont, le balloir, la sortie de la casemate Est, l'escalier du donjon, la lice nord, l'entrée de la haute-cour et la haute-cour. Les types d'armes représentés: artillerie, archerie, combats à l'épée et aux armes d'hast.
Style de combat: L'espace de jeu occupe l'ensemble de l'édifice (avec l'utilisation de deux casemates), ce qui est unique dans le paysage européen de la reconstitution historique par la diversité des combats. Il y a deux manière simultanées d'entrer dans la forteresse : la première consiste à détruire la porte en bois principale (à la hache et au bélier) et la seconde en s'infiltrant dans l'édifice via une casemate. Une fois à l'intérieur, deux types de progressions sont à l’œuvre : le combat en béhourd et la défense d'un goulot (ou poterne). Les lieux offrent aux armes de jet et à poudre noire (de style couleuvrine) de multiples possibilités d'attaque et de défense. Une fois toutes les défenses tombées et les assaillants arrivés dans la haute-cour, chaque camp propose 10 champions (ceux qui ont encore la force de combattre) qui s'affrontent en combat singulier de type pas d'armes.
Sécurité : Un médecin et une équipe de secouristes encadrent les participants. À noter que les accidents sont extrêmement rares et bénins car les participants à ces affrontements sont entraînés. De plus, les règles d'engagements, très strictes, sont matérialisées par les arbitres (reliés par radio) qui supervisent et gèrent tous les affrontements.

#### Les éditions
- 2015: 1re édition (15e Rassemblement Médiéval)
  - Concours du Meilleur Hypocras
  - Concours de Chant
  - Concours Boutefeu
  - Concours d'Archerie
- 2016: 29, 30 avril, 1er mai: annulé pour cause climatique (tempête de neige et vents forts sur Theux). Malgré l'annulation, la compagnie des Belvètes fit le déplacement depuis la Suisse et s'installa pendant 3 jours sous les remparts de Franchimont.
- 2018: 4, 5, 6 mai: 2e édition (17e Rassemblement Médiéval)
  - Concours du Meilleur Hypocras: Fous des Rails (Mara)
  - Concours Boutefeu
  - Concours d'Archerie
  - Fête de l'Artillerie
- 2022: 25, 30 avril, 1er mai: 3e édition (18e Rassemblement Médiéval)
  - Concours du Meilleur Hypocras: les Belvêtes (Belgo-suisse)
  - Beaux Atours (concours de mode): Les Dragons d'Argent (Léa la Geolière) (Belgique)
  - Scieux d'Long (concours de sciage): Les Dragons d'Argent (Belgique)
- 2024 : 3, 4 et 5 mai : 4e édition (19e Rassemblement Médiéval)
  - Concours du Meilleur Hypocras: Triath (Belgique)
  - Beaux Atours (concours de mode): Den Troep (Pays-Bas)

## Calendrier

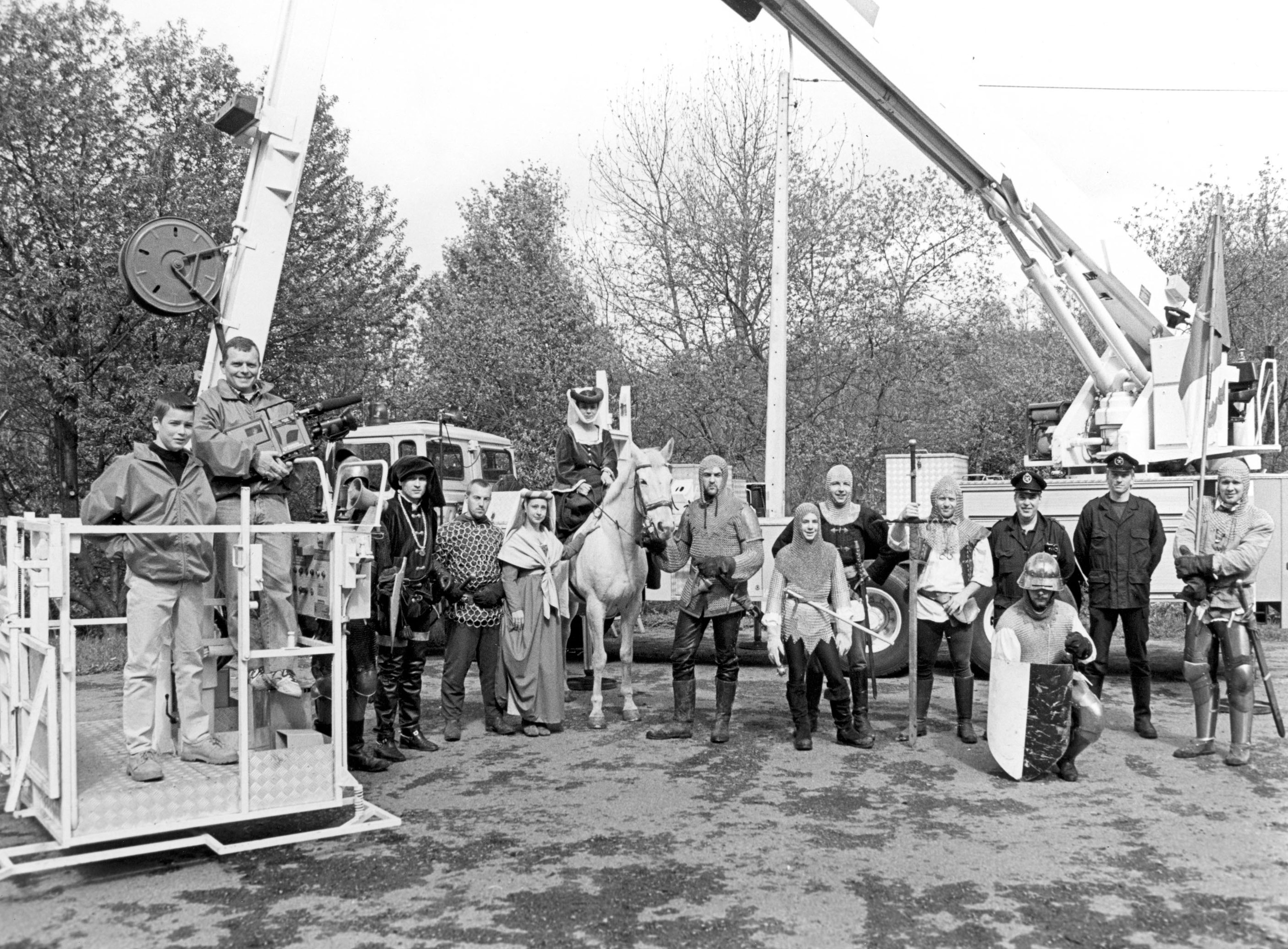
Franchimont 1996 - Tournage de la pub de la Franche-Foire avec Pierre Lacomble.

### 1resaison - 1996
| Date           | Evénement                  | Edition | Lieu                   | Pays |
| -------------- | -------------------------- | ------- | ---------------------- | ---- |
| 8 avril        | Création de la Verte Tente |         | Theux                  | B    |
| 29 juin        | Banquet                    | 1       | Château de Franchimont | B    |
| 24 août        | Son et Lumières            |         | Château de Franchimont | B    |
| 7, 8 septembre | Fête médiévale             |         | Braine-le-Château      | B    |
| 26 octobre     | Marche aux Flambeaux       | 20      | Theux                  | B    |
| 14 décembre    | Banquet                    | 2       | Château de Harzé       | B    |

### 2esaison - 1997

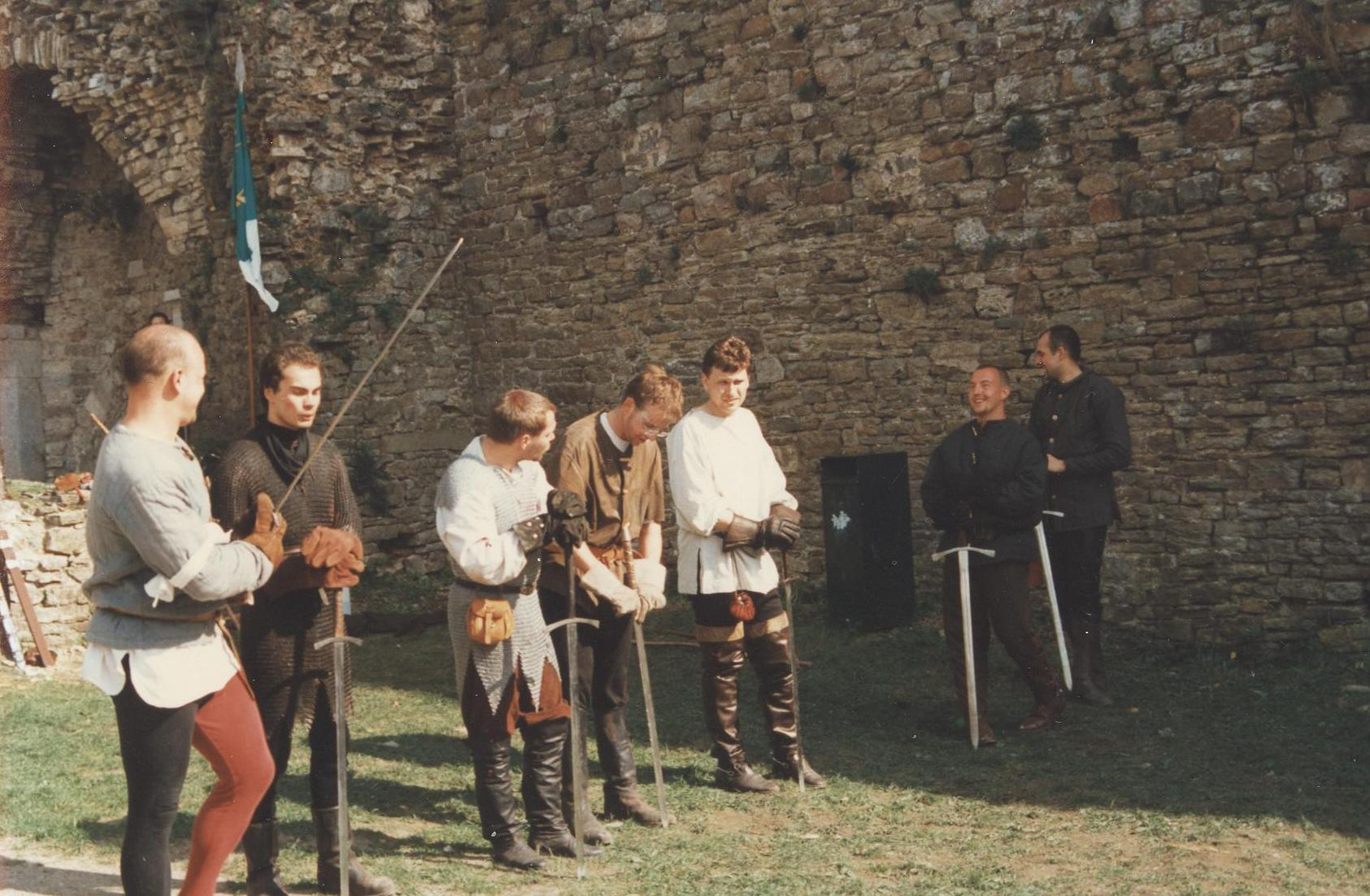
Franchimont 1997 - Concentration des patro de Verviers

- Franchimont 1997 - Concentration des patro de Verviers19 avril : Banquet d'ouverture de saison au château de Franchimont
- 3 mai : Animation à Franchimont pour la Régionale du Patro
- 22 juin : 40 ans de la société Bodart & Gonay à Franchimont
- 11, 12, 13 juillet : Fête médiévale de Thy-le-Château (B)
- 19, 20, 21 août : Fête médiévale du château de Reinhardstein (B)
- 2,3 août : Fête médiévale du château de La Roche-en-Ardenne (B)
- 9 août : Verviers (B)
- 23, 24 août : XIIIe Franche-Foire de Franchimont
- 13 septembre : Foire St-Job à Uccle (B)
- 25 octobre : Marche aux Flambeaux du 529e anniversaire des Six Cents Franchimontois
- 22 novembre : Banquet de clôture de saison au château de Franchimont
- 28 décembre : Animation de la Place du Perron à Theux pour les commerçants

### 3esaison - 1998

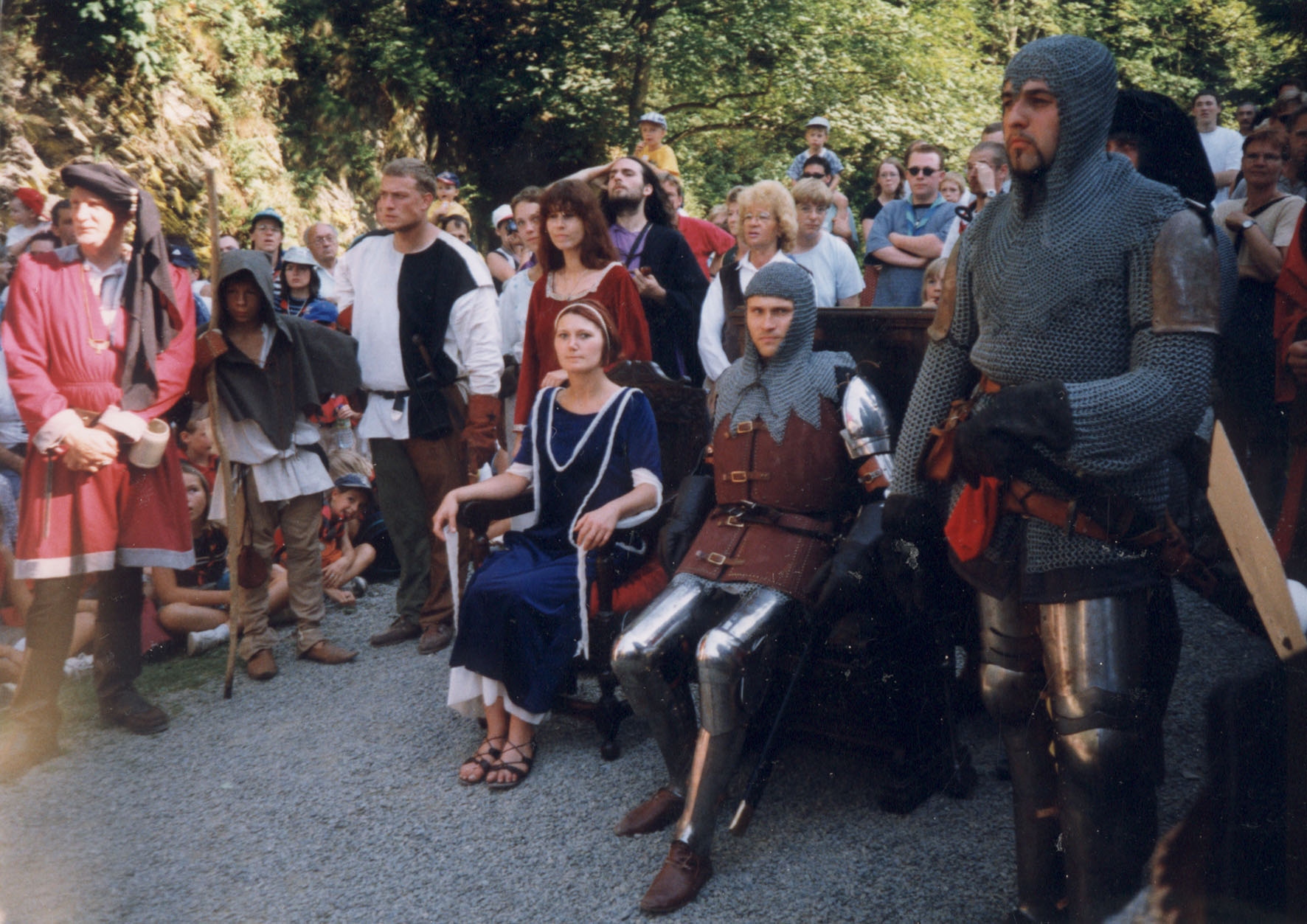
Reinhardstein 1998 - Le seigneur et sa cour.

- Reinhardstein 1998 - Le seigneur et sa cour.2 mai : Banquet d'ouverture de saison au château de Franchimont
- 31 mai : Fête médiévale "Limbourg en fête" à Limbourg (B), sous-contrat de la compagnie médiévale bruxelloise Rougemont
- 6 juin : Animation au château de Franchimont pour la société Kiwanis
- 4, 5 juillet : Fête médiévale de Heinstert (B)
- 1, 2 août : Fête médiévale du château de La Roche-en-Ardenne (B)
- 8, 9 août : Fête médiévale du château de Reinhardstein (B)
- 13 septembre : Fête à Vaux-sous-Chêvremont (B)
- 26 octobre : 4e Marche des Six Cents Franchimontois sur Liège, 530e anniversaire
- 14 novembre : Banquet de clôture de saison au château de Franchimont

### 4esaison - 1999
- Becco 1999 - Premier Rassemblement Médiéval21 mars : Parcours Citoyen à Theux

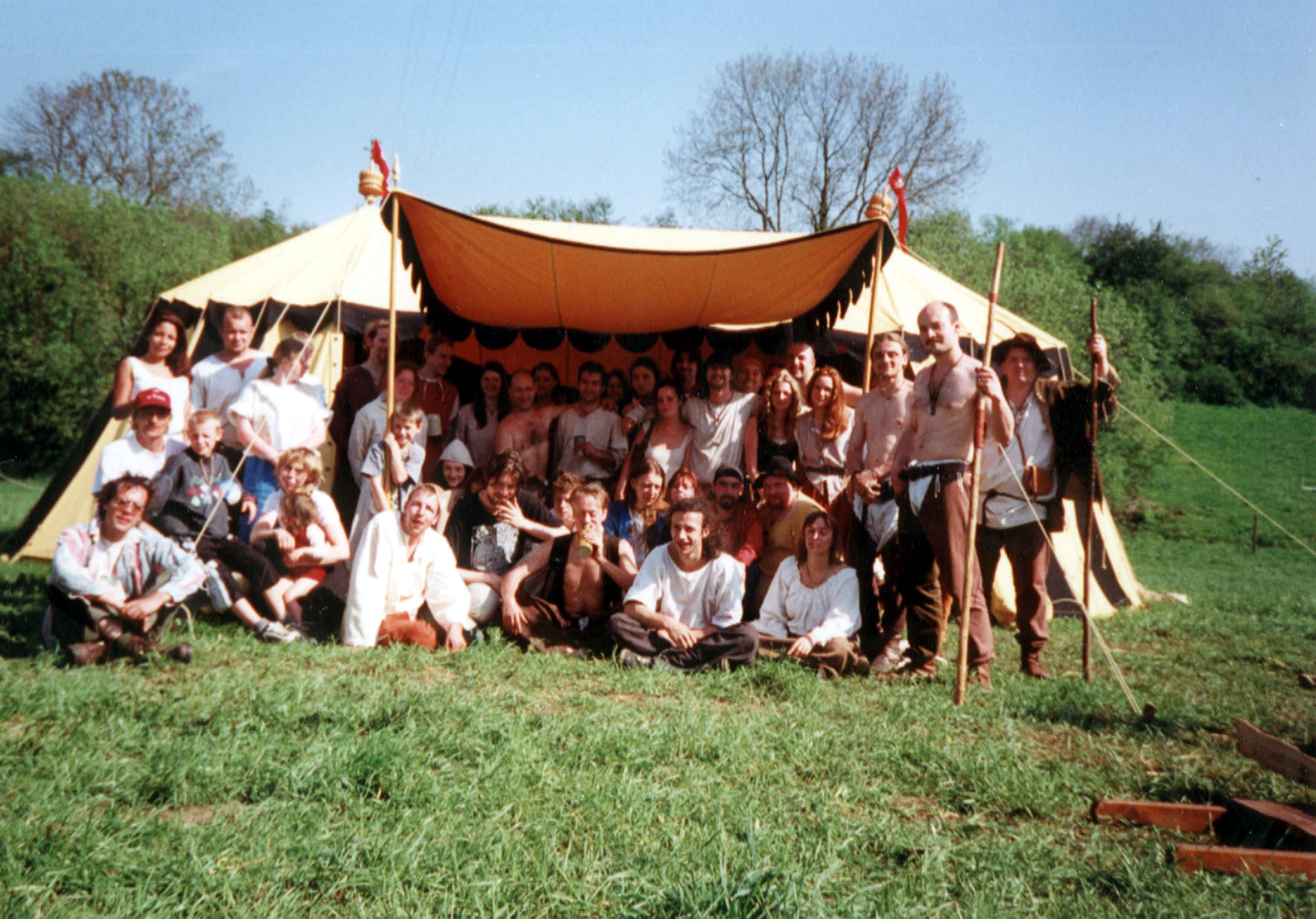
Becco 1999 - Premier Rassemblement Médiéval

- 10 avril : Banquet d'ouverture de saison au château de Franchimont
- 1, 2 mai : 1er Rassemblement Médiéval à Becco
- 15, 16 mai : Fête médiévale à Barnich (B)
- 22, 23 mai : Festival Médiéval de Sedan (F), sous-contrat de La Confrérie de la Malemort
- 5 juin : Animation au château de Franchimont pour la société Targnon Aventure
- 6 juin : Journée Chevalerie de l'Ordre du Chuffin à Theux
- 26 juin : Fête médiévale de Faulx-les-Tombes (B), sous-contrat de La Confrérie de la Malemort
- 11 juillet : Fête médiévale de Barcy (F), sous-contrat de La Confrérie de la Malemort
- 17, 18 juillet : Fête médiévale de Fagnolle (B), sous-contrat de La Confrérie de la Malemort
- 21, 22 août : XIVe Franche-Foire de Franchimont
- 29 août : Fête médiévale de Cons-la-Grandville (F)
- 12 septembre : Fête de Vaux-sous-Chêvremont (B)
- 24, 25 septembre : "Foire St-Job" à Uccle (B)
- 30 octobre : Marche aux Flambeaux du 531e anniversaire des Six Cents Franchimontois
- 27 novembre : Banquet de clôture de saison au château de Franchimont

### 5esaison - 2000
- Montaiguillon 2000 - La concentration1er avril : Banquet d'ouverture de saison au château de Franchimont

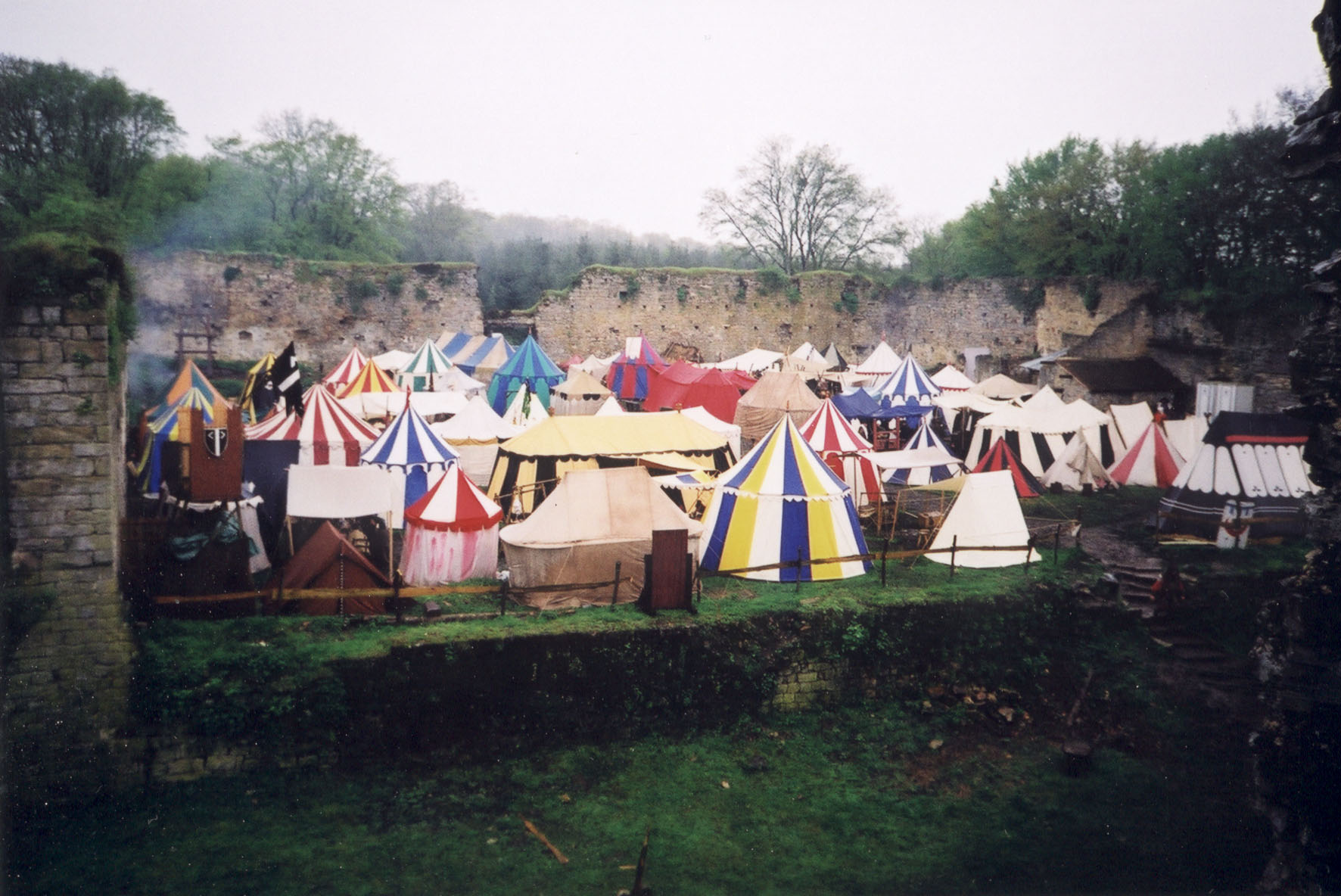
Montaiguillon 2000 - La concentration

- 22, 23 avril : 10e Rassemblement Médiéval de Montaiguillon, Louan (F)
- 29, 30 avril : 2e Rassemblement Médiéval à Becco
- 13, 14 mai : Festival Médiéval de Sedan (F), sous-contrat avec La Confrérie de la Malemort
- 10, 11 juin : 1er Concentration publique du château Sterckshof, Deurne (B), une organisation de la compagnie médiévale De Legend
- 8, 9 juillet : "1471 The Arrival", concentration médiévale publique de Tewkesbury (Royaume-Uni)
- 12 août : "Huy An Mil", cortège historique dans les rues de Huy (B)
- 18, 19, 20 août : "Jeux Scéniques" de Franchimont
- 25, 26, 27 août : "Jeux Scéniques" de Franchimont
- 10 septembre : Journée du Patrimoine à Theux
- 28 octobre : Marche aux Flambeaux du 532e anniversaire des Six Cents Franchimontois
- 18 novembre : Banquet de clôture de saison au château de Franchimont

### 6esaison - 2001

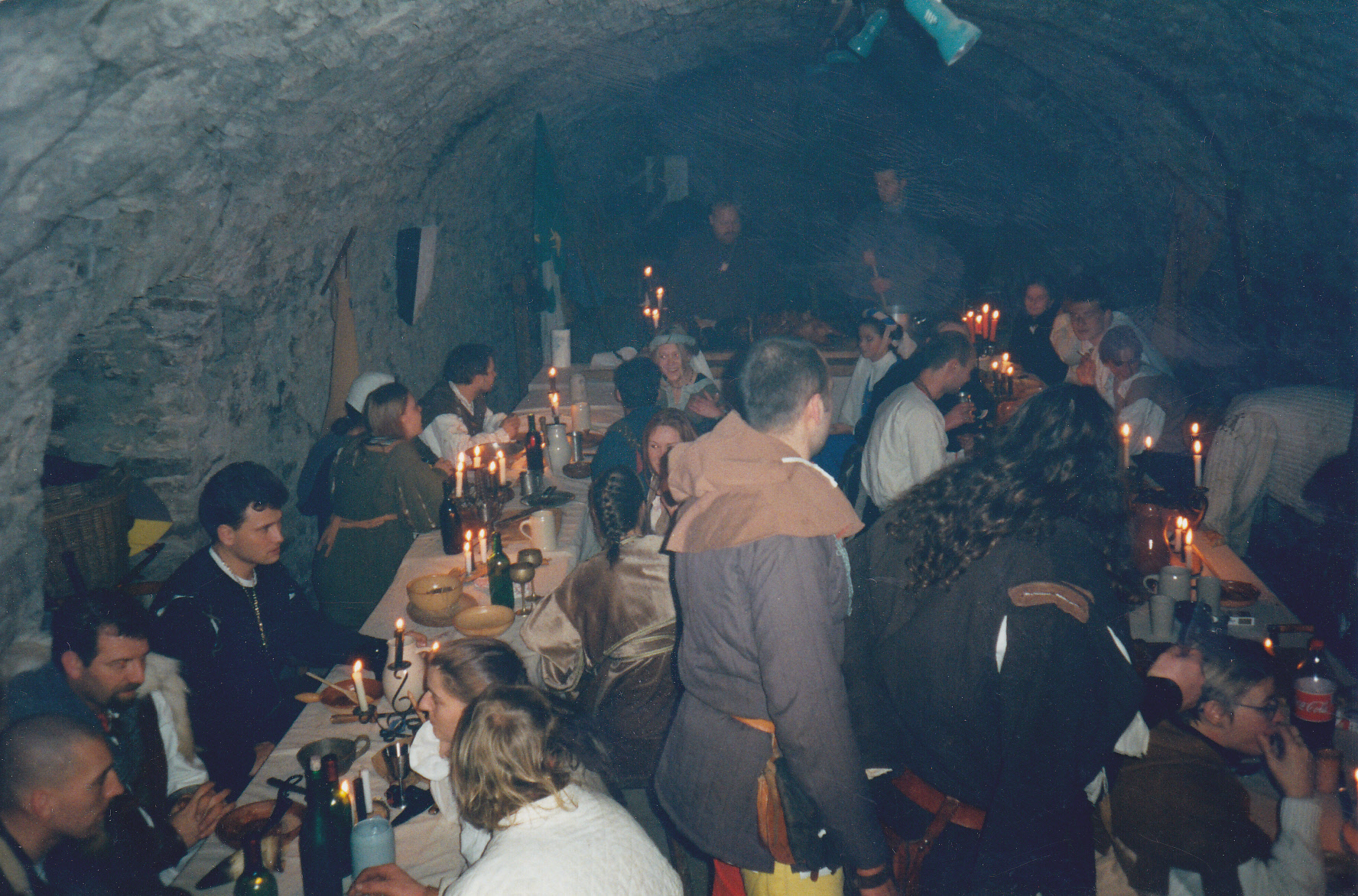
Franchimont 2001 - Banquet de clôture de saison

- Franchimont 2001 - Banquet de clôture de saison14, 15 avril : 12e Rassemblement Médiéval de Montaiguillon, Louan (F)
- 29, 30 avril : 3e Rassemblement Médiéval au château de Franchimont
- 8, 9 juin : 2e Concentration publique du château Sterckshof, Deurne (B), une organisation De Legend
- 30 juin : "Grand Feu", fête annuelle de Berneau (B)
- 21, 22 juillet : Commémoration de la bataille à Oeselgem (B) de 1452
- 18, 19 août : XVe Franche-Foire de Franchimont
- 01 septembre : animation à l'Îlot St Michel dans le centre de Liège
- 08 septembre : animation à l'Îlot St Michel dans le centre de Liège
- 30 septembre : Archéosite Médiéval au château de Franchimont, pour la société Médiévale Attitude scs
- 27 octobre : Marche aux Flambeaux du 533e anniversaire des Six Cents Franchimontois
- 24 novembre : Banquet de clôture de saison au château de Franchimont
- 29, 30 novembre : Archéosite Médiéval au château de Franchimont, pour la société Médiévale Attitude scs

### 7esaison - 2002

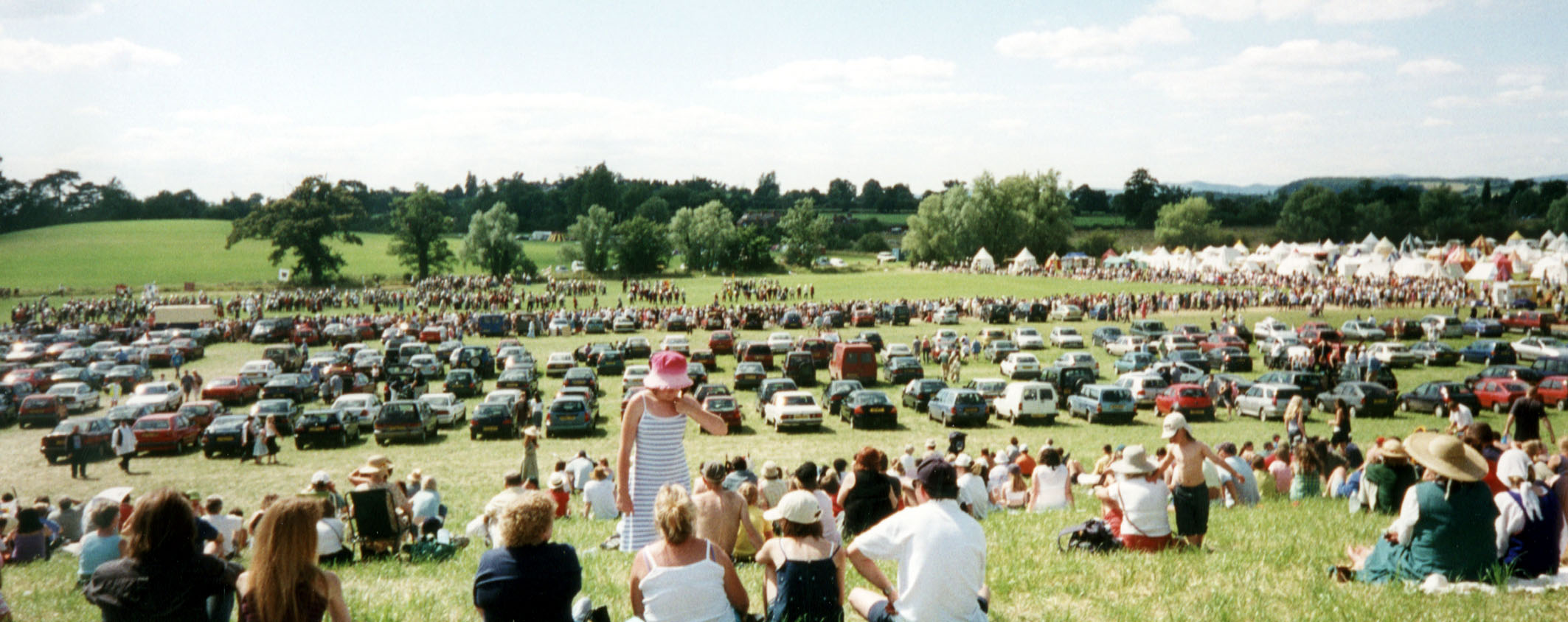
Tewkesbury 2002 - Le champ de bataille.

- 19 avril : Banquet d'ouverture de saison au château de Franchimont
- 26, 27, 28 avril : 4e Rassemblement Médiéval au château de Franchimont
- 19 mai : Archéosite Médiéval au château de Franchimont, pour la société Médiévale Attitude scs
- 1, 2 juin : 3e Concentration publique du château Sterckshof, Deurne (B), une organisation De Legend
- 22 juin : "Grand Feu", fête annuelle de Berneau (B)
- 11 juillet : "1302", Fête médiévale au château des Comtes de Flandre à Gent (B)
- 12 au 15 juillet : Fête médiévale de Estavayez-le-Lac (CH)
- 12 au 15 juillet : "1471 The Arrival", concentration médiévale publique de Tewkesbury (Royaume-Uni)
- 21 juillet : Archéosite Médiéval au château de Franchimont, pour la société Médiévale Attitude scs
- 3, 4 août : Fête médiévale de Barnich (L) en nocturne
- 15 septembre : Archéosite Médiéval au château de Franchimont, pour la société Médiévale Attitude scs
- 21, 22 septembre : Les Fêtes Médiévales à l'abbaye de Forest (B)
- 26 octobre : Marche aux Flambeaux du 534e anniversaire des Six Cents Franchimontois
- 23 novembre : Banquet de clôture de saison au château de Franchimont

### 8esaison - 2003

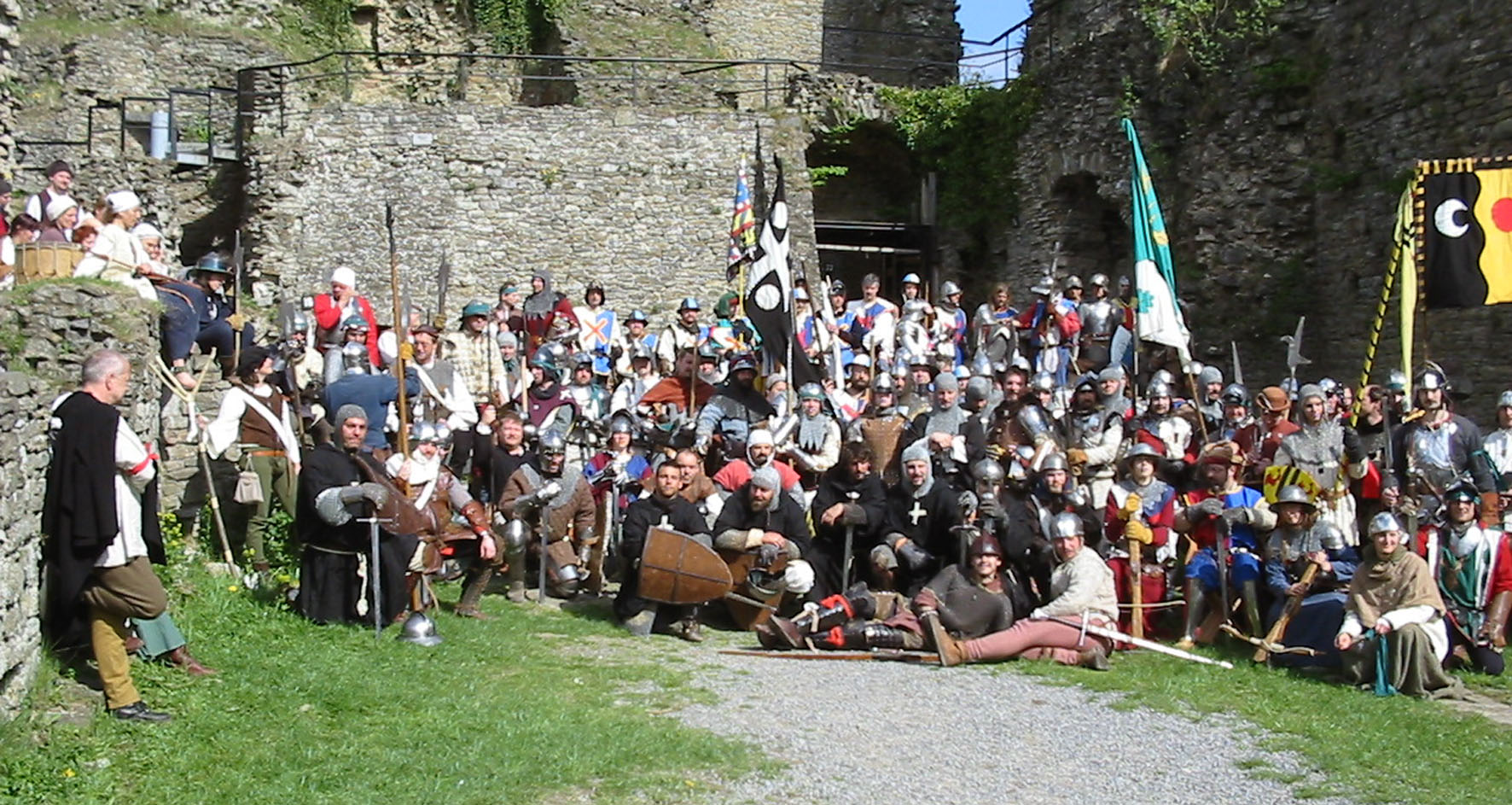
Franchimont 2003 - Après la bataille du 1er mai.

- Franchimont 2003 - Après la bataille du 1er mai.1, 2, 3, 4 mai : 5e Rassemblement Médiéval à Sassor
- 7, 8 juin : 4e Concentration publique du château Sterckshof, Deurne (B), une organisation De Legend
- Juillet : Animation pour la Cité de l'Espoir à Andrimont (B)
- 19, 20 juillet : Concentration publique et grande bataille à Gavere (B)
- 23, 24 août : XVIe Franche-Foire de Franchimont
- 27 septembre : Marche des Six Cents Franchimontois : 5e Marche des Six Cents Franchimontois sur Liège, 535e anniversaire
- 18 novembre : Banquet de clôture de saison au château de Franchimont

### 9esaison - 2004
- Avril : Gent (B)

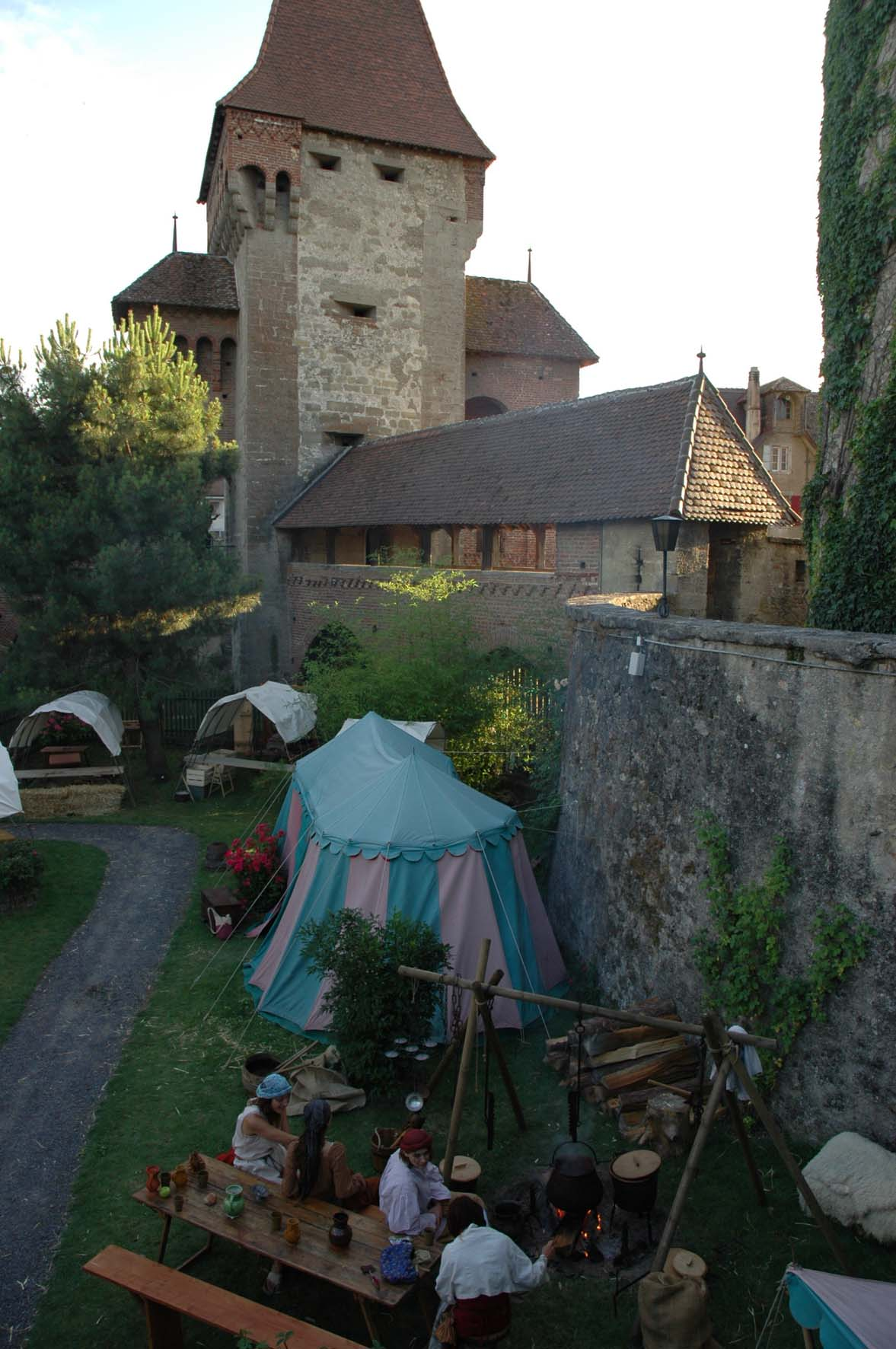
Estavayer-le-Lac 2004 - La fête au château.

- 30 avril, 1, 2 mai : 6e Rassemblement Médiéval à Sassor
- 5, 6 juin : 5e Concentration publique du château Sterckshof, Deurne (B), une organisation De Legend
- 19, 20 juin : "Historia Mundi", concentration multi-époque (B)
- 2, 3 juillet : Fête médiévale de la Citadelle de Namur (B), contrat de La Confrérie de la Malemort
- 8 au 12 juillet : Fête médiévale de Estavayez-le-Lac (CH), contrat de La Compagnie de la Rose
- 7 août : Fête médiévale du château de Bouillon (B), contrat de La Confrérie de la Malemort
- 7, 8 août : Concentration publique de Barnich (L)
- 18, 19 septembre : Les Fêtes Médiévales à l'Abbaye de Forest (B)
- 30 octobre : Marche aux Flambeaux du 536e anniversaire des Six Cents Franchimontois
- 13 novembre : Banquet de clôture de saison au château de Franchimont

### 10esaison - 2005

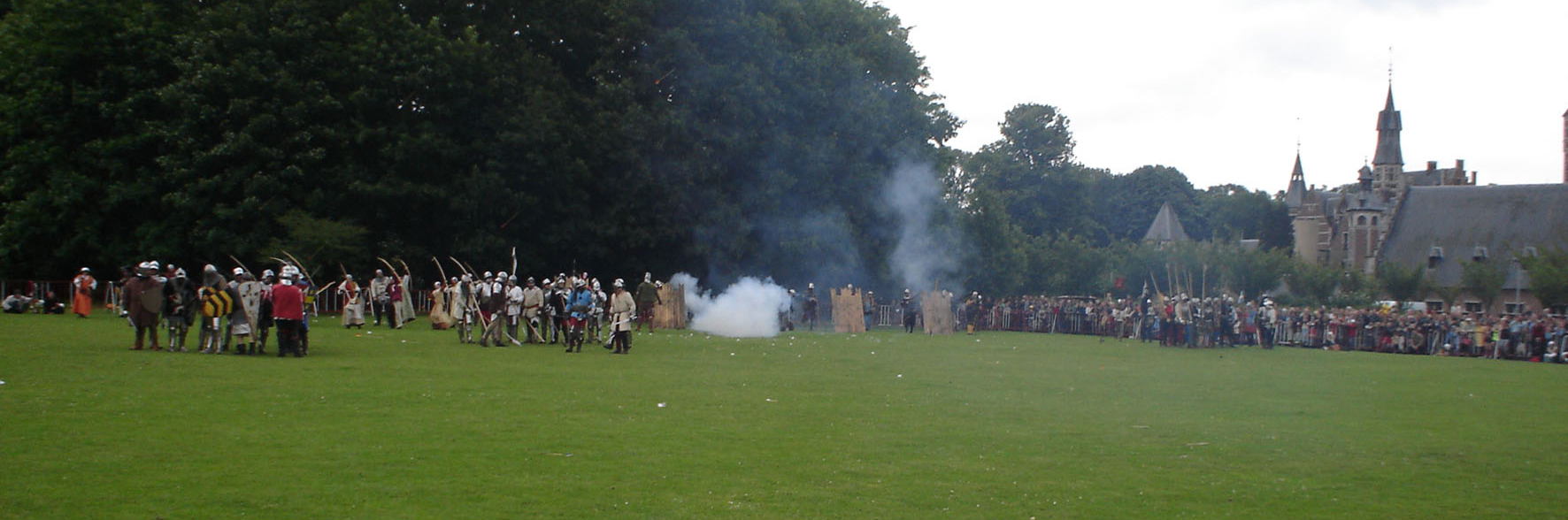
Sterckshof 2005 - Début des hostilités.

- 10 avril : Animation au château de Franchimont
- 29, 30 avril, 1er mai : 7e Rassemblement Médiéval à Sassor
- 4, 5 juin : 6e Concentration publique du château Sterckshof, Deurne (B), une organisation De Legend
- 2, 3 juillet : "Mille ans de Olne" dans le cadre des festivités "Olne Autrefois"[20] à Olne (B)
- 16, 17 juillet : "1452, Slag bij Oeselgem[21]", concentration publique et grande bataille organisés par la compagnie médiévale De Klauwaerts
- 30, 31 juillet : Fête médiévale de Spontin (B), contrat par Les Compagnons de la Sainte-Croix

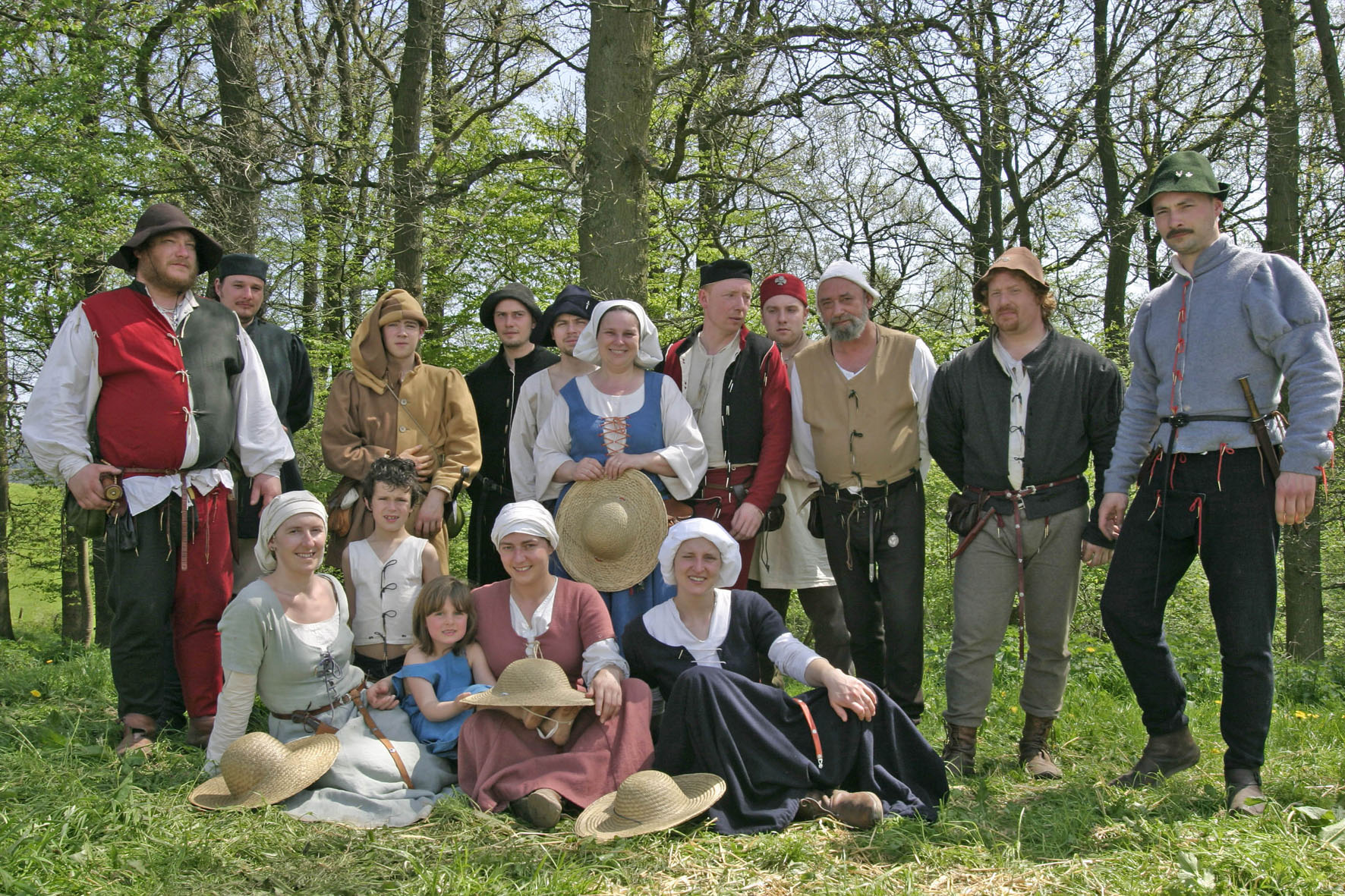
Rassemblement à Franchimont 2005 - La Verte Tente.

- Rassemblement à Franchimont 2005 - La Verte Tente.6, 7 août: Fête médiévale du château d'Aigle (CH)
- 13, 14 août : Concentration publique de Aarschot (B), organisée par De Hagenlanders
- 20, 21 août : XVIIe Franche-Foire de Franchimont
- 10, 11 septembre : "Limbourg en Fête", fête médiévale de Limbourg (B)
- 17, 18 septembre : Les Fêtes Médiévales à l'Abbaye de Forest (B)
- 12 novembre : Banquet de clôture de saison au château de Franchimont

### 11esaison - 2006

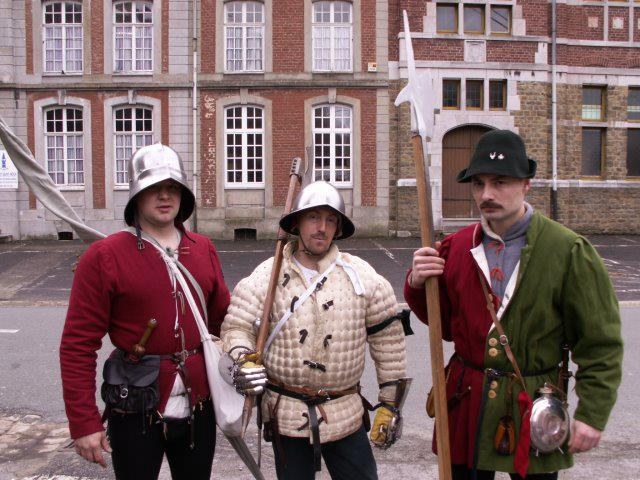
Theux 2006 - Les cousins lors des "Retrouvailles".

- 26 février : "Le Moyen Âge en Fête au Cinquantenaire", musée du Cinquantenaire de Bruxelles (B)
- 15 avril : "Retrouvailles", journée entre membres pour fêter les 10 ans de la Verte Tente à Theux.
- 28, 29, 30 avril, 1er mai : 8e Rassemblement Médiéval à Bronromme
- 3, 4 juin : 7e Concentration publique du château Sterckshof, Deurne (B), une organisation De Legend. Désormais nommée "De Quaeye Werelt"
- 1, 2 juillet : Fête médiévale de la Citadelle de Namur (B), contrat de La Confrérie de la Malemort
- 16, 17 septembre : Les Fêtes Médiévales à l'Abbaye de Forest (B)

### 12esaison - 2007

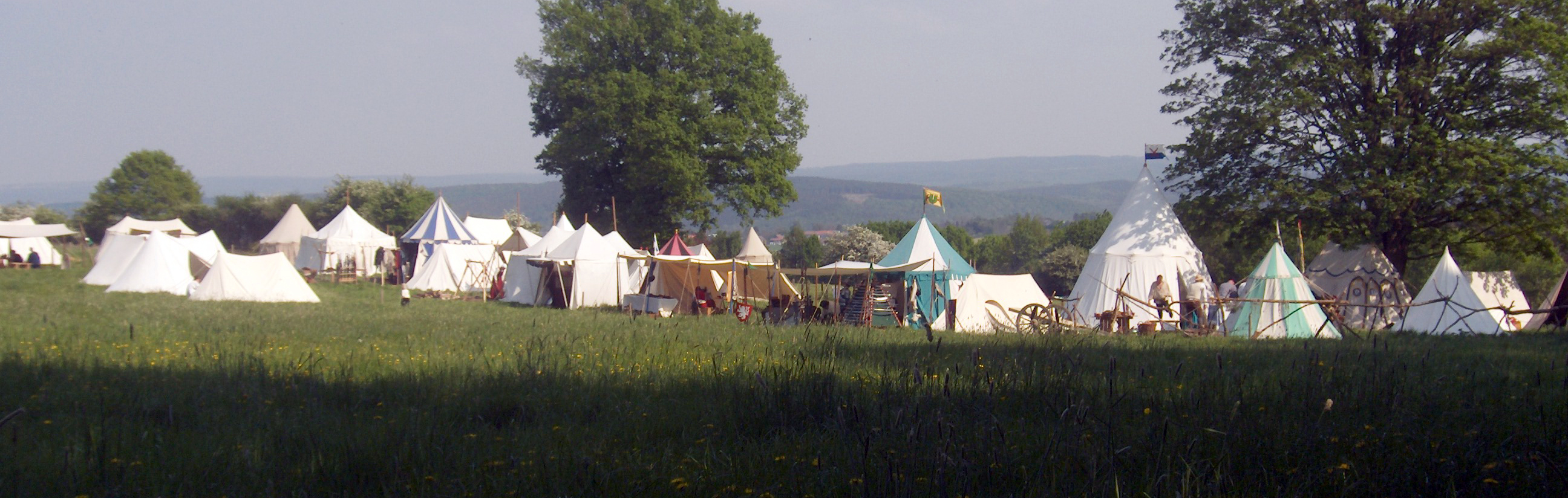
Hodbomont 2007 - Le camp du 1er mai.

- 27, 28, 29 avril : 9e Rassemblement Médiéval à Hodbomont

### 13esaison - 2008
- Pas d'activités.

### 14esaison - 2009

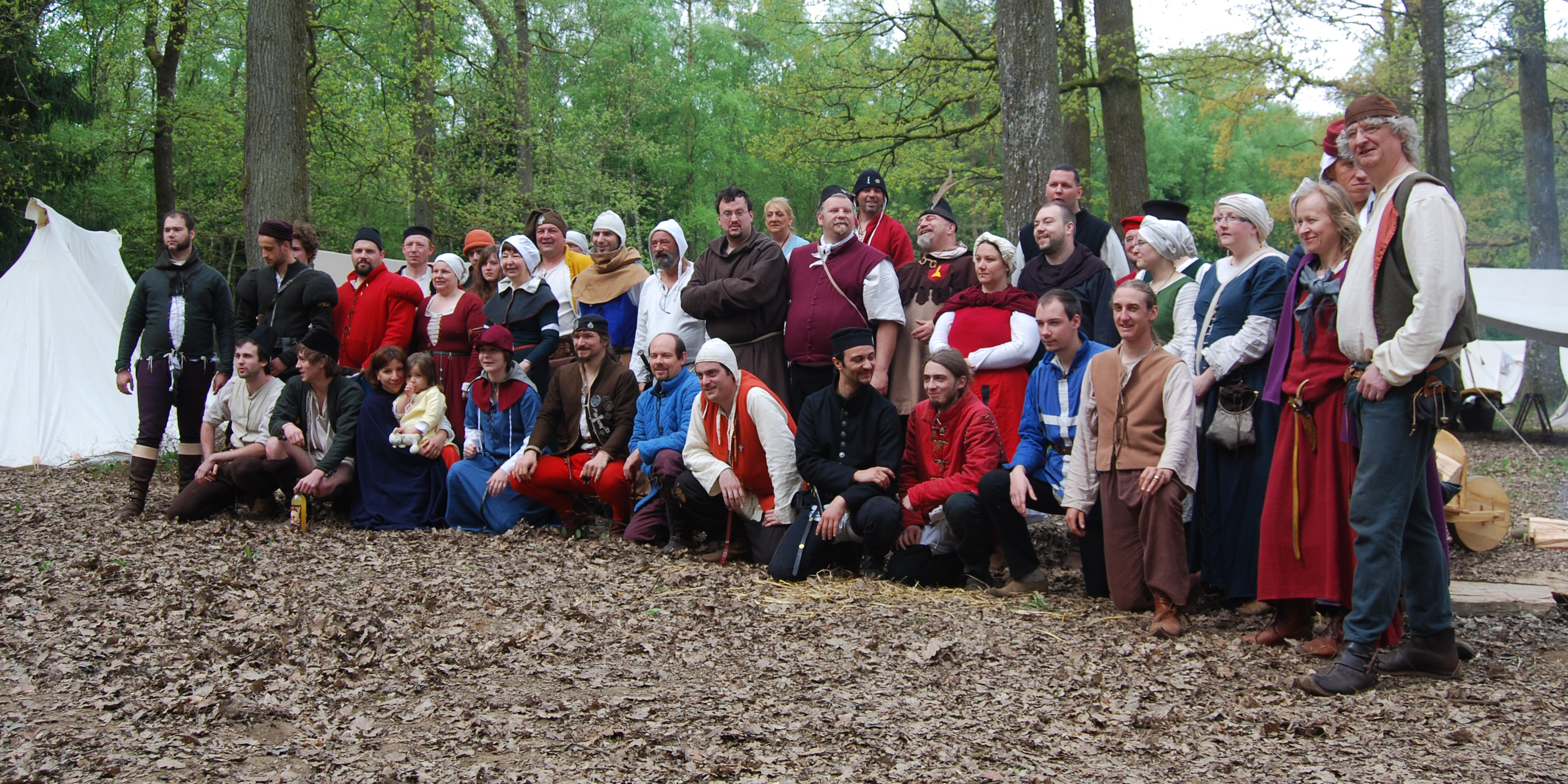
Langland 2009 - Les participants du Rassemblement.

- 30 avril, 1, 2, 3 mai : 10e Rassemblement Médiéval à Lagland, "Les conséquences de Péronne"
- Juin : "De Quaeye Werelt", 10e Concentration publique du château Sterckshof, Deurne (B)
- Août : Concentration publique de Aarschot (B), organisée par De Hagenlanders

### 15esaison - 2010

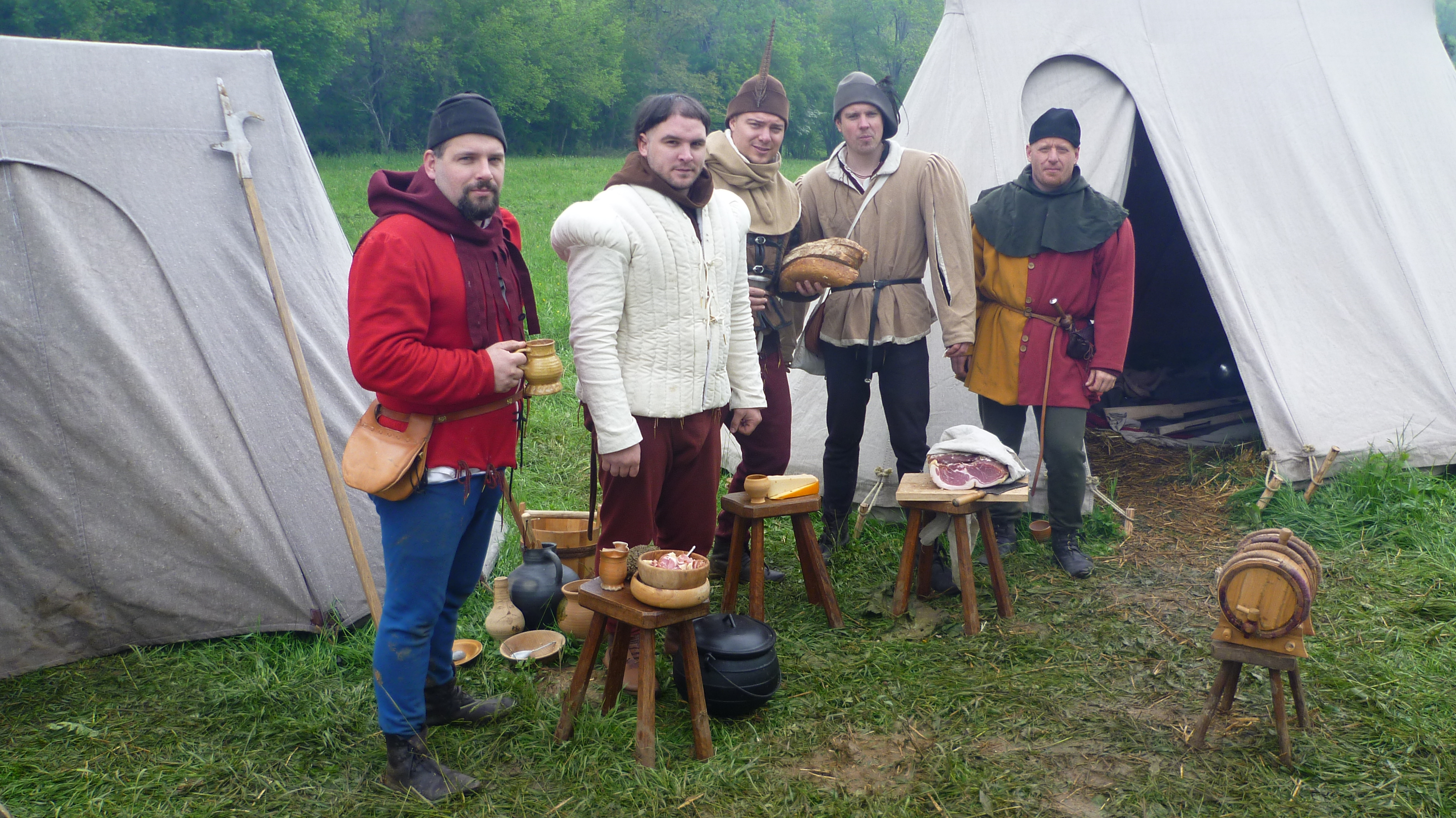
Comus 2010 - A l'Host du Roy.

- 29, 30 avril, 1er et 2 mai : 11e Rassemblement Médiéval à Lagland, "La fin des grandes compagnies"
- 13, 14, 15 et 16 mai : "Host du Roy" Pla-du-Boum, Comus (F)
- 5, 6 juin : "De Quaeye Werelt", 11e Concentration publique du château Sterckshof, Deurne (B)
- 31 juillet, 1er août : "The Tournement of Walraversijde" Walraversijde (B), une organisation de Gruuthuse
- 29, 30, 31 octobre : "La Levée", à Lagland (B), concentration inter-compagnies privée, une organisation de La Verte Tente

### 16esaison - 2011

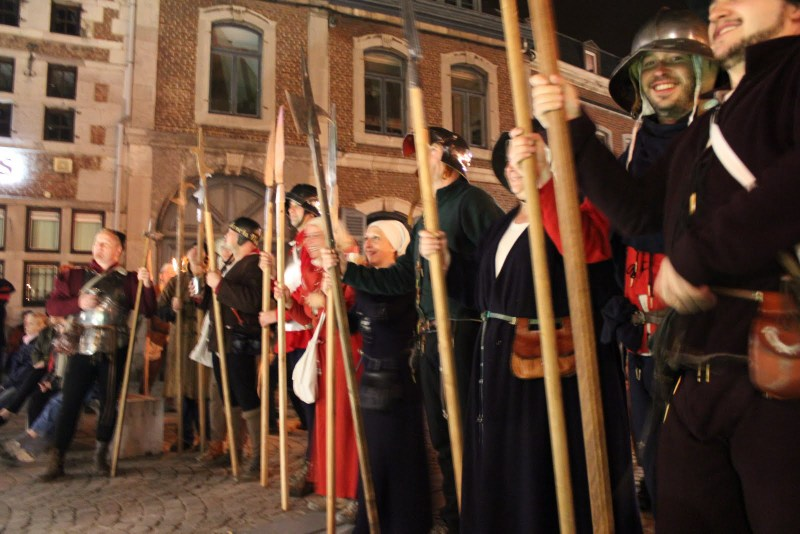
Marche aux Flambeaux 2011 - L'escouade au perron.

- 27, 28, 29, 30 janvier : Camp privé à Zagrodno (P)
- 6, 7, 8 mai : 12e Rassemblement Médiéval à Lagland, "Unité menacée"
- 3, 4, 5 juin : "De Quaeye Werelt", 12e Concentration publique du château Sterckshof, Deurne (B)
- 17, 18, 19 juin : Fête médiévale au château de Gruyères (CH), une organisation The Company of Saynt Georges
- 02, 03 juillet : "Les Médiévales de la Citadelle", Namur (B), contrat de La Confrérie de la Malemort
- 30, 31 juillet : The Tournement of Walraversijde" Walraversijde (B), une organisation de Gruuthuse
- 20, 21 août : XXe Franche-Foire de Franchimont
- 12 novembre : "Les Retrouvailles du Cerf", Theux (B), banquet des 15 ans de la Verte Tente.

### 17esaison - 2012

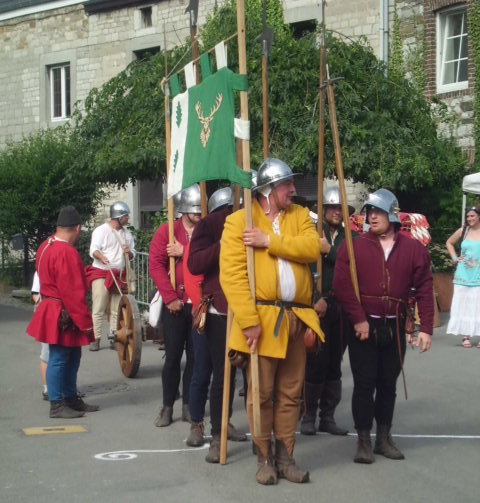
Remouchamps 2012 - Les escouades en déplacement sous.

- 27, 28, 29, 30 avril : 13e Rassemblement Médiéval à Lagland, "L'incident diplomatique"
- 19, 20 mai : Festival Médiéval de Sedan (F)
- 1, 2, 3 juin : "De Quaeye Werelt", annulé par l'organisation
- 19, 20, 21, 22 juillet : Fête médiévale au château de Lenzburg (CH), une organisation The Company of Saynt Georges
- 27, 28, 29 juillet - "The Tournement of Walraversijde", annulé par l'organisation
- 17-19 août : Fête médiévale de Remouchamps (B)
- 14-16 septembre : "1474-Call to arms!", Bexbach (D), concentration inter-compagnies privée
- 27 octobre : Marche aux Flambeaux du 544e anniversaire des Six Cents Franchimontois

### 18esaison - 2013

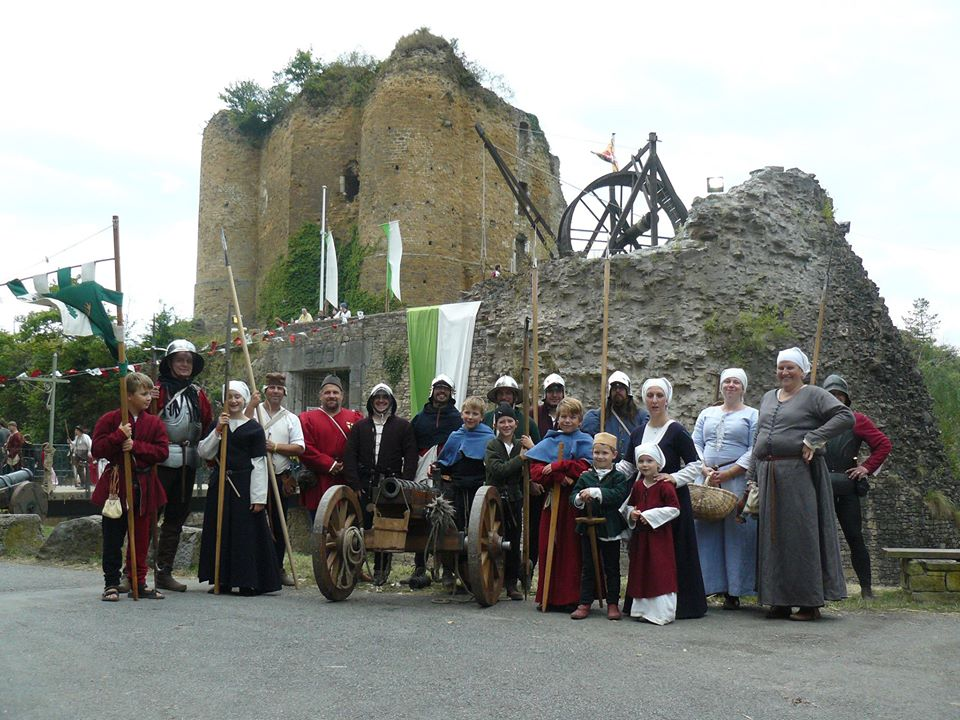
Franchimont 2013 - La Verte Tente.

- 2, 3, 4, 5 mai : 14e Rassemblement Médiéval à Lagland, "La contre-offensive des Fèvres"
- 1, 2 juin : "De Quaeye Werelt", 13e Concentration publique du château Sterckshof, Deurne (B)
- 17-18 août : XXIe Franche-Foire de Franchimont
- 21 septembre : 7e Marche des Six Cents Franchimontois sur Liège, 545e anniversaire

### 19esaison - 2014

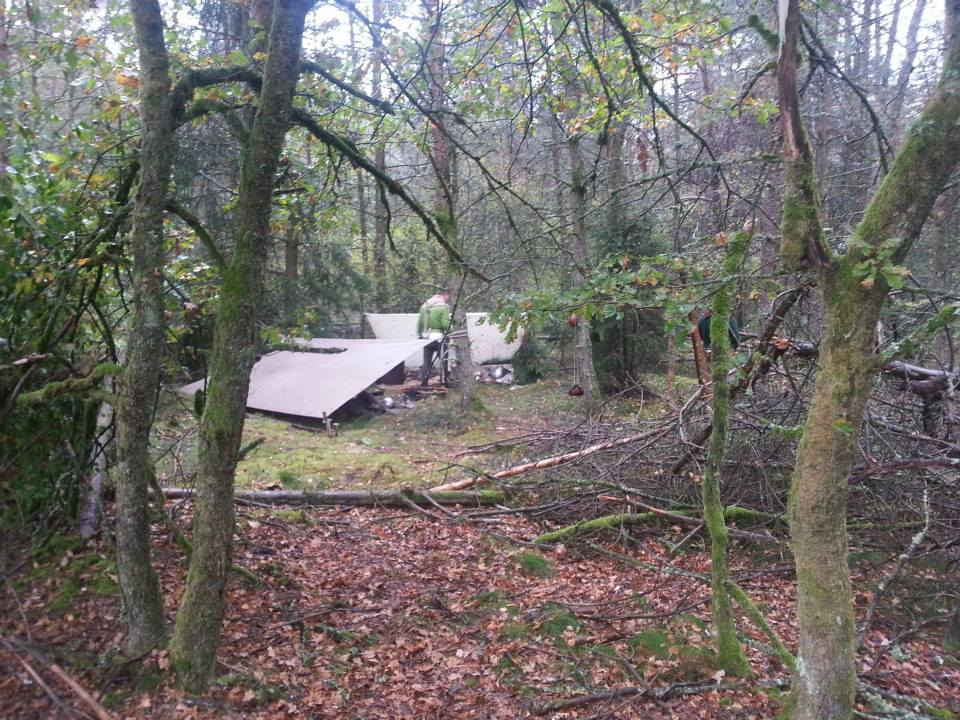
Lagland 2014 - A l'abri d'une haie.

- 30, 31 mai, 1er juin : "De Quaeye Werelt", 14e Concentration publique du château Sterckshof, Deurne (B)
- 3, 4, 5 octobre : "La Levée", 2e édition à Lagland (B), concentration inter-compagnies privée, une organisation de La Verte Tente
- 25 octobre : Marche aux Flambeaux du 546e anniversaire des Six Cents Franchimontois

### 20esaison - 2015

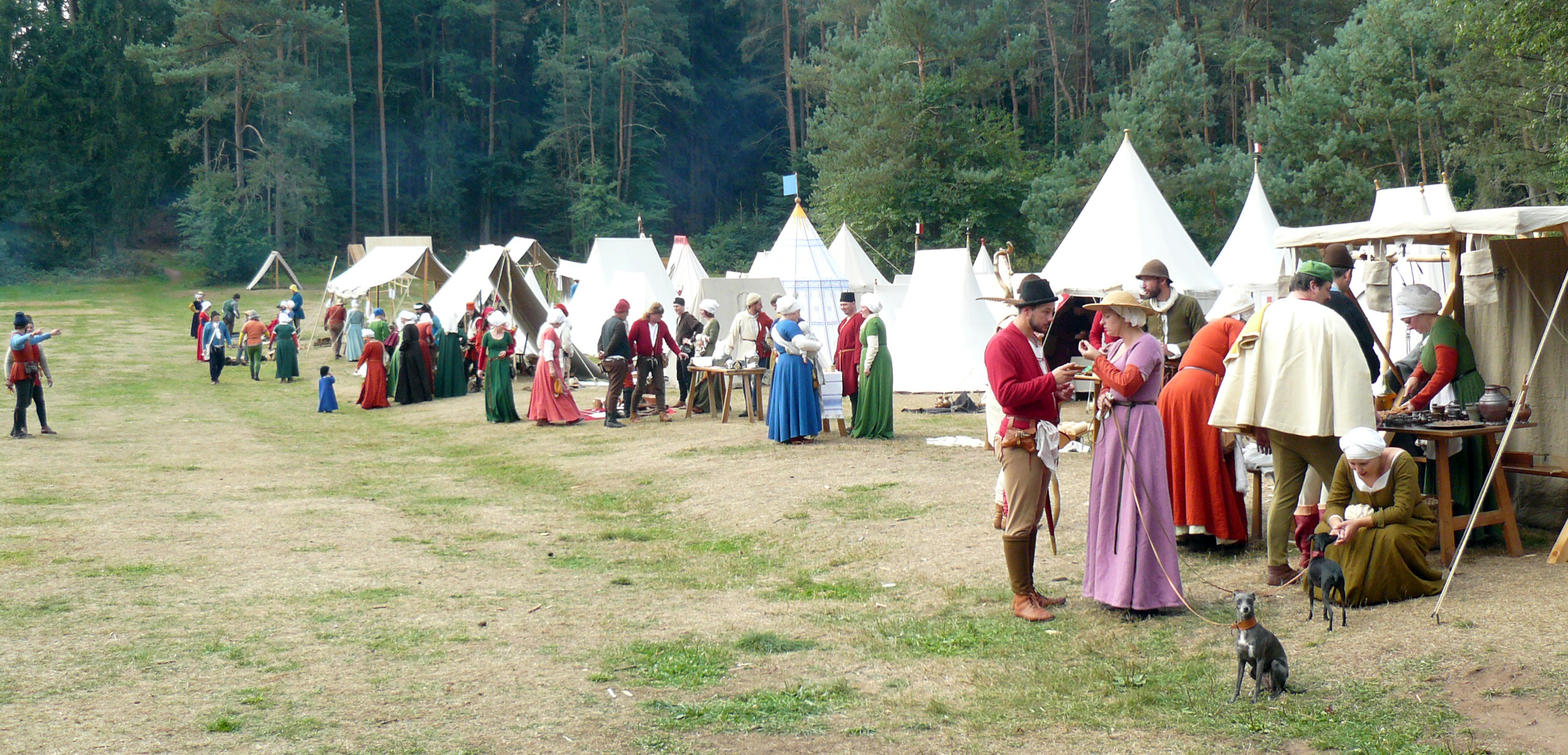
Hinterweidenthal 2015 - Le marché dominical.

- 29 avril, 1, 2, 3 mai : Heurtez Batailles! pour Franchimont (15e Rassemblement Médiéval)
- 20 au 25 mai : Fête médiévale de Corroy-le-Château (B), en soutien à La Fédération Belge d'Escrime Médiévale Historique
- 13-14 juin : "De Quaeye Werelt", 15e Concentration publique du château Sterckshof, Deurne (B)
- 22-23 août : XXIIe Franche-Foire de Franchimont
- 12-13 septembre : "Das Reichsaufgebot 1474", à Hinterweidenthal (D), concentration inter-compagnies privée
- 26 octobre : Marche aux Flambeaux du 547e anniversaire des Six Cents Franchimontois

### 21esaison - 2016

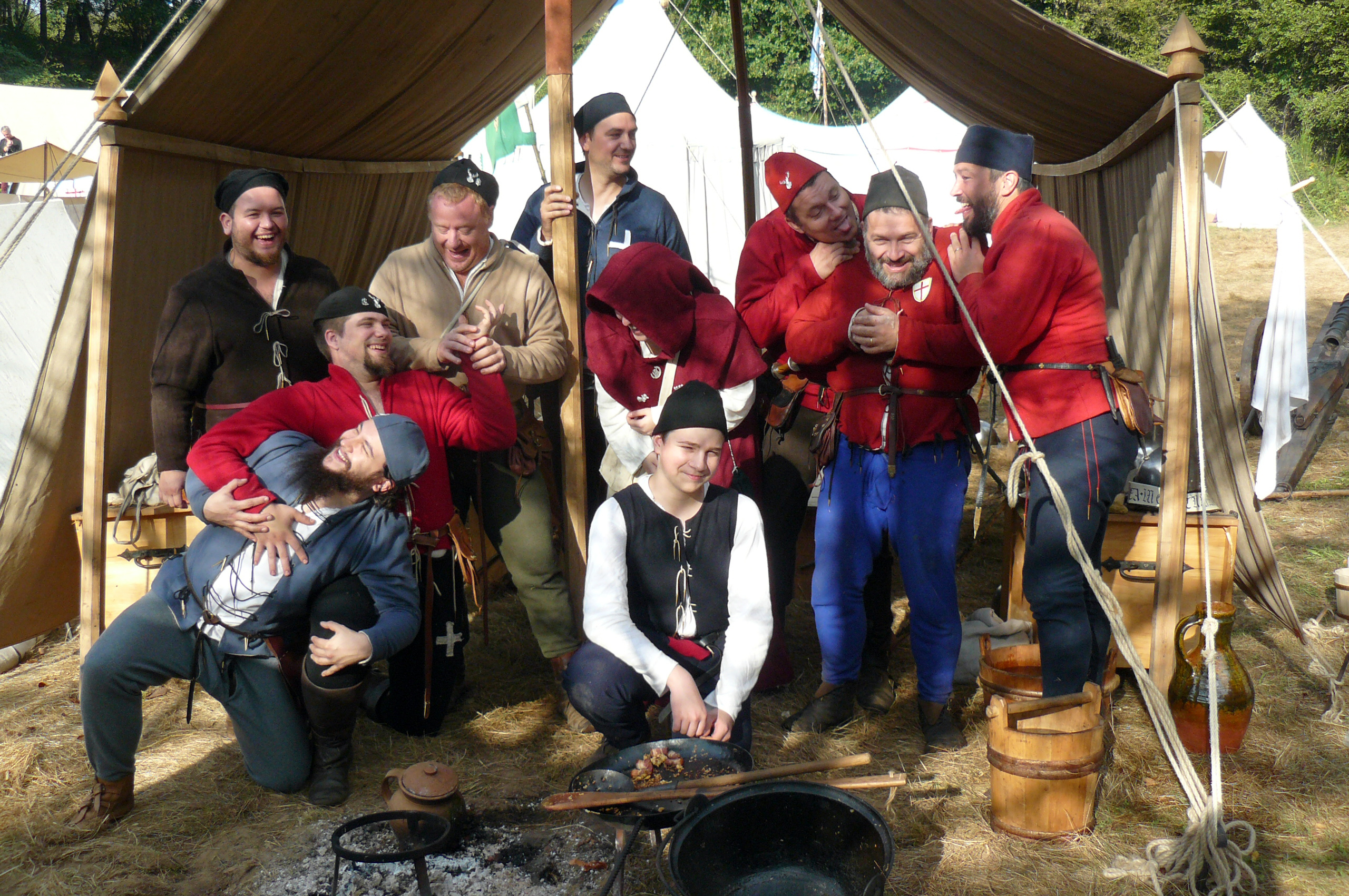
Bexbach 2016 - La Verte Tente.

- 29, 30 avril, 1er mai : Heurtez Batailles! pour Franchimont, annulé pour cause climatique (tempête de neige et vents forts sur Theux)
- 4, 5 juin : "De Quaeye Werelt", 16e Concentration publique du château Sterckshof, Deurne (B)
- 02-03 juillet : "Les Médiévales de la Citadelle", Namur (B), contrat de La Confrérie de la Malemort
- 10-11 septembre : "1474-Call to arms!", Bexbach (D), concentration inter-compagnies privée
- 22 octobre : Marche aux Flambeaux du 548e anniversaire des Six Cents Franchimontois
- 26 novembre : "Banquet des Vingt Ans", à l'Avouerie d'Anthisnes (B), une organisation de La Verte Tente

### 22esaison - 2017

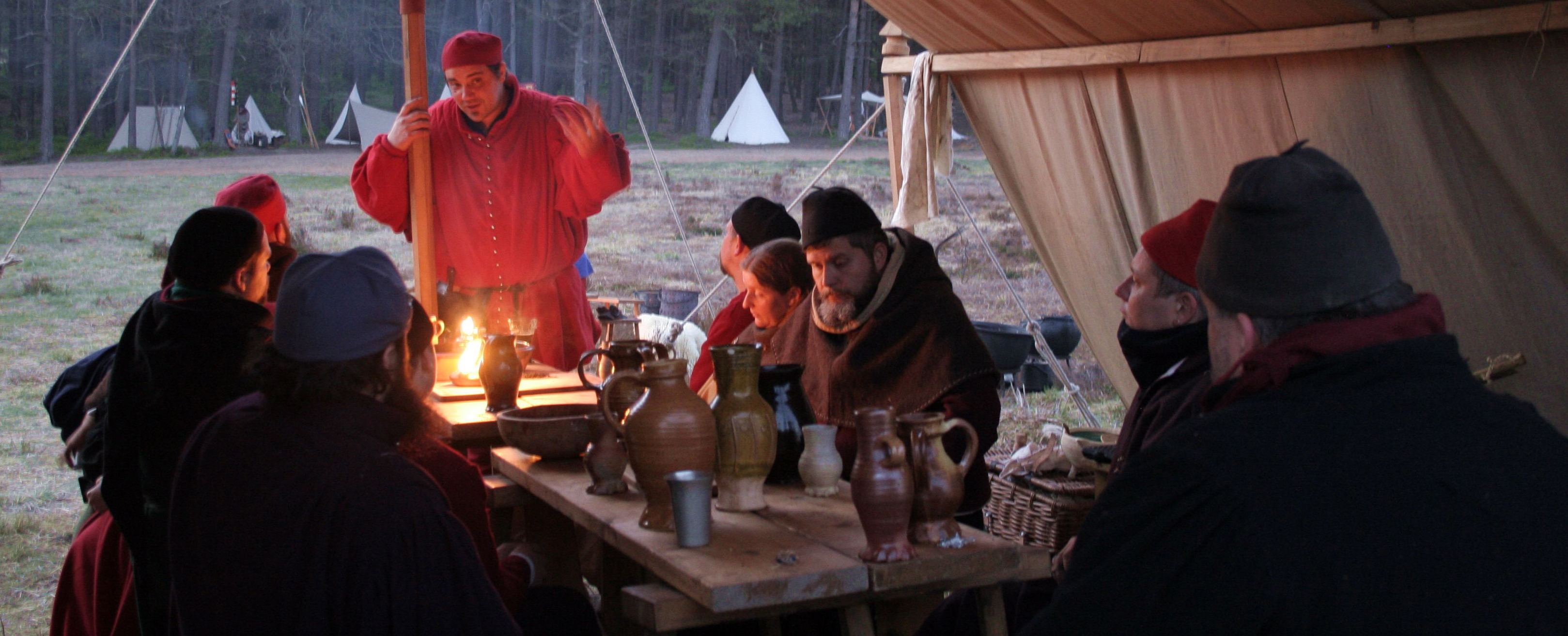
Lagland 2017 - La Verte Tente.

- 29, 30 avril: 16e Rassemblement Médiéval à Lagland
- 3, 4 juin: "De Quaeye Werelt", 17e Concentration publique du château Sterckshof, Deurne (B)
- 19, 20 août: XXIIIe Franche-Foire de Franchimont
- 9, 10 septembre: "Das Reichsaufgebot - Schuetzenfest", à Hinterweidenthal (D), concentration inter-compagnies privée
- 21 octobre: Marche aux Flambeaux du 549e anniversaire des Six Cents Franchimontois

### 23esaison - 2018

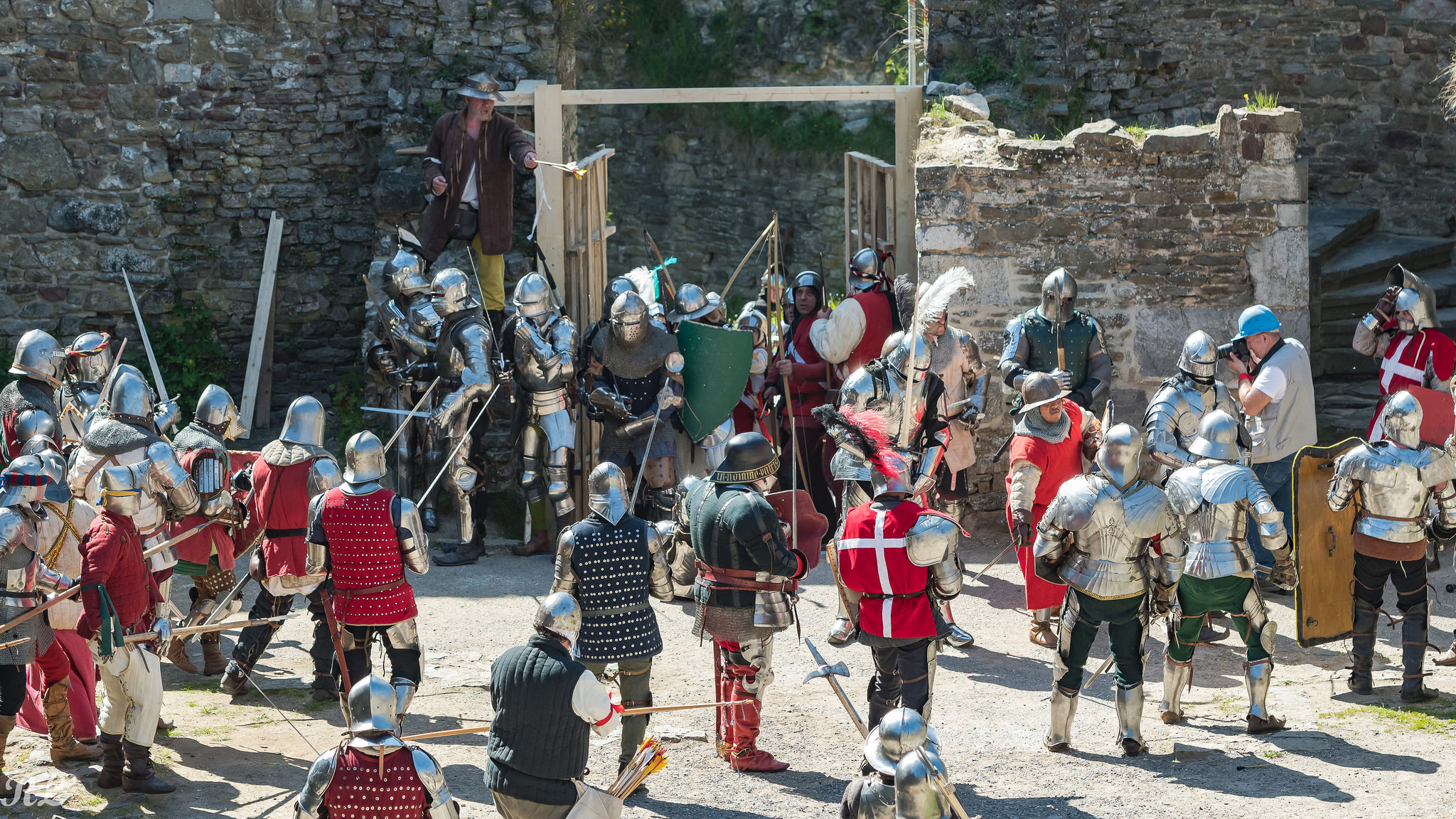
Heurtez batailles ! 2018 - La dernière défense vient de céder.

- 4, 5, 6 mai: Heurtez-Batailles! pour Franchimont, 2e édition (17e Rassemblement Médiéval)
- 2, 3 juin: "De Quaeye Werelt", 17e Concentration publique du château Sterckshof, Deurne (B)
- 29 août, 1, 2 septembre: "1474-Call to arms!", Bexbach (D), concentration inter-compagnies privée
- 1, 2 septembre: "Camp Vert et Vieux", à Dison (B), 1er édition du camp privé de la Verte Tente
- 22 septembre: 8e Marche des Six Cents Franchimontois sur Liège, 550e anniversaire

### 24esaison - 2019

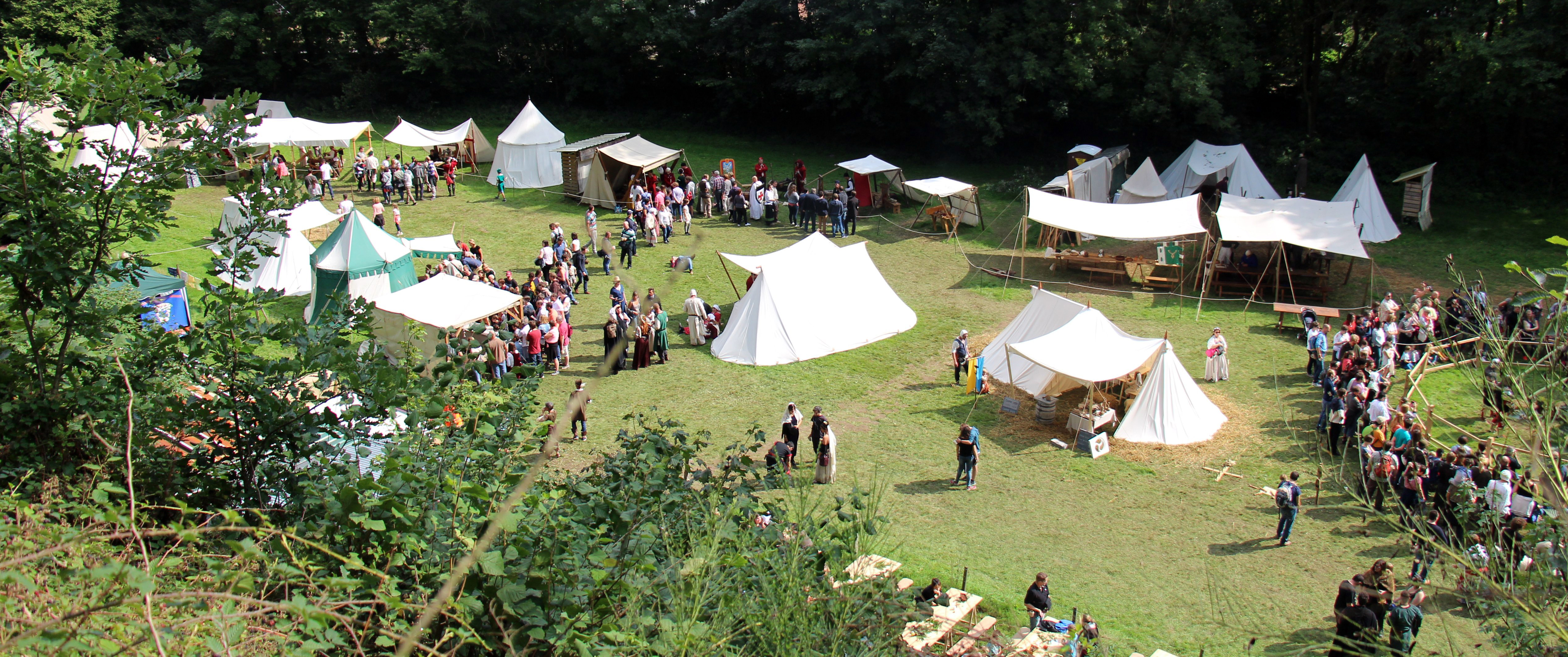
Franchimont 2019 - Le village de la Bergerie.

- 22, 23, 24 mars : Château de Tonquédec (F), concentration inter-compagnies privée
- 1, 2 juin: "De Quaeye Werelt", 17e Concentration publique du château Sterckshof, Deurne (B)
- 10, 11 août: Concentration publique de Aarschot (B), organisée par De Hagenlanders
- 17, 18 août: XXIVe Franche-Foire de Franchimont
- 26 octobre: Marche aux Flambeaux du 551e anniversaire des Six Cents Franchimontois

### 25esaison - 2020
- 31 octobre: Commémoration non-officielle du 552e anniversaire des Six Cents Franchimontois

### 26esaison - 2021
- 28, 29, 30 mai: "Camp Vert et Vieux", à Dison (B), 2e édition du camp privé de la Verte Tente
- 30 octobre: Marche aux Flambeaux du 553e anniversaire des Six Cents Franchimontois

### 27e saison - 2022

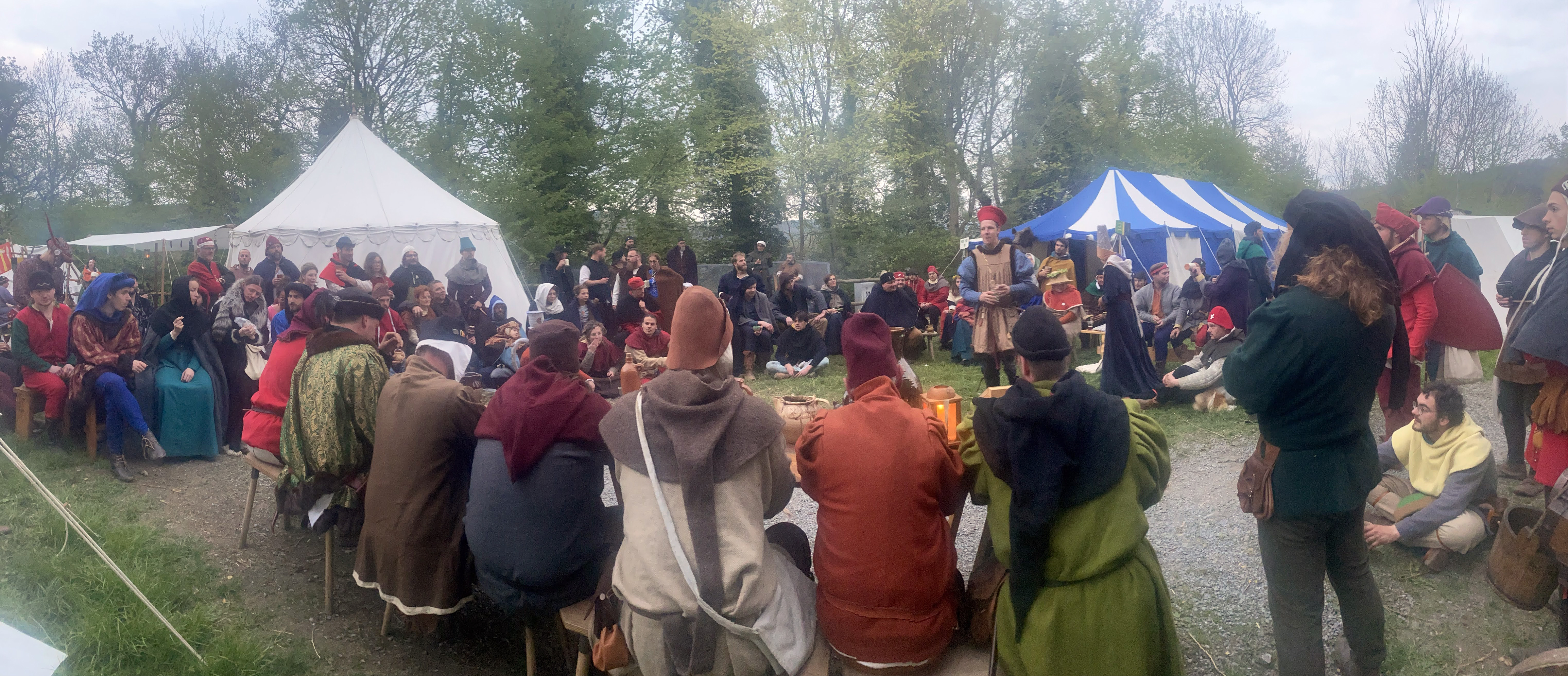
Heurtez Batailles ! 2022 - Le concours du meilleur Hypocras devant un jury de 5 nationalités.

- Heurtez Batailles ! 2022 - Le concours du meilleur Hypocras devant un jury de 5 nationalités.29,30 avril, 1er mai: Heurtez Batailles! pour Franchimont, 3e édition (18e Rassemblement Médiéval)
- 26 juin: Fête de Evrehailles (B)
- 15, 16 octobre: Château de Tonquédec (F), concentration inter-compagnies privée
- 29 octobre: Marche aux Flambeaux du 554e anniversaire des Six Cents Franchimontois

### 28e saison - 2023
- 19, 20 août : XXVe Franche-Foire de Franchimont
- 23 septembre : 9e Marche des Six Cents Franchimontois sur Liège, 555e anniversaire

### 29e saison - 2024
- 3, 4 et 5 mai : Heurtez Batailles! pour Franchimont, 4e édition (19e Rassemblement Médiéval)

### Articles de journaux
- « Premier festival des Temps Perdus de Reinhardstein », Le Soir,‎ 18 juillet 1997 (lire en ligne)
- « Commerces ouverts le dimanche à Theux », Le Soir,‎ 9 décembre 1997 (lire en ligne)
- « Marche aux flambeaux historique à Franchimont », La Dernière Heure,‎ 3 juillet 2024 (lire en ligne)
- « Sedan/Festival médiéval aujourd'hui et demain ! », La Semaine des Ardennes,‎ 19 mai 2012 (lire en ligne)
- « Foire Médiévale de Franchimont: la compagnie de la Verte Tente va se replonger dans le Moyen Âge », Sudinfo,‎ 16 août 2013 (lire en ligne)
- « Le nouvel espace de la Foire de Franchimont a conquis le public », La Meuse,‎ 20 août 2017 (lire en ligne)
- « Vivre au temps du XVe siècle liégeois », L'Avenir,‎ 6 mai 2018 (lire en ligne)